# Dinkelsbühl
Dinkelsbühl város Németországban, a Bajorországhoz tartozó Közép-Frankföldön, Ansbach járás délnyugati határán, Aalentől északra. A Német-római Birodalom idején szabad császári város. Lakosainak száma 12 272 fő (2023. december 31.).

## Népesség
A település népessége az elmúlt években az alábbi módon változott:
| Lakosok száma | 5067 | 10 711 | 10 034 | 11 256 | 11 315 | 11 389 | 11 600 | 11 825 | 12 053 | 12 272 |
|               | 1925 | 1970   | 1975   | 2011   | 2013   | 2014   | 2016   | 2019   | 2021   | 2023   |

Egyike a Romantikus Út (németül Romantische Straße) néven ismert témaútvonal északi felén fekvő három leghíresebb történelmi városnak. (A másik kettő: Rothenburg ob der Tauberés Nördlingen.
Földrajzilag a Frankföldi-dombság déli szegélyén fekszik, a Wörnitz folyónál, amely a közeli Schillingsfürstben ered.
Pünkösdkor Dinkelsbühlben tartják az Erdélyből kivándorolt, "hazatelepedett" szászok nagy találkozójukat.

## Galéria

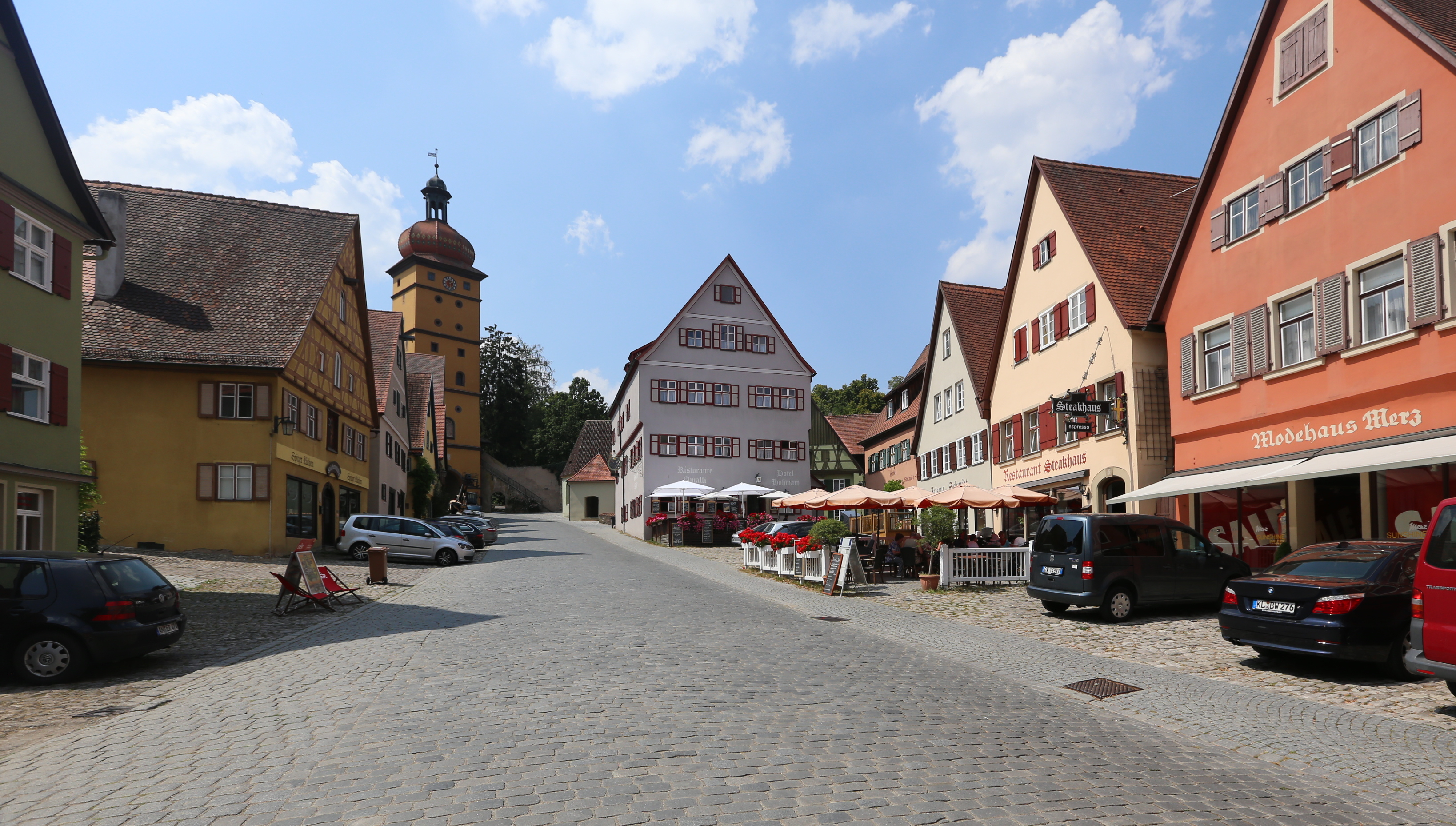
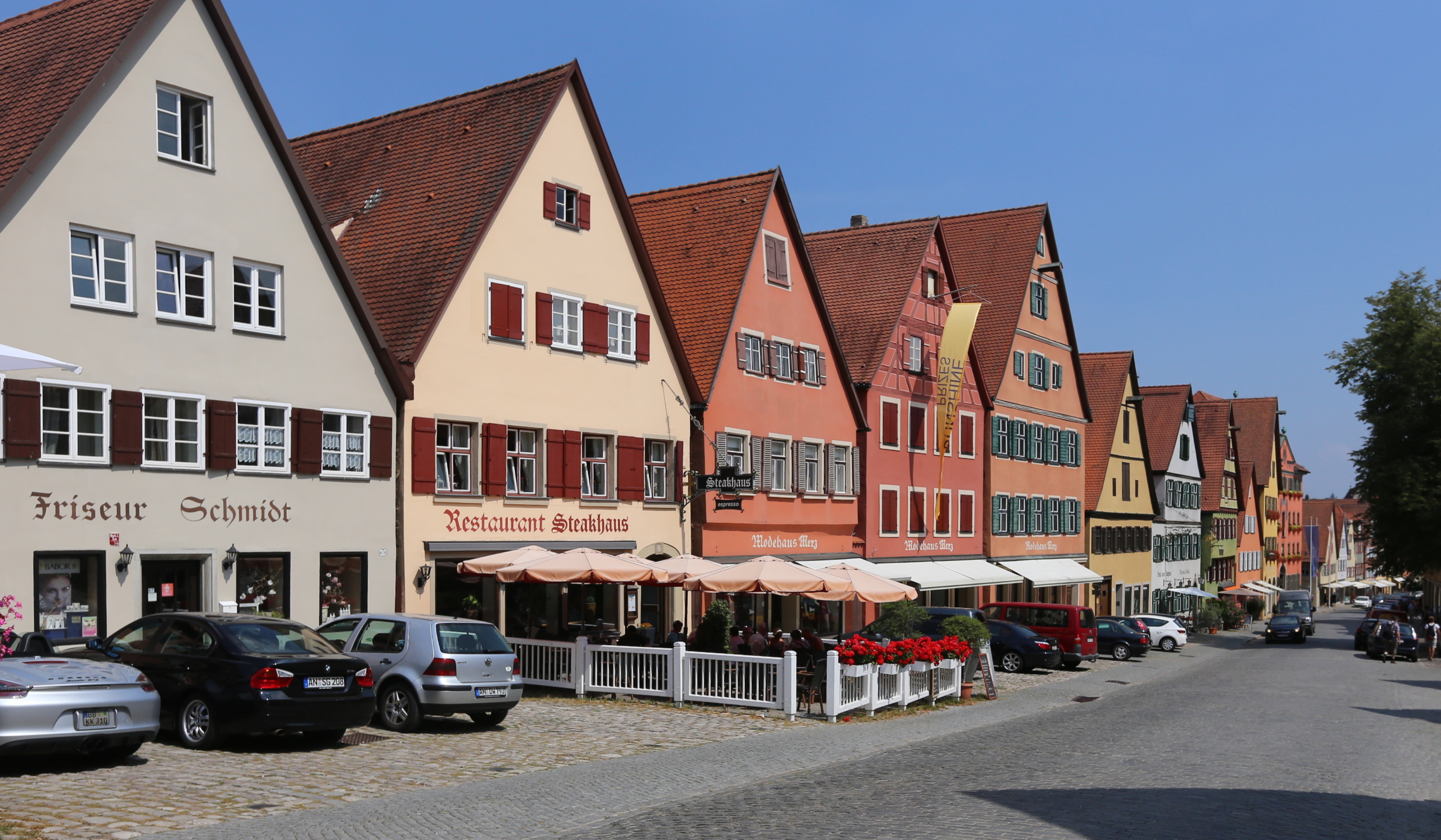
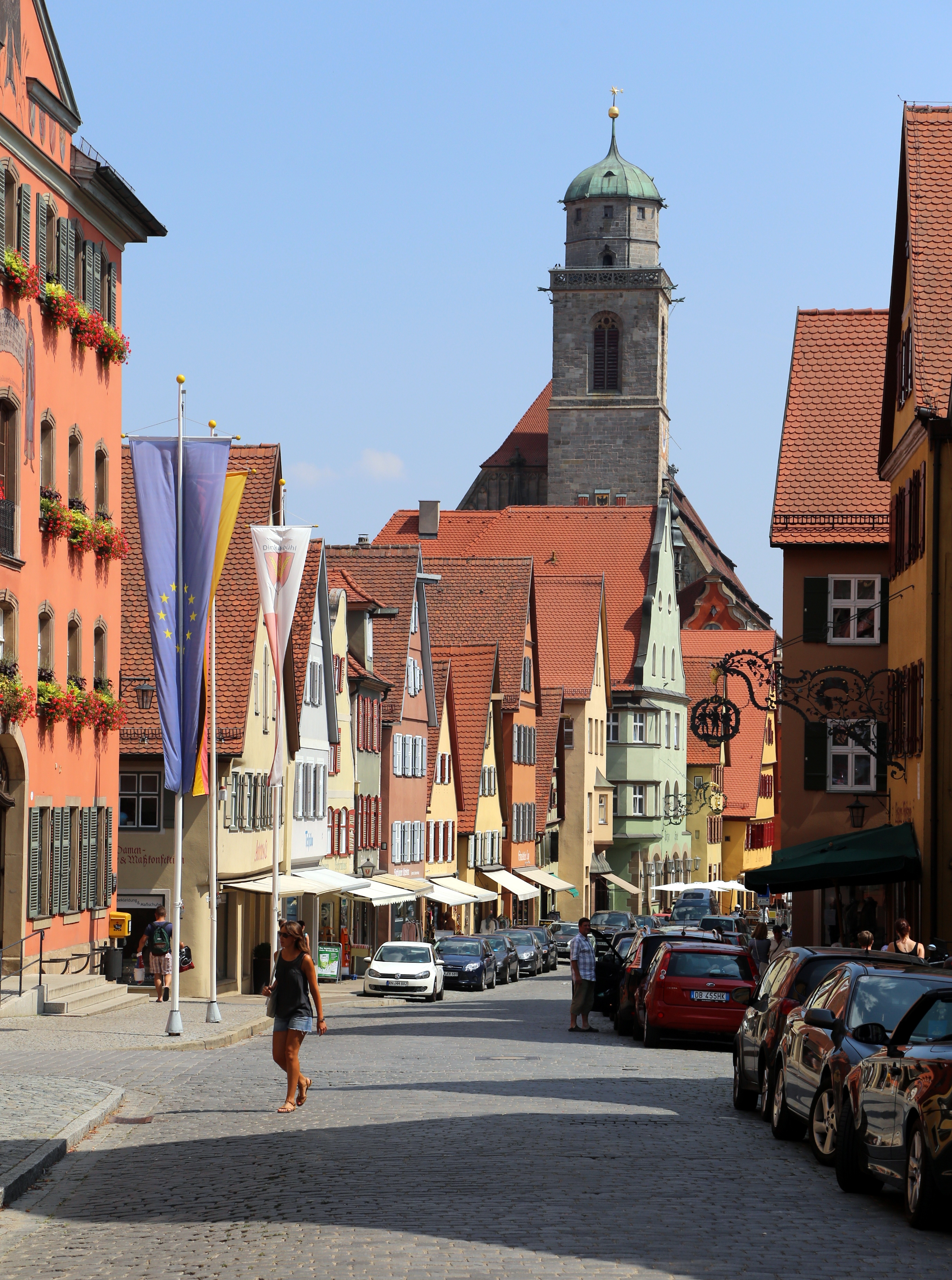
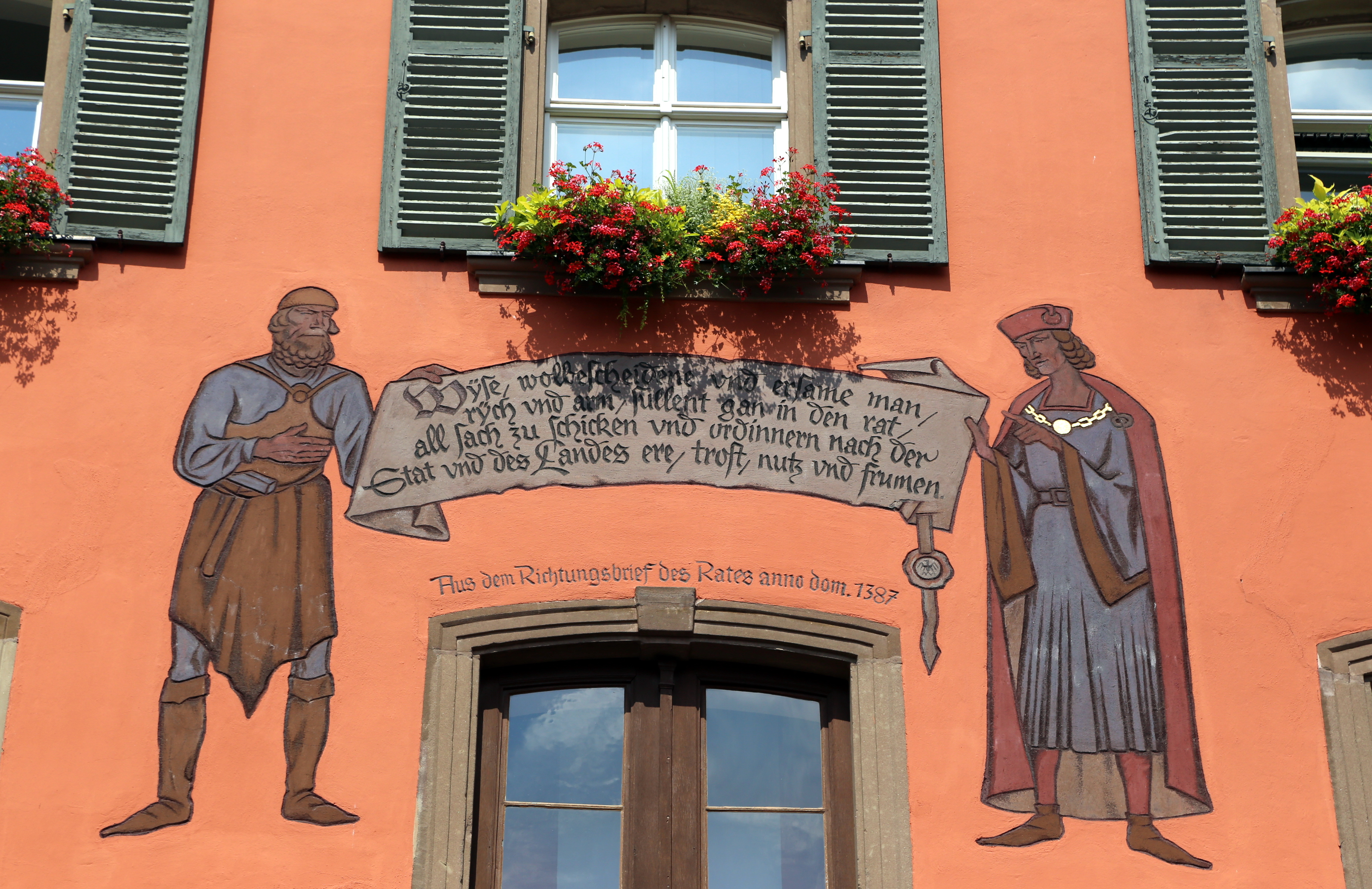
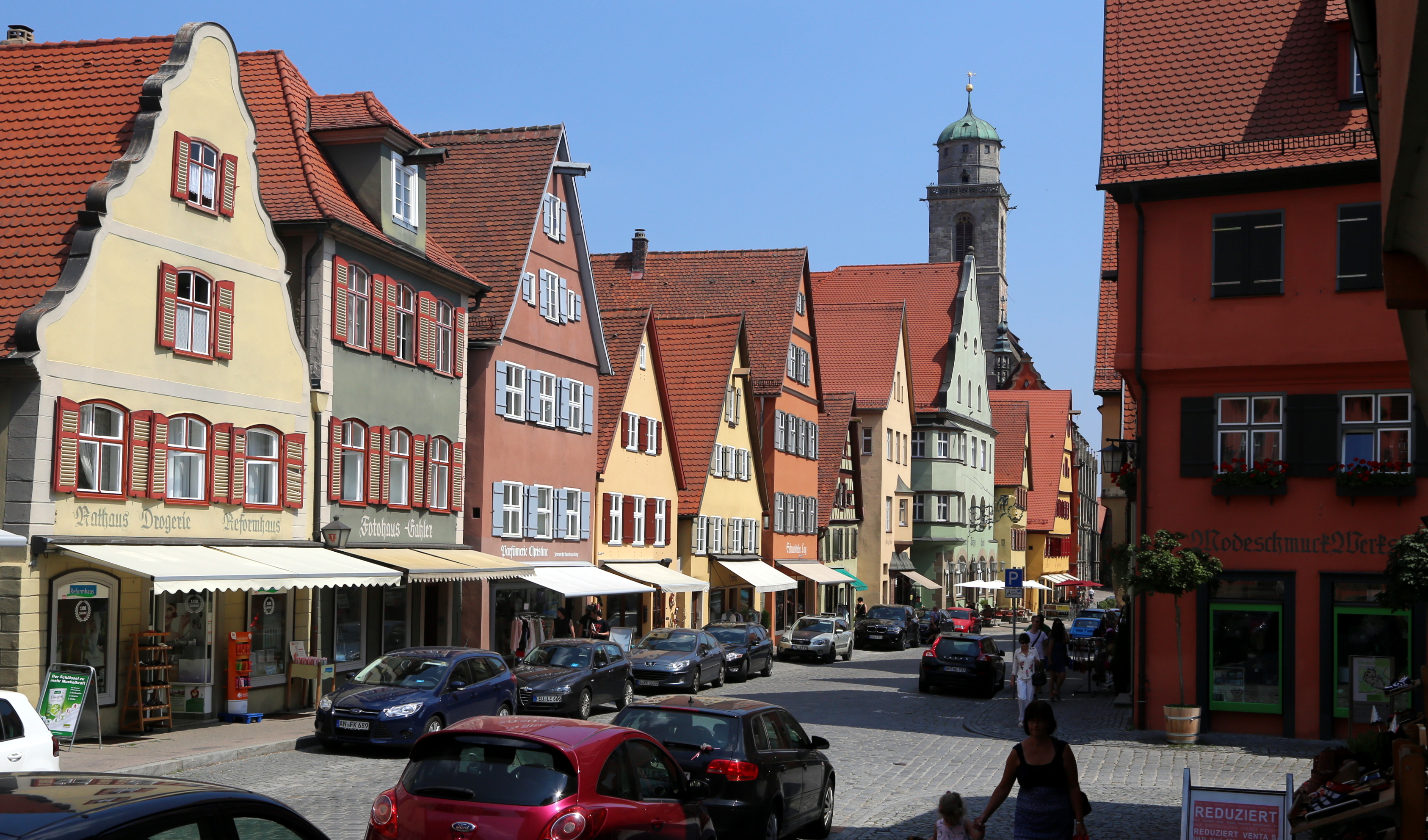
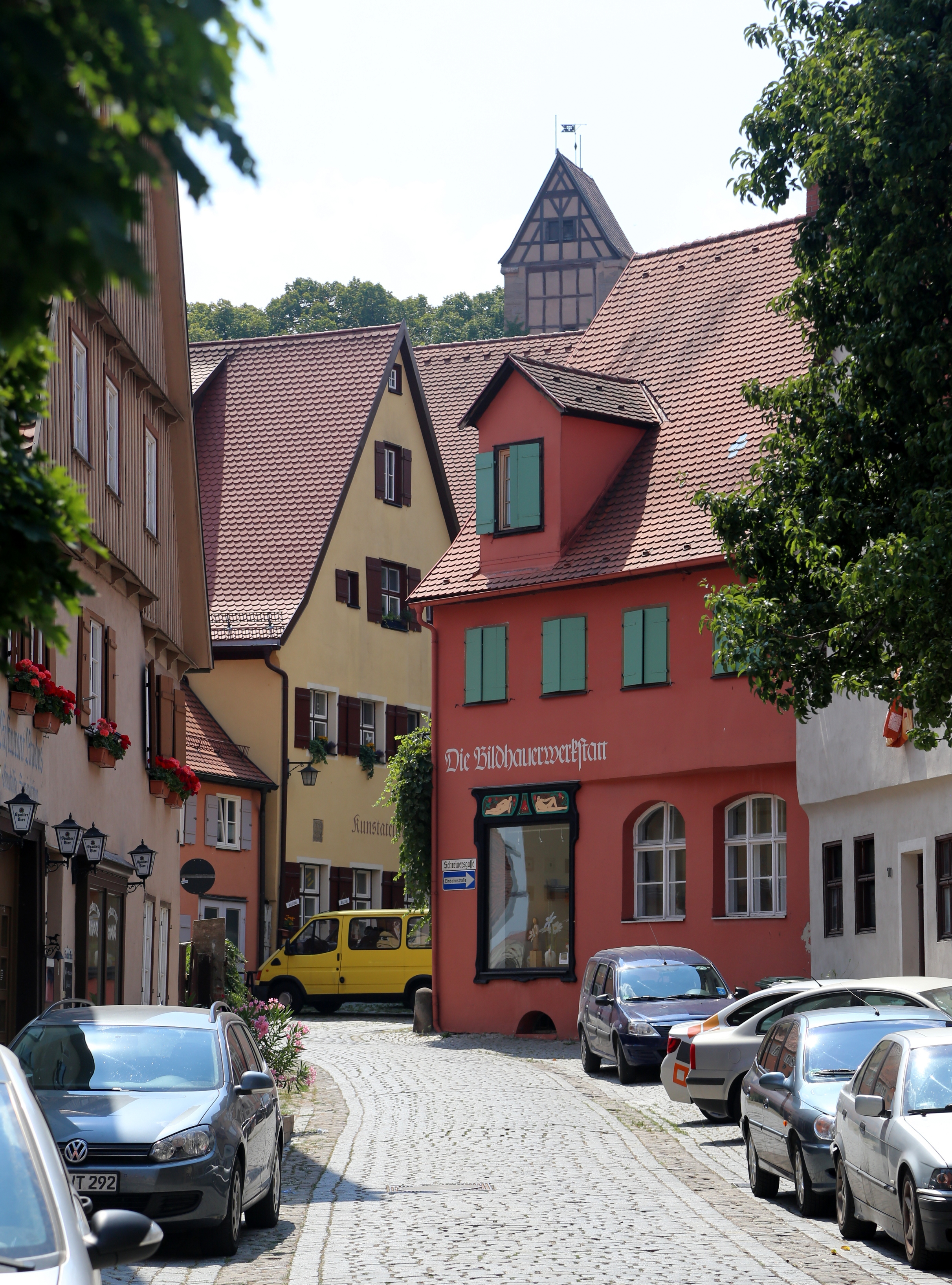
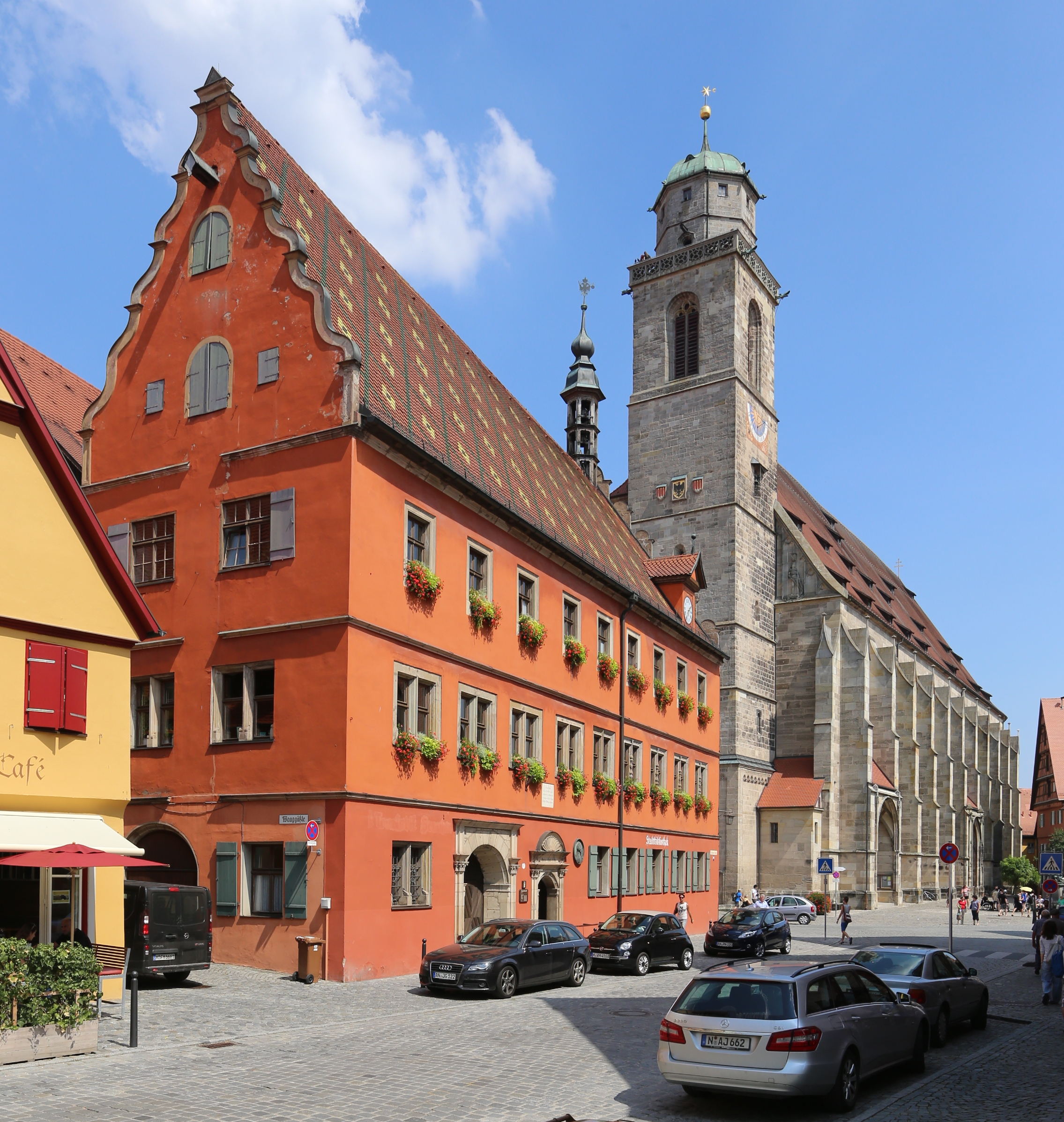
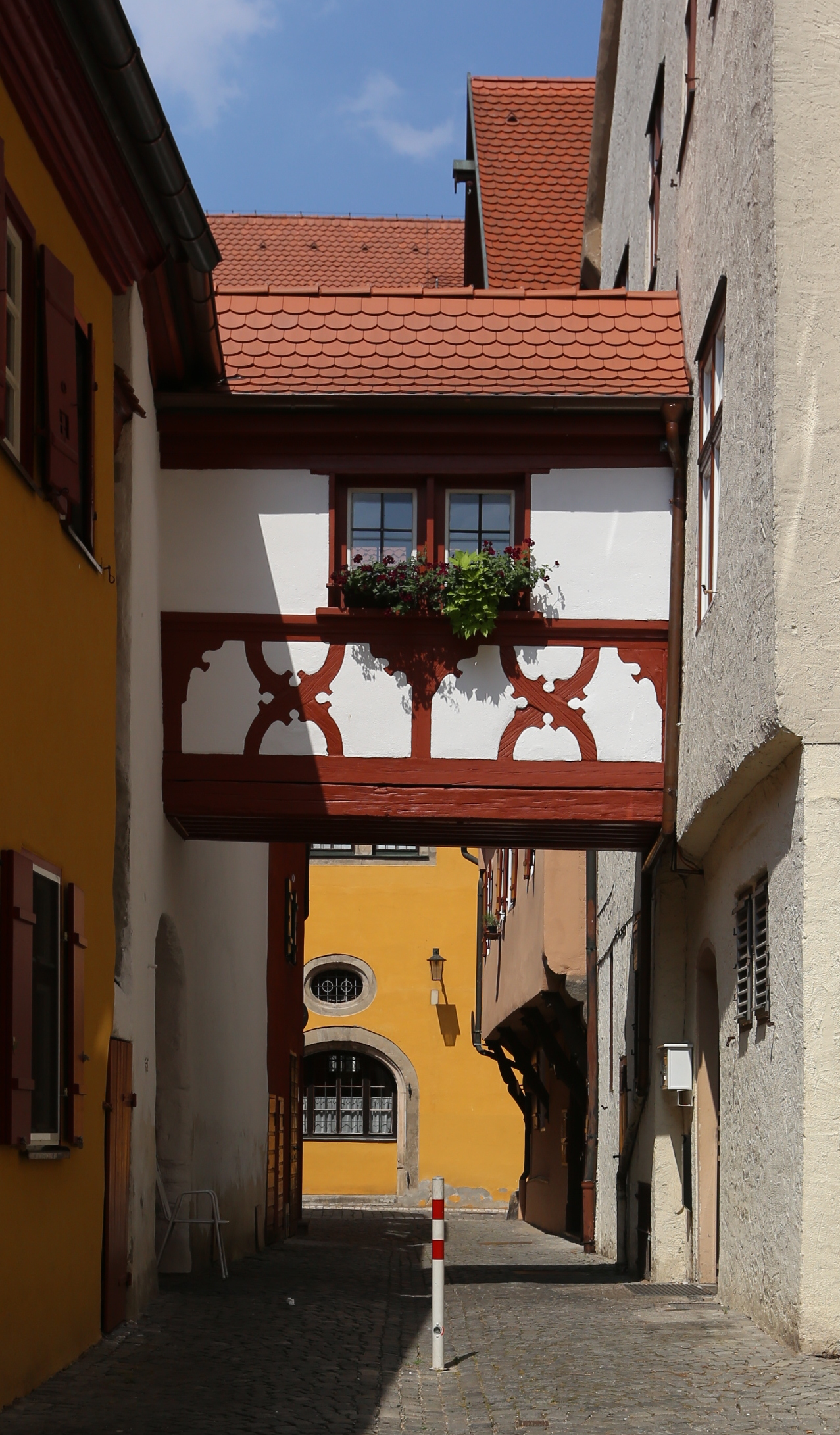
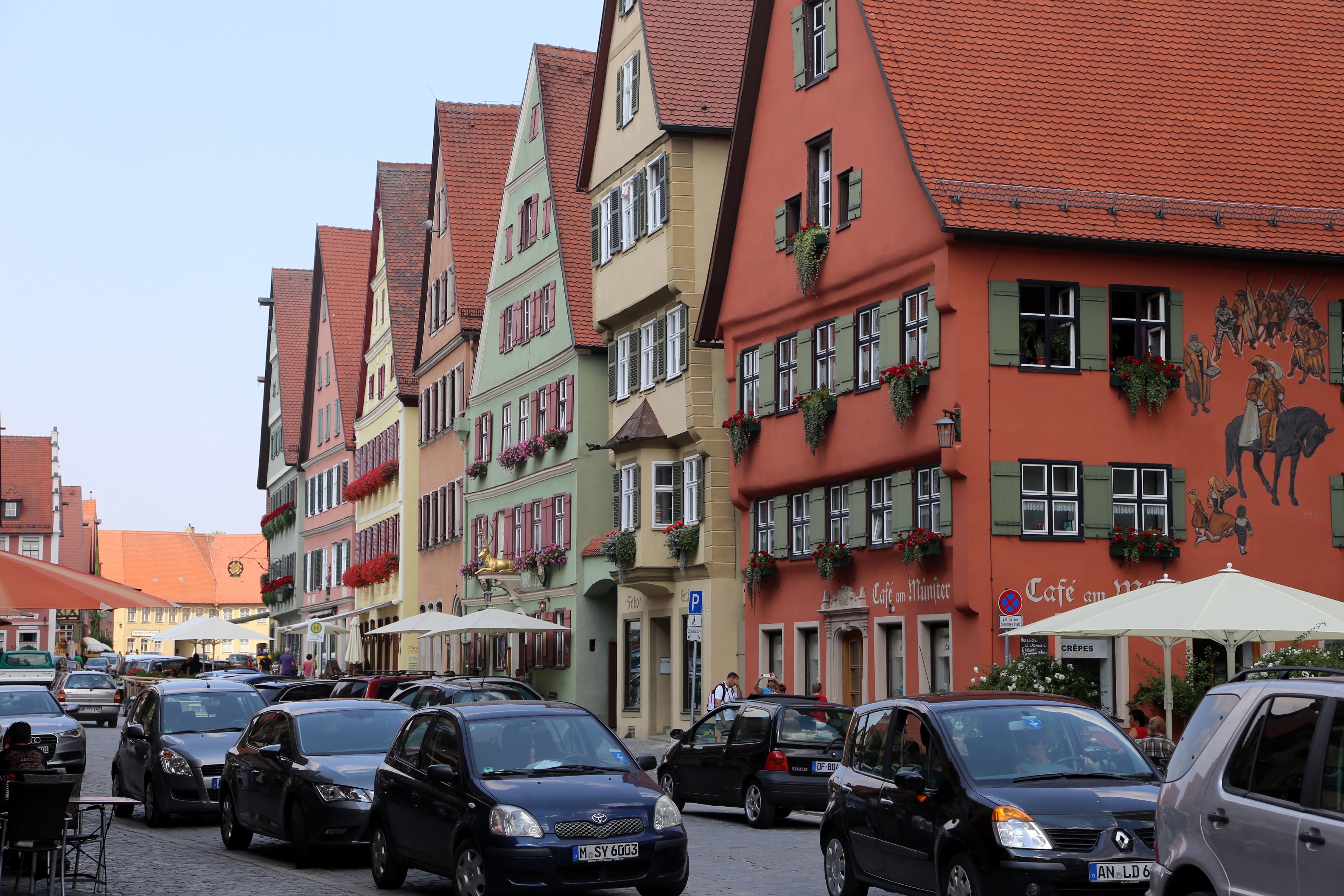
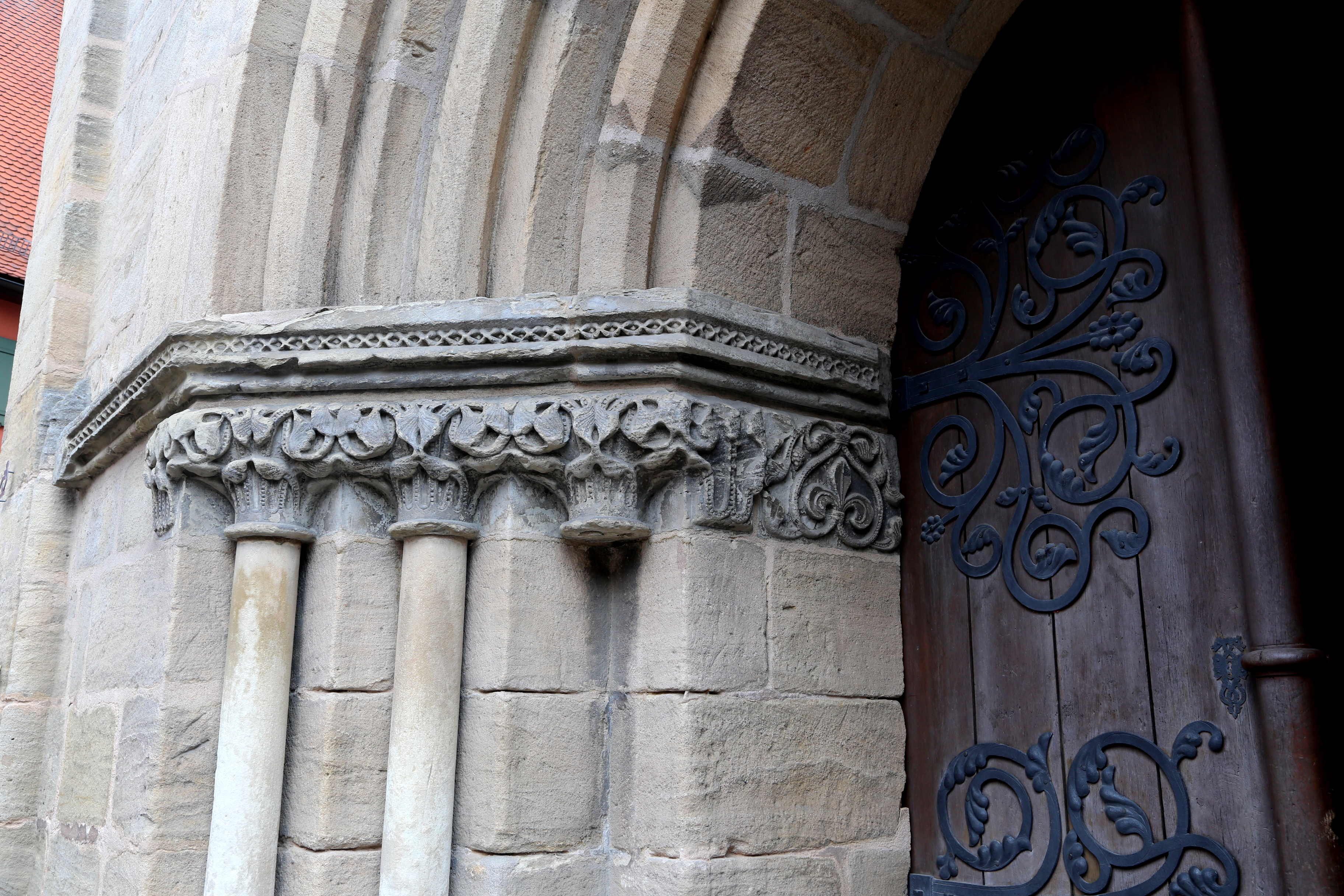
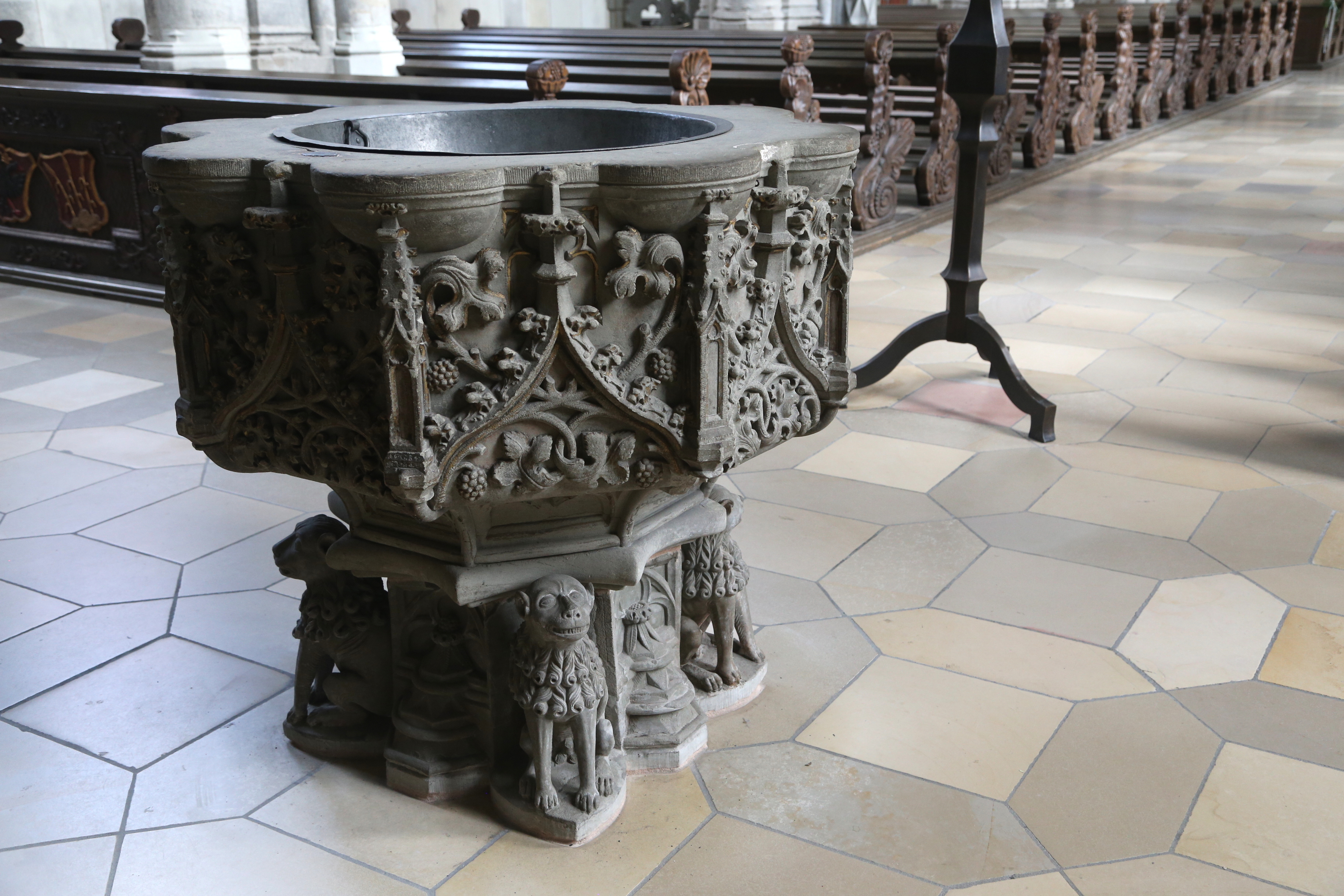
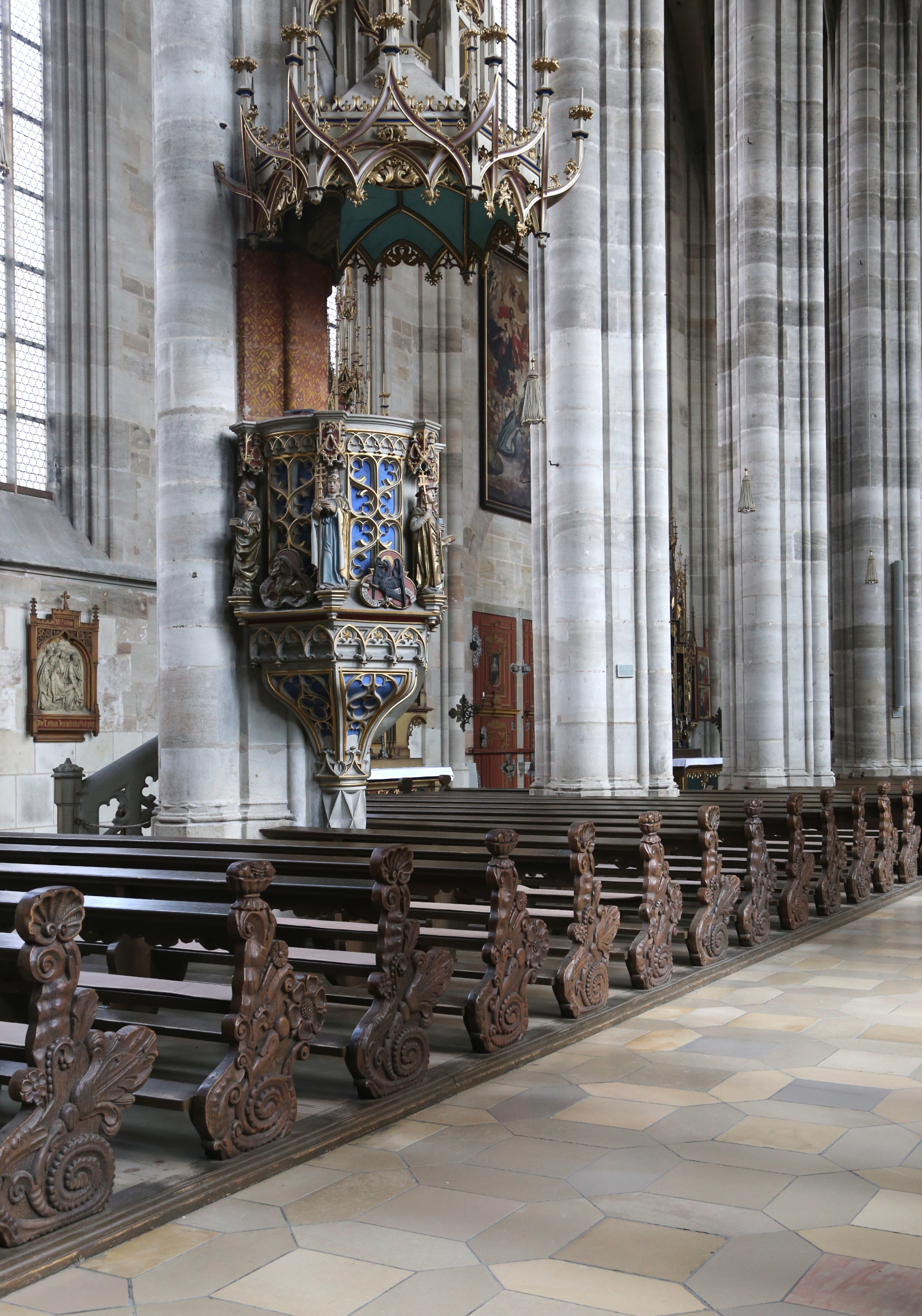
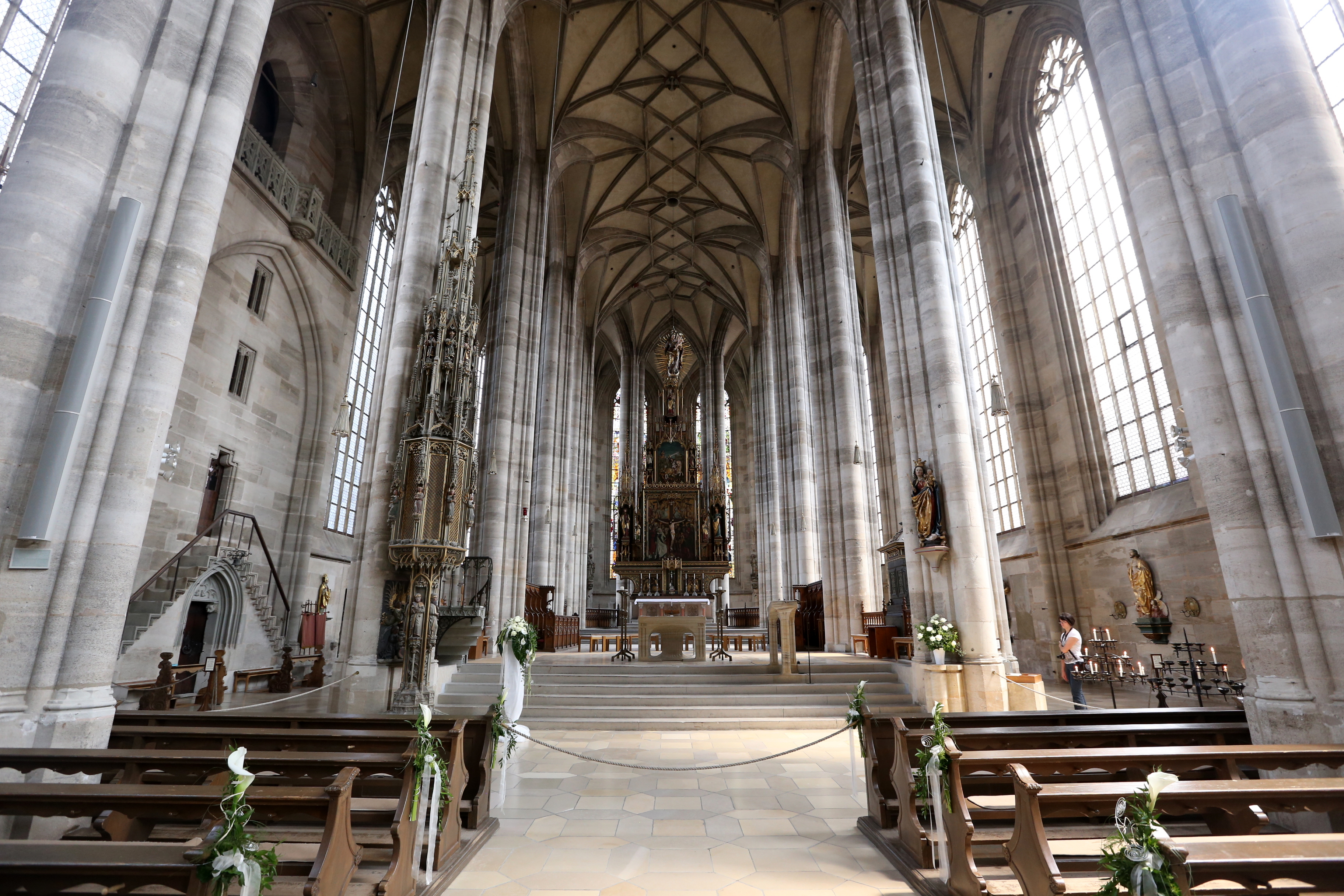
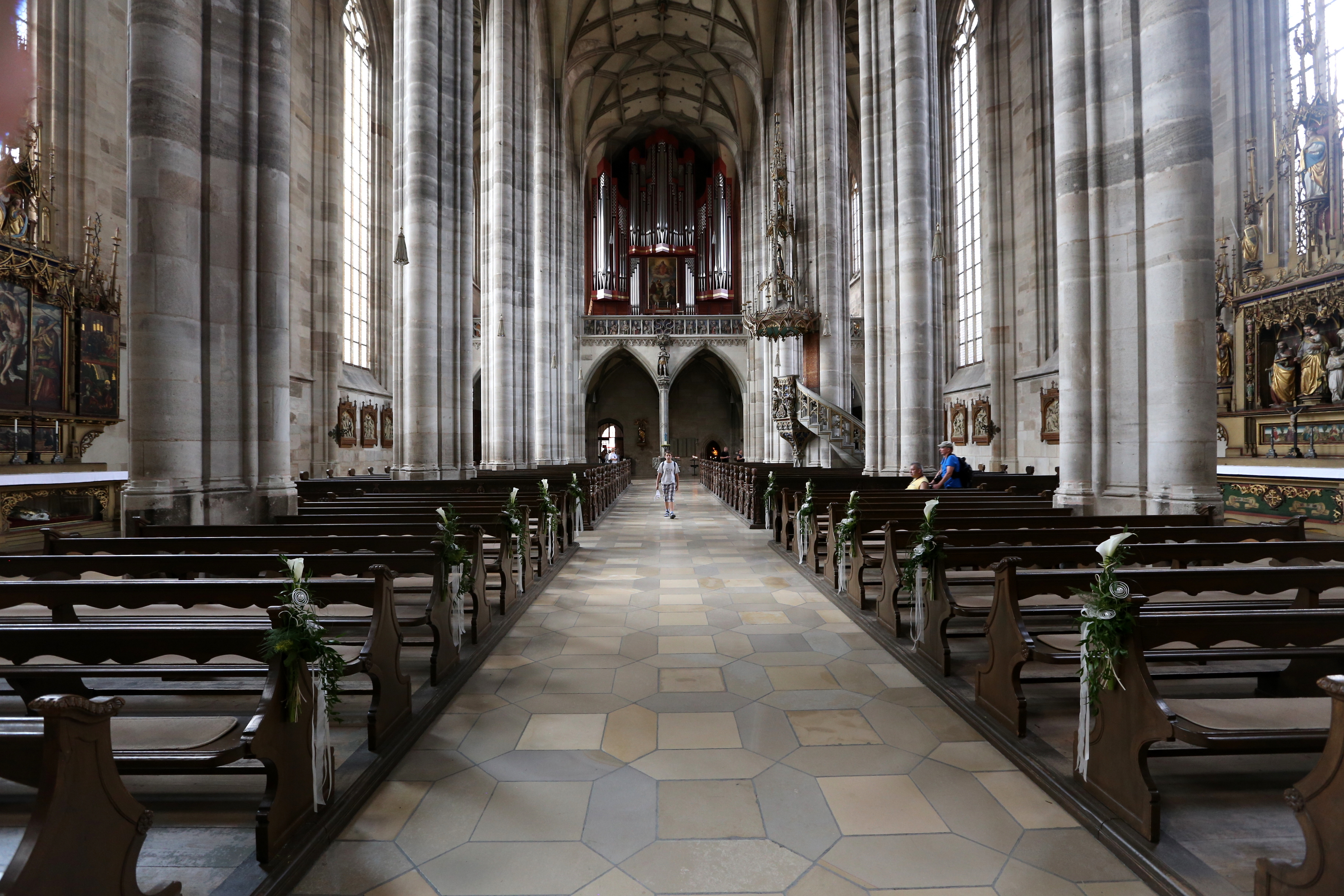
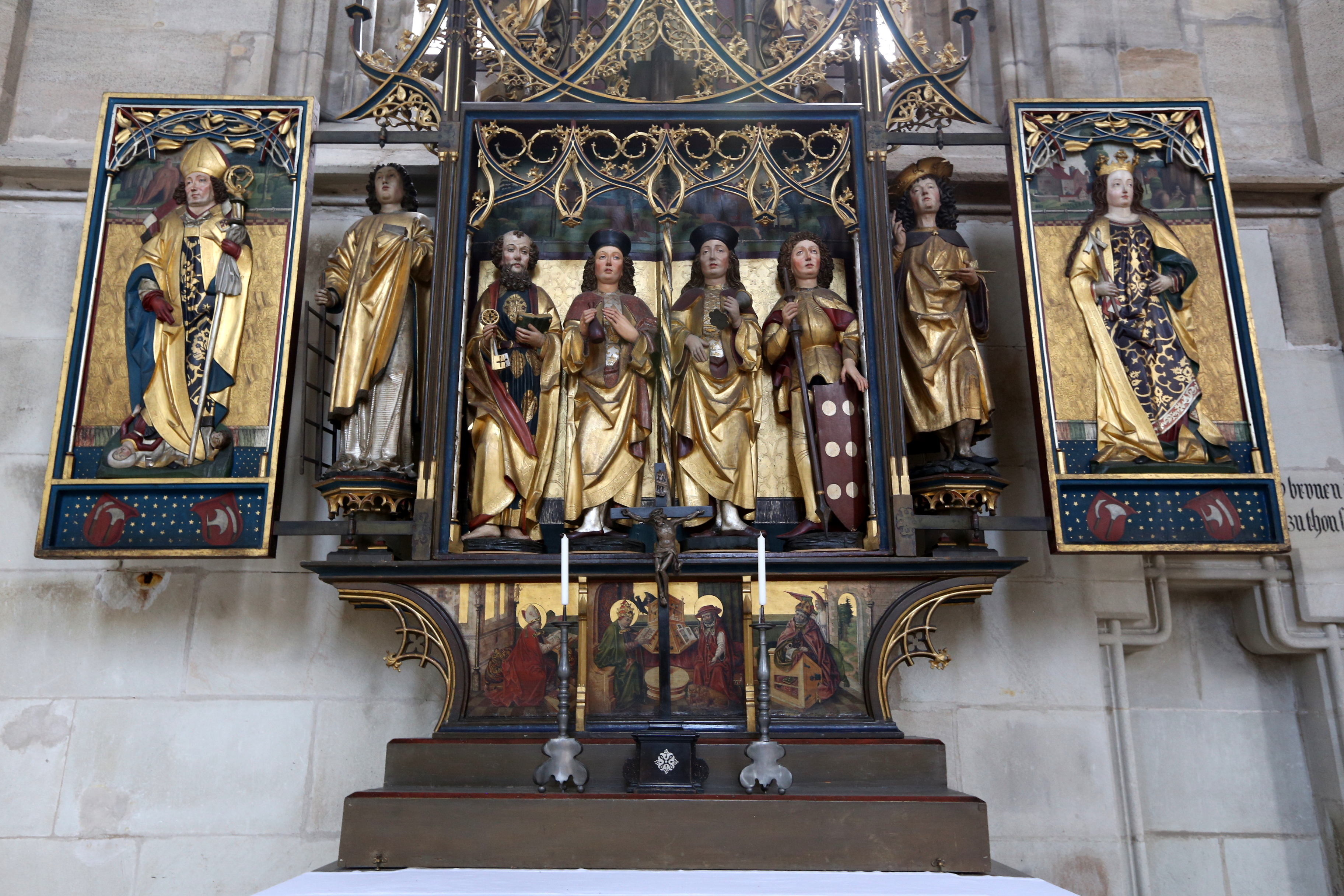
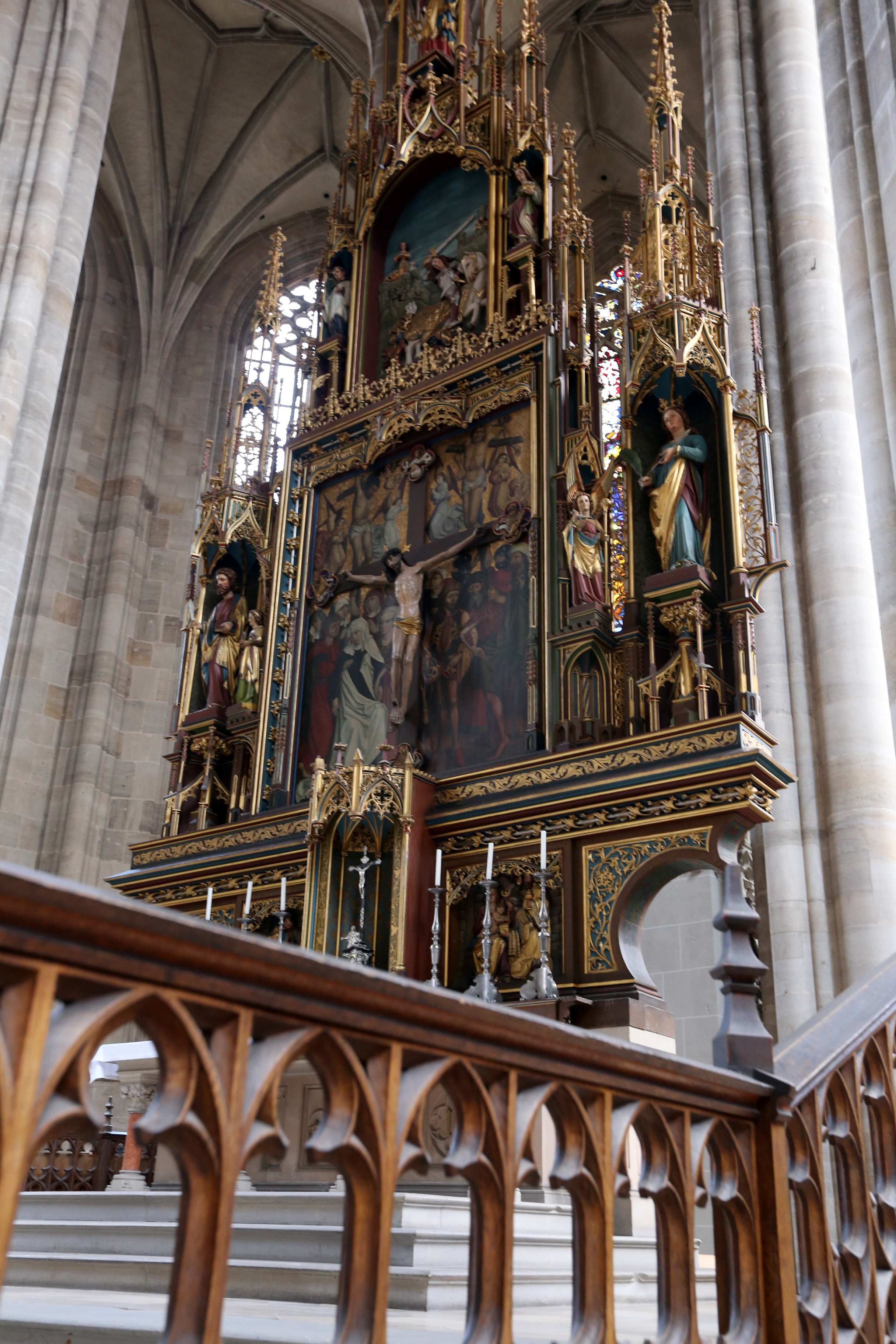
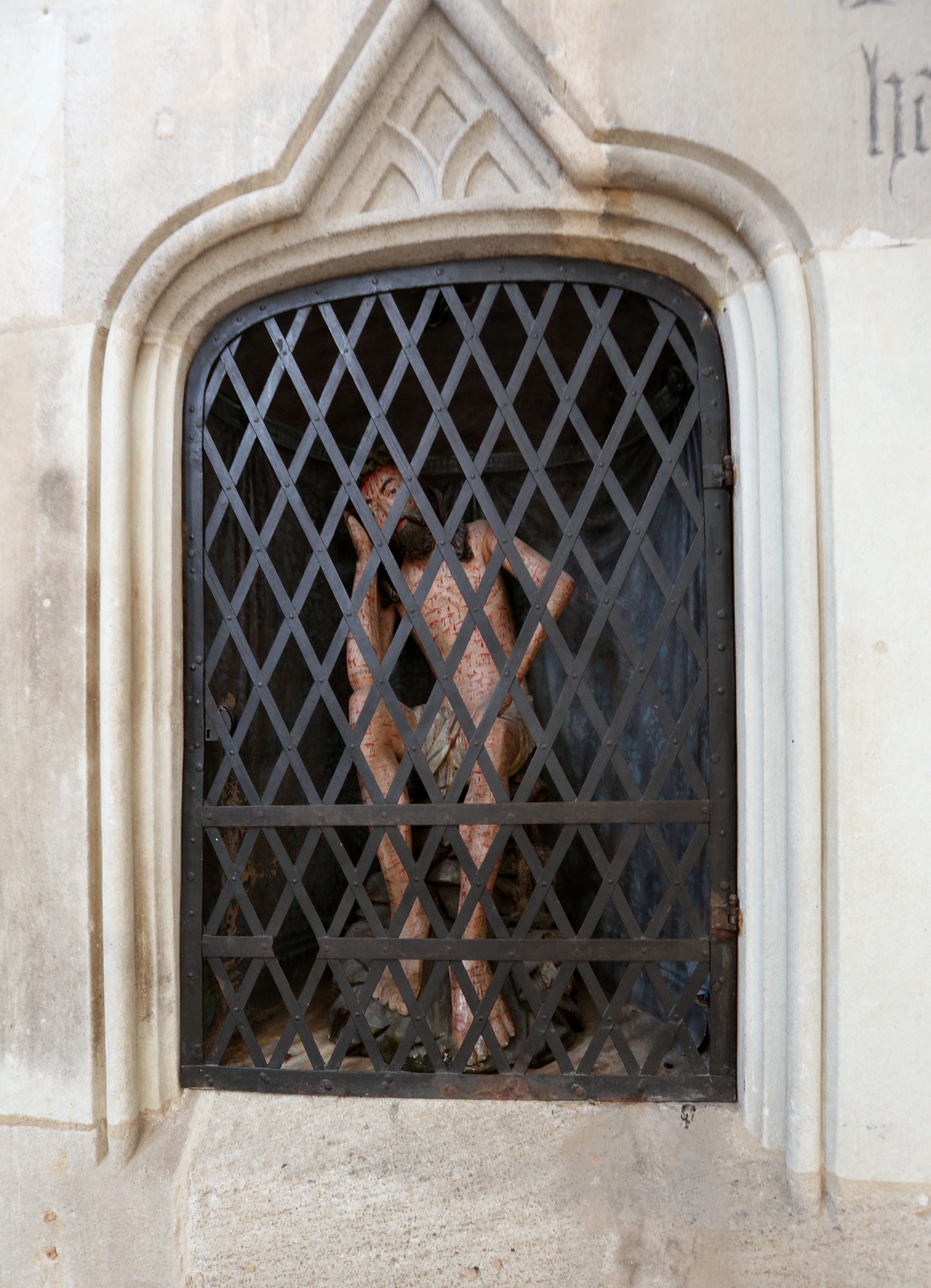
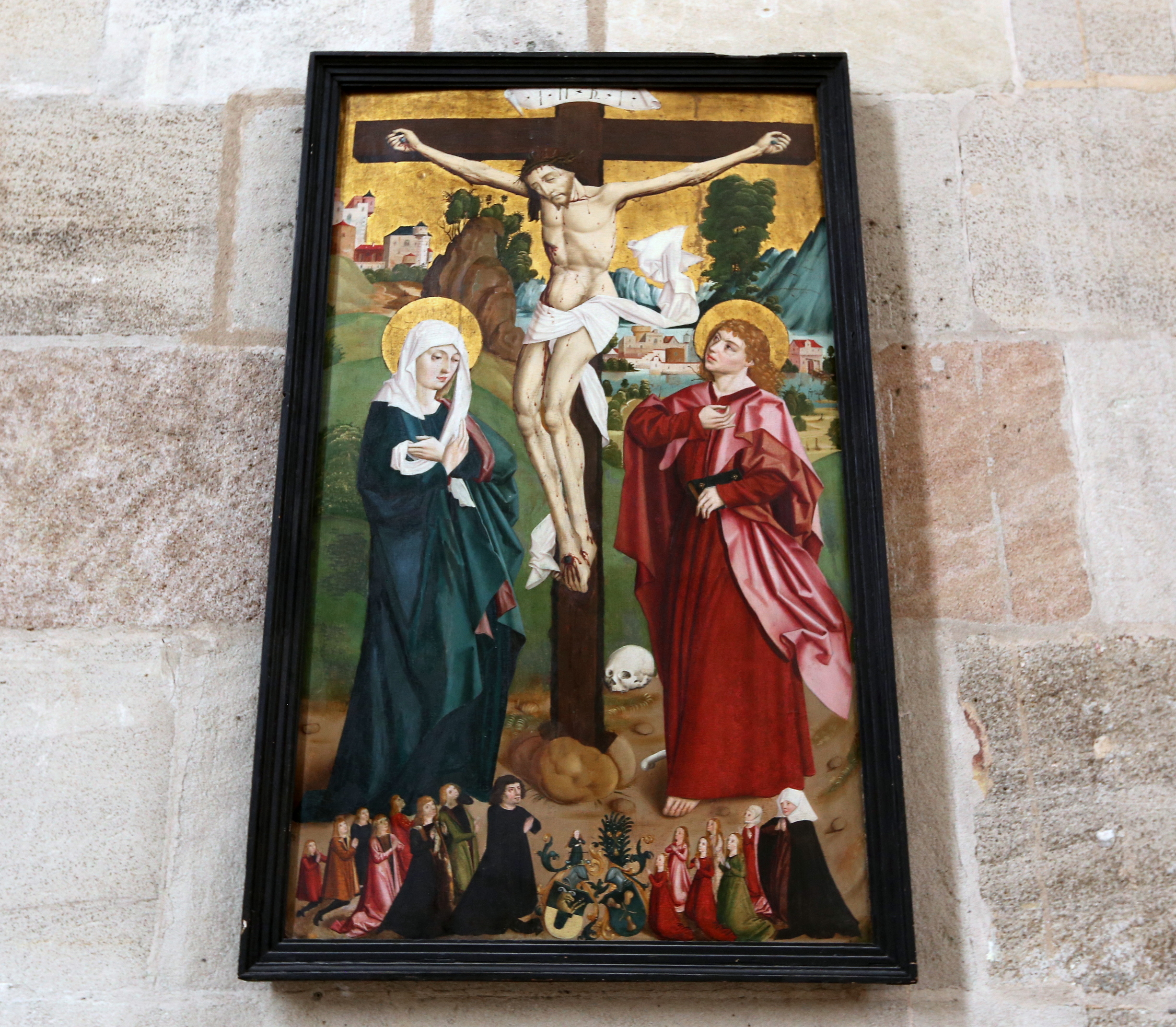
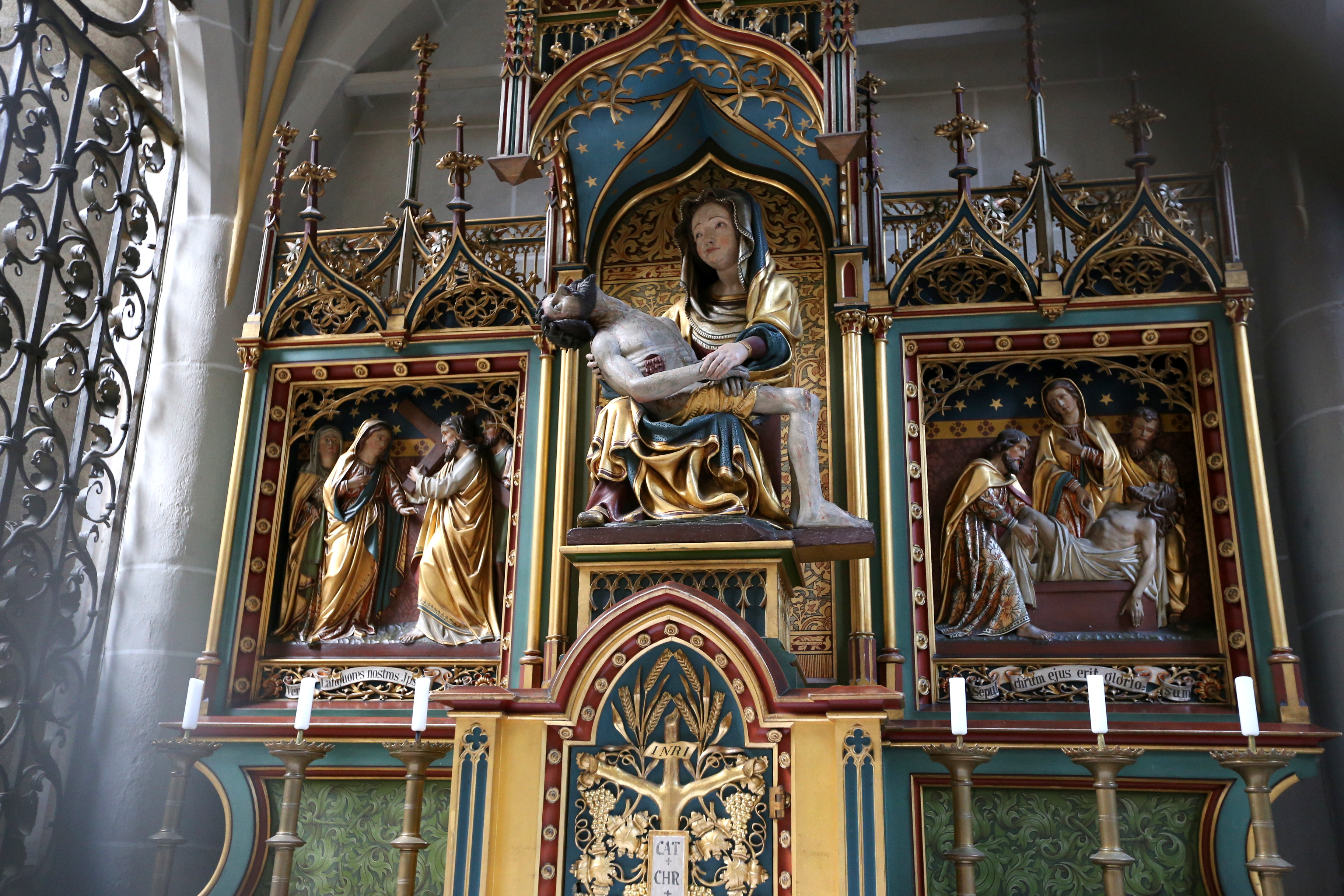
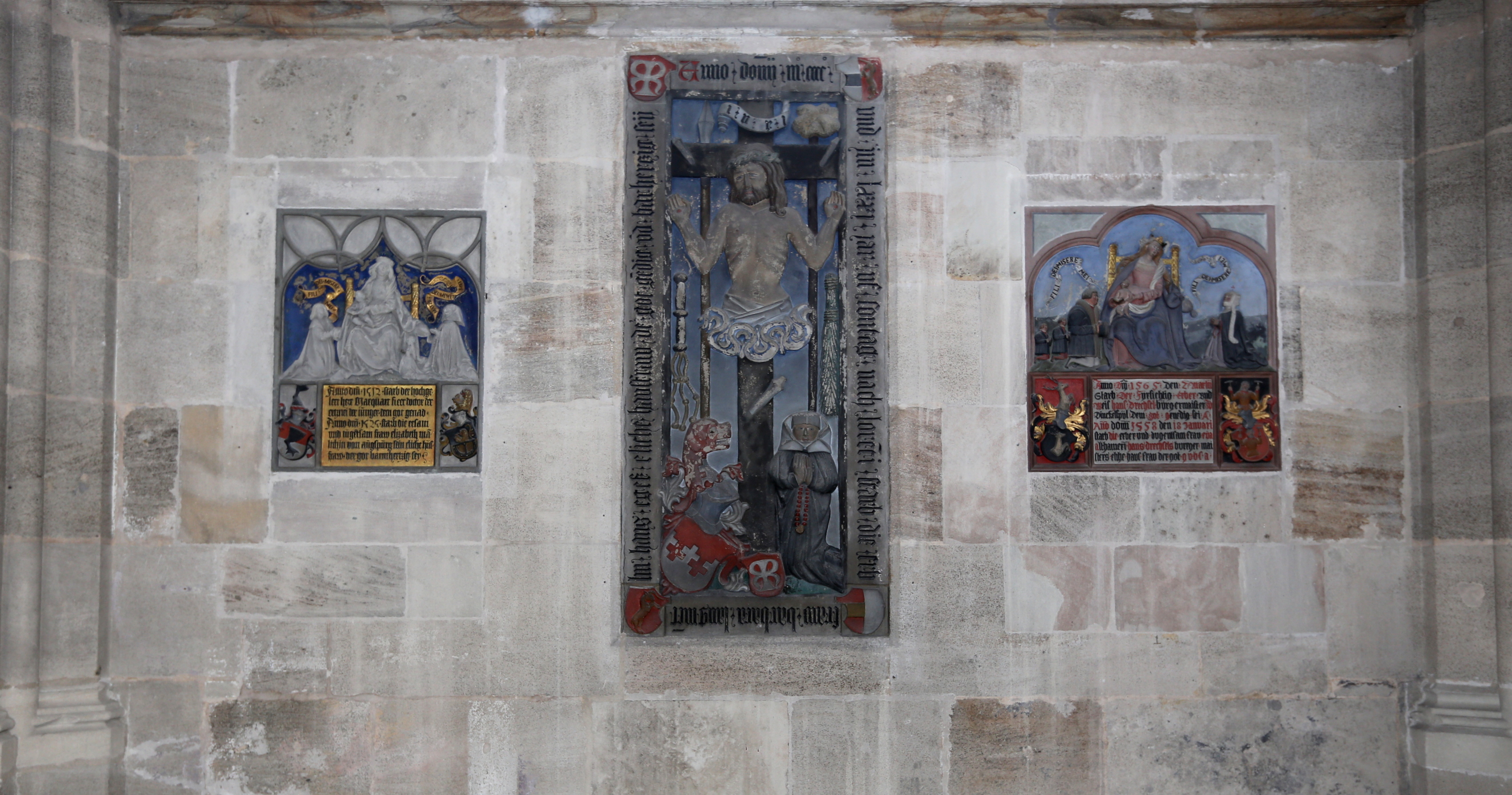
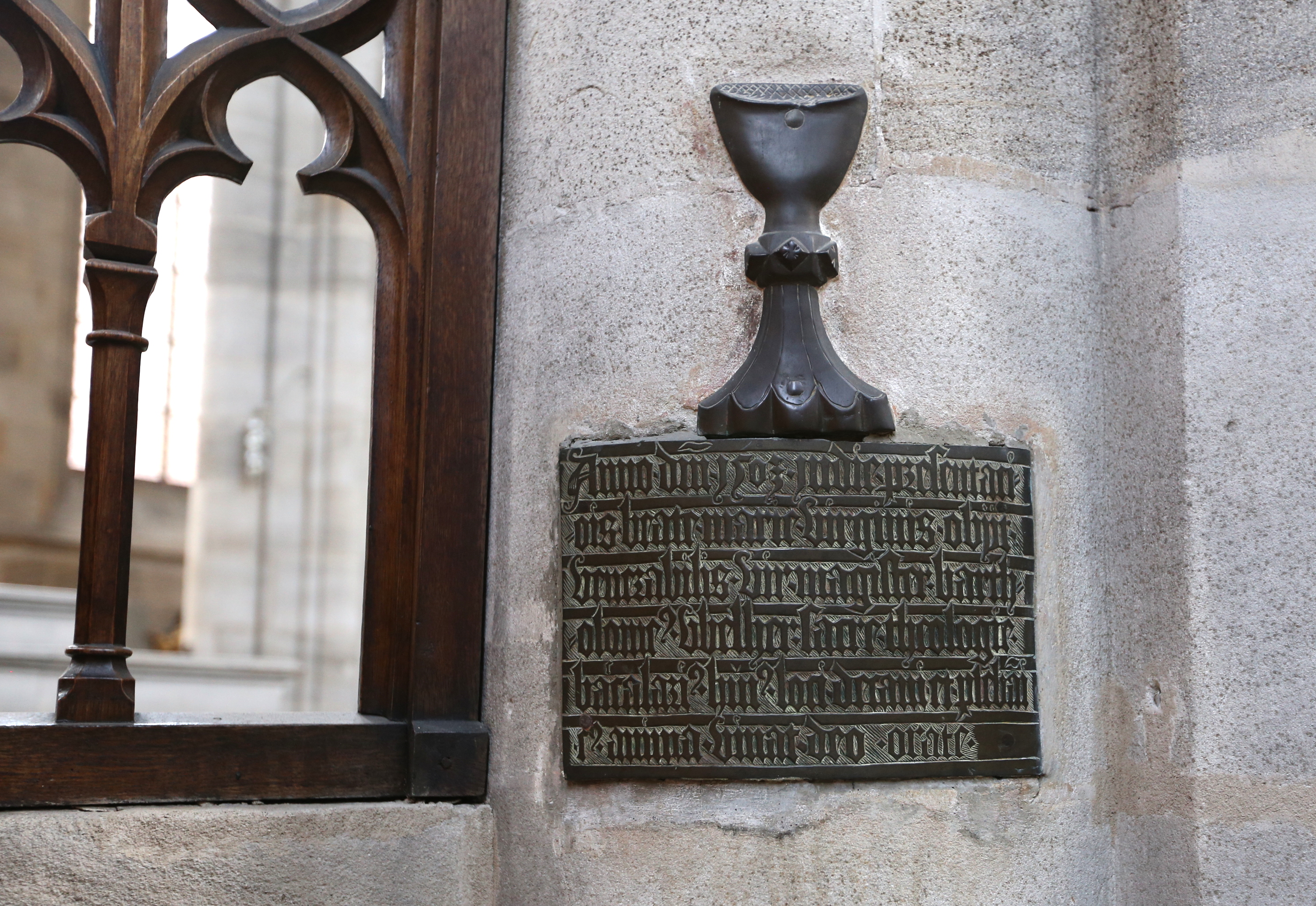
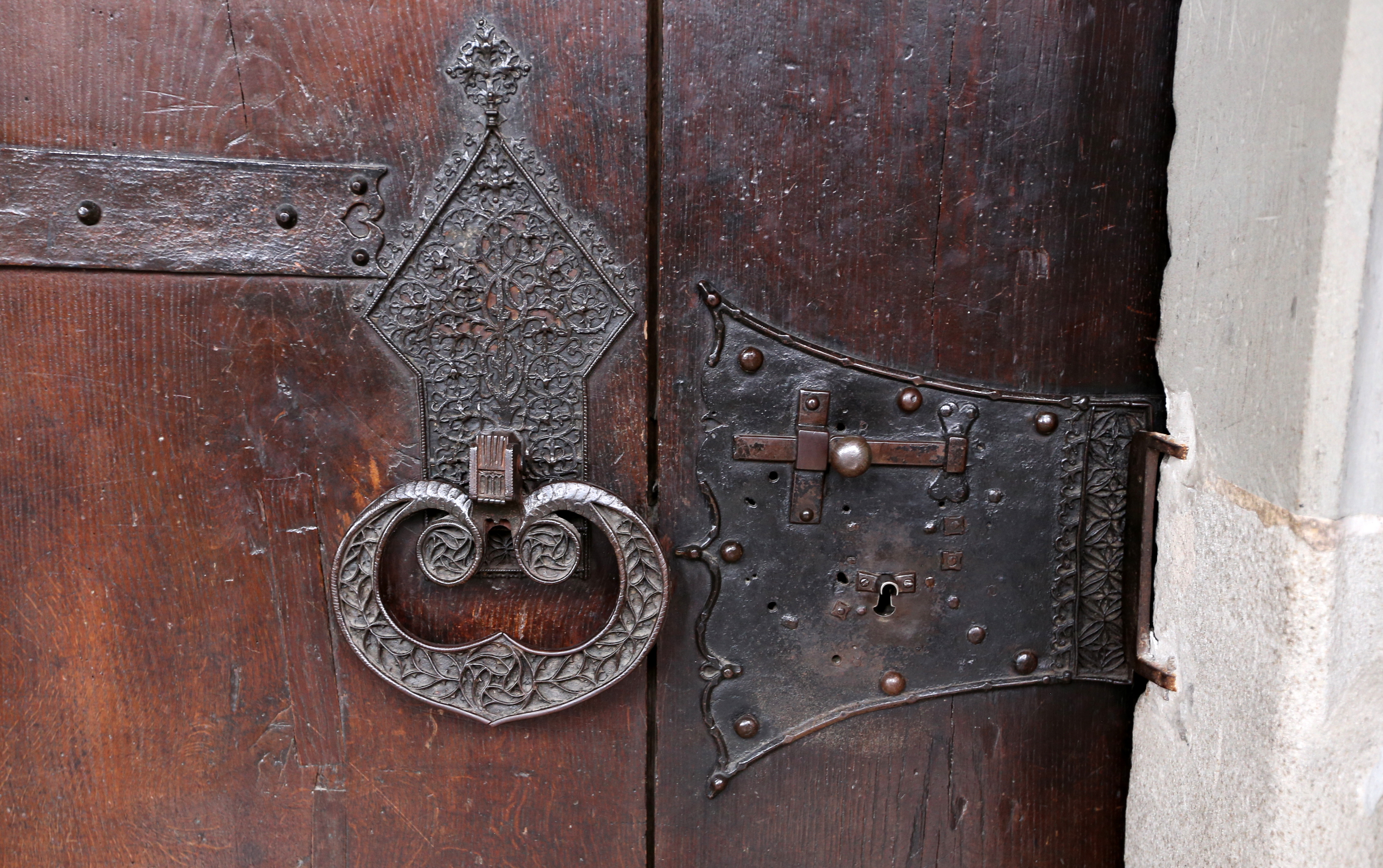
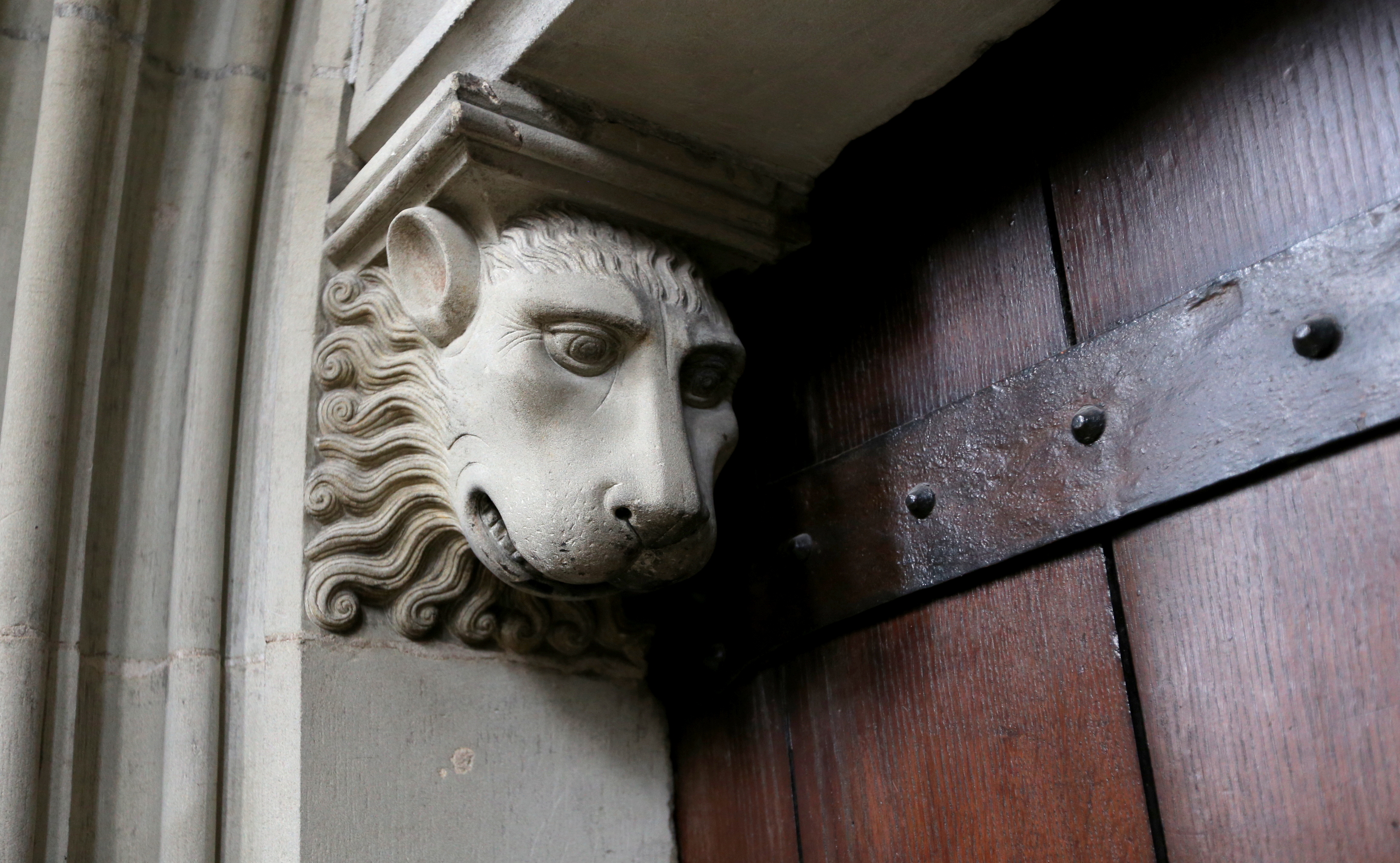
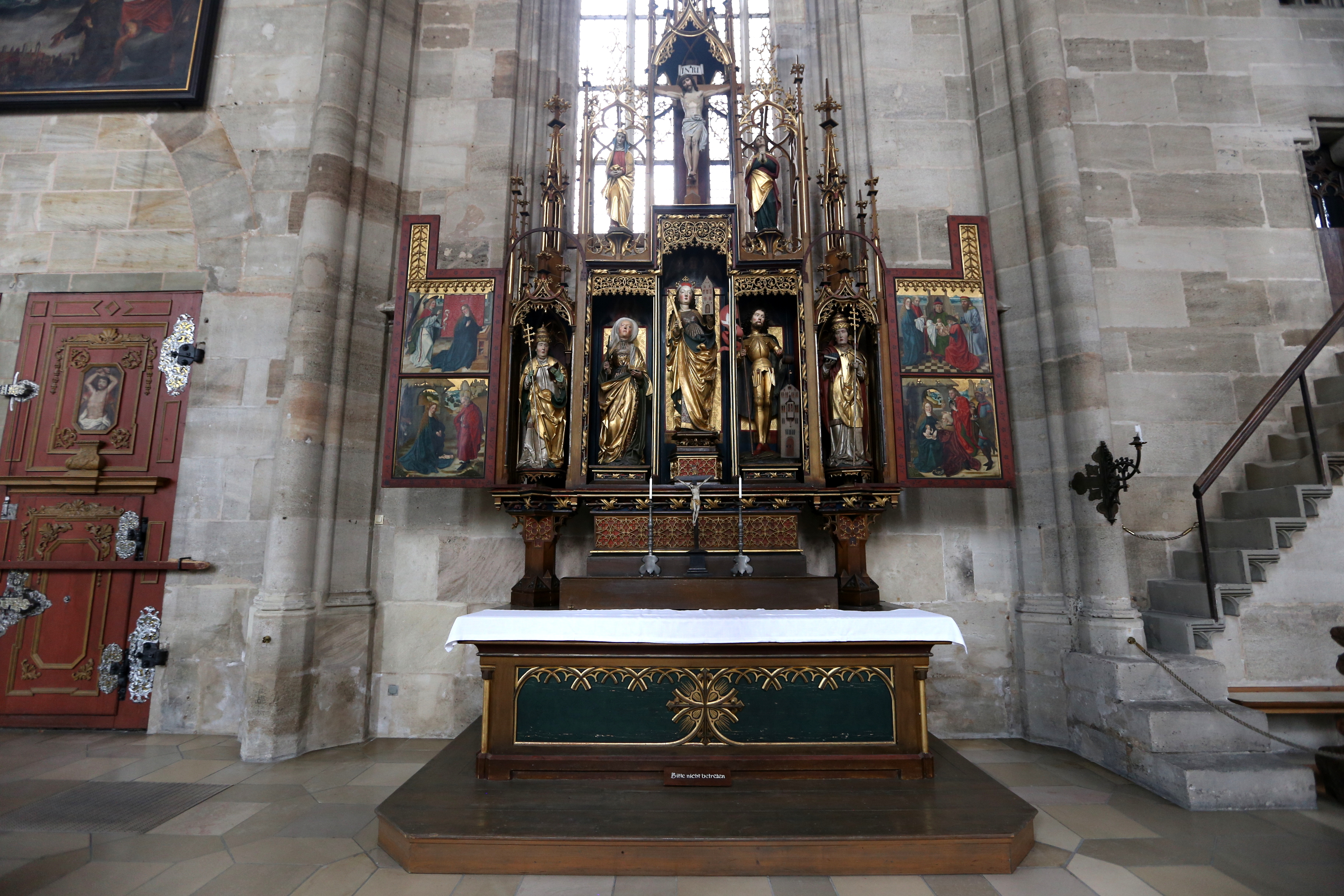
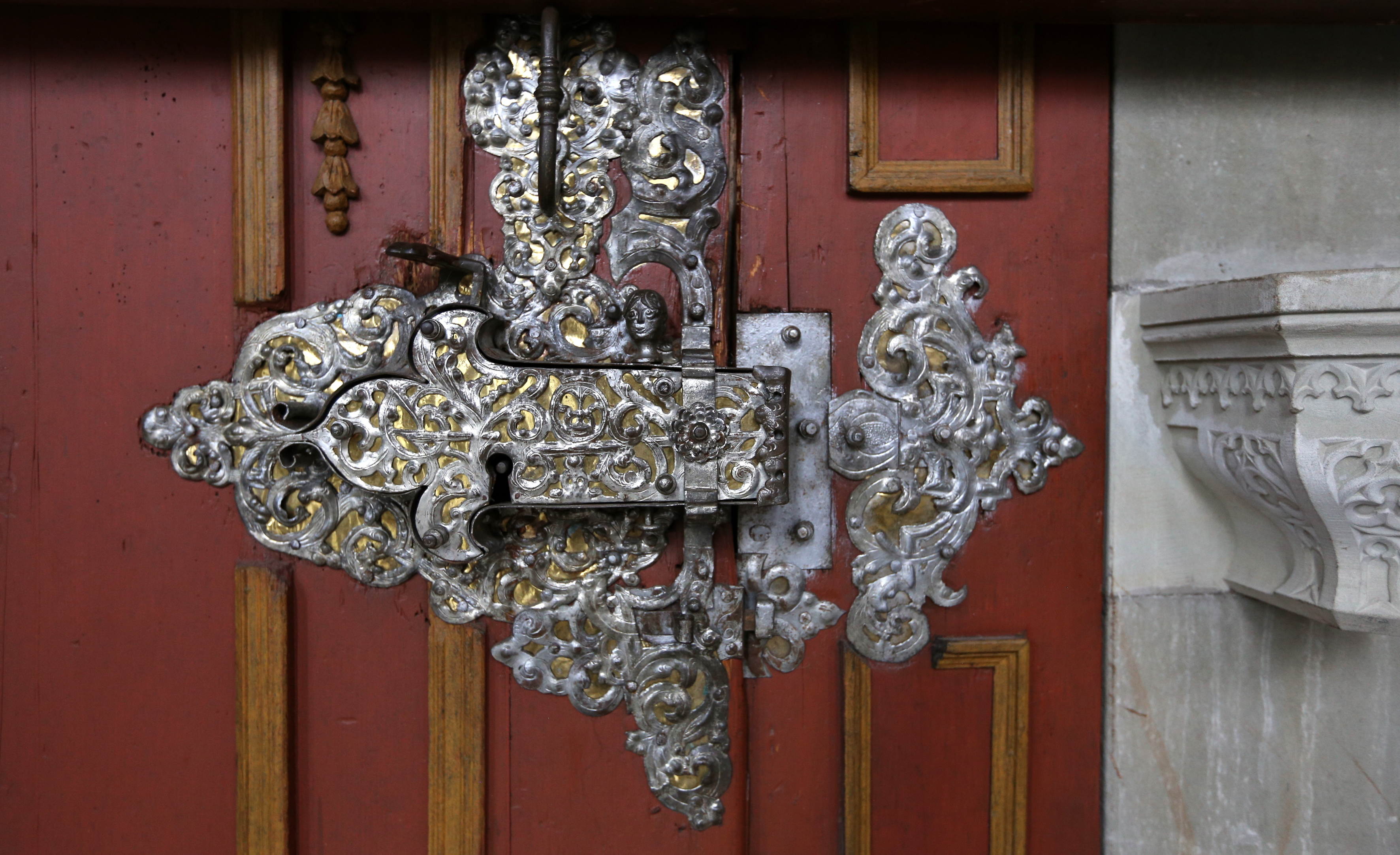
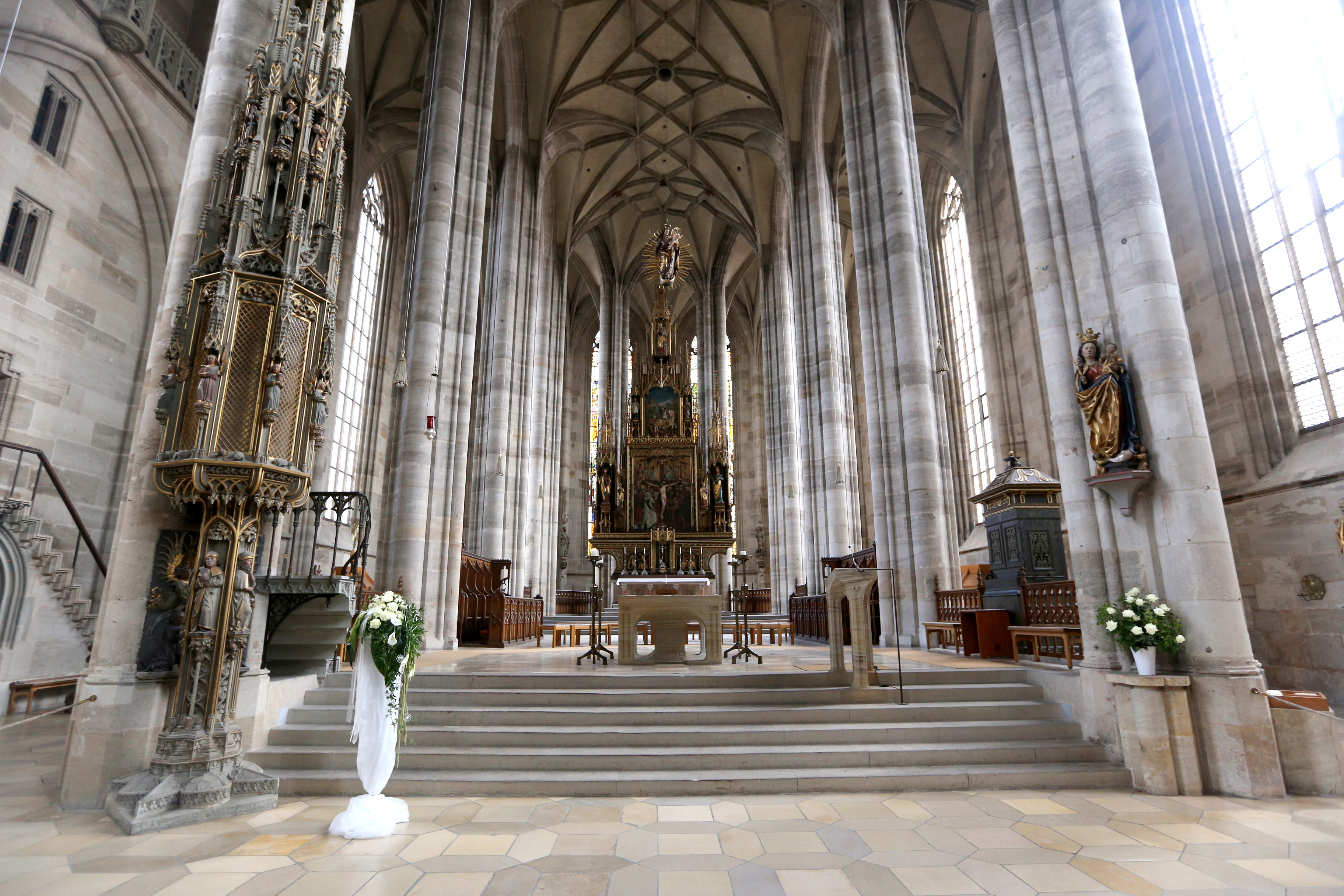
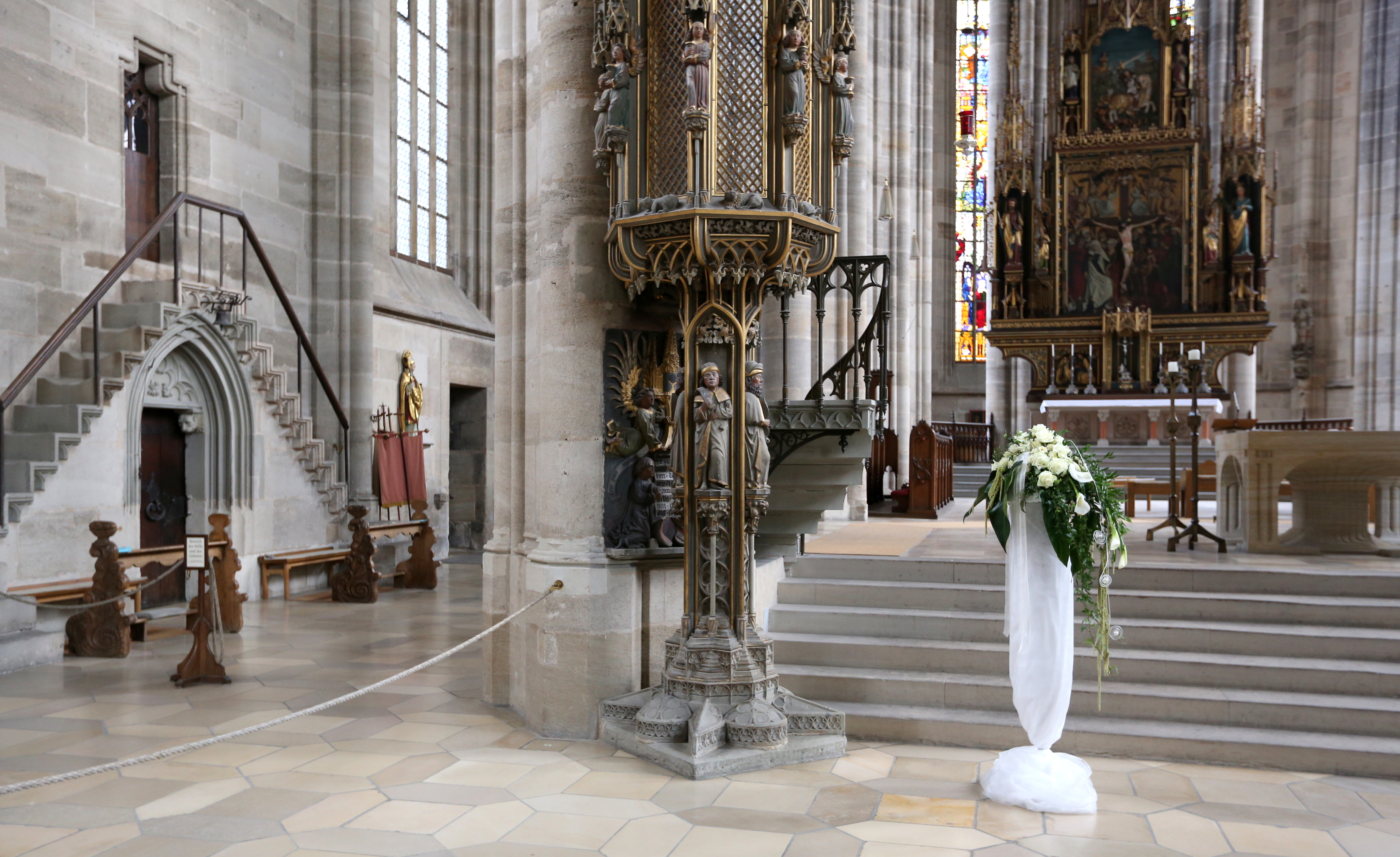
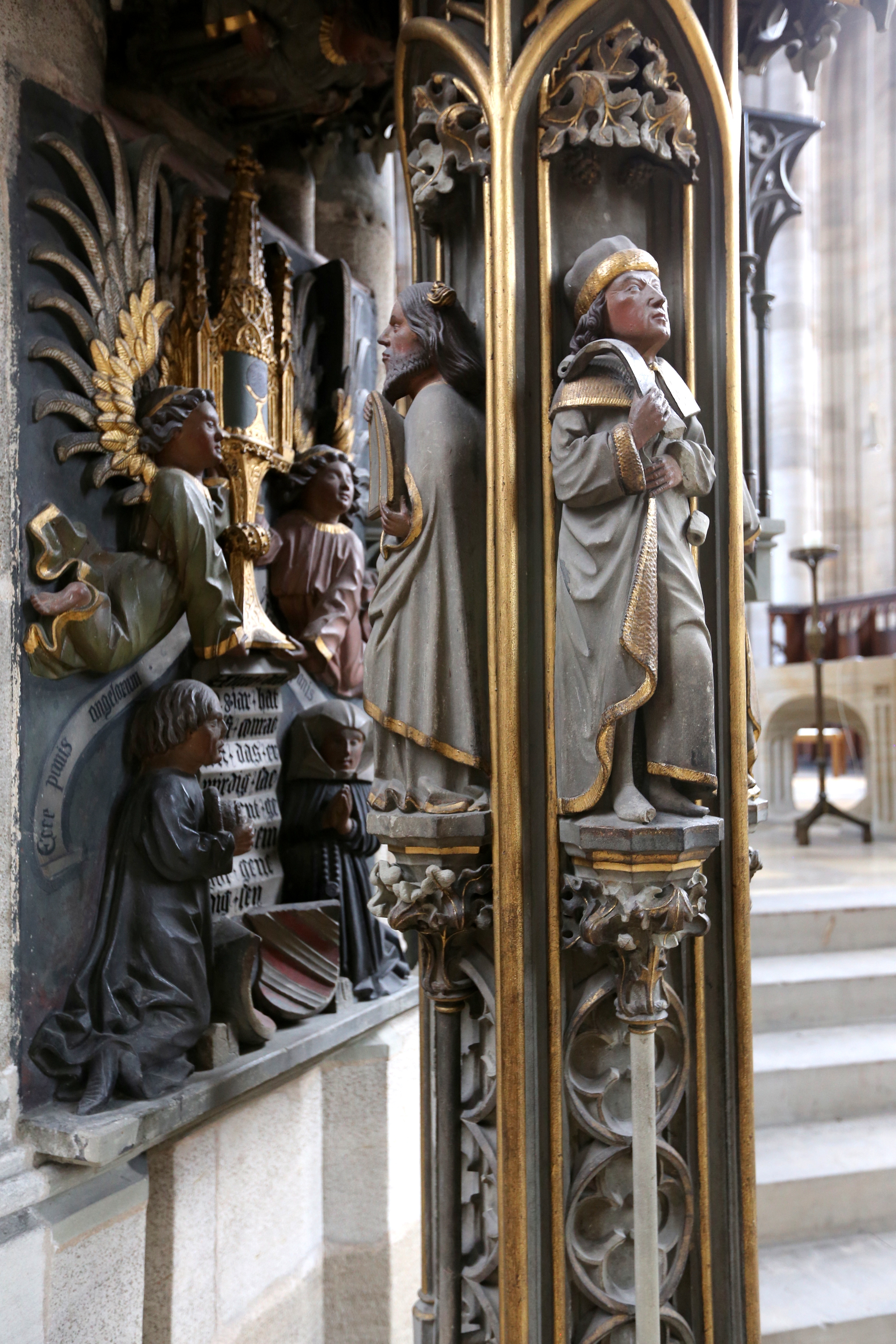
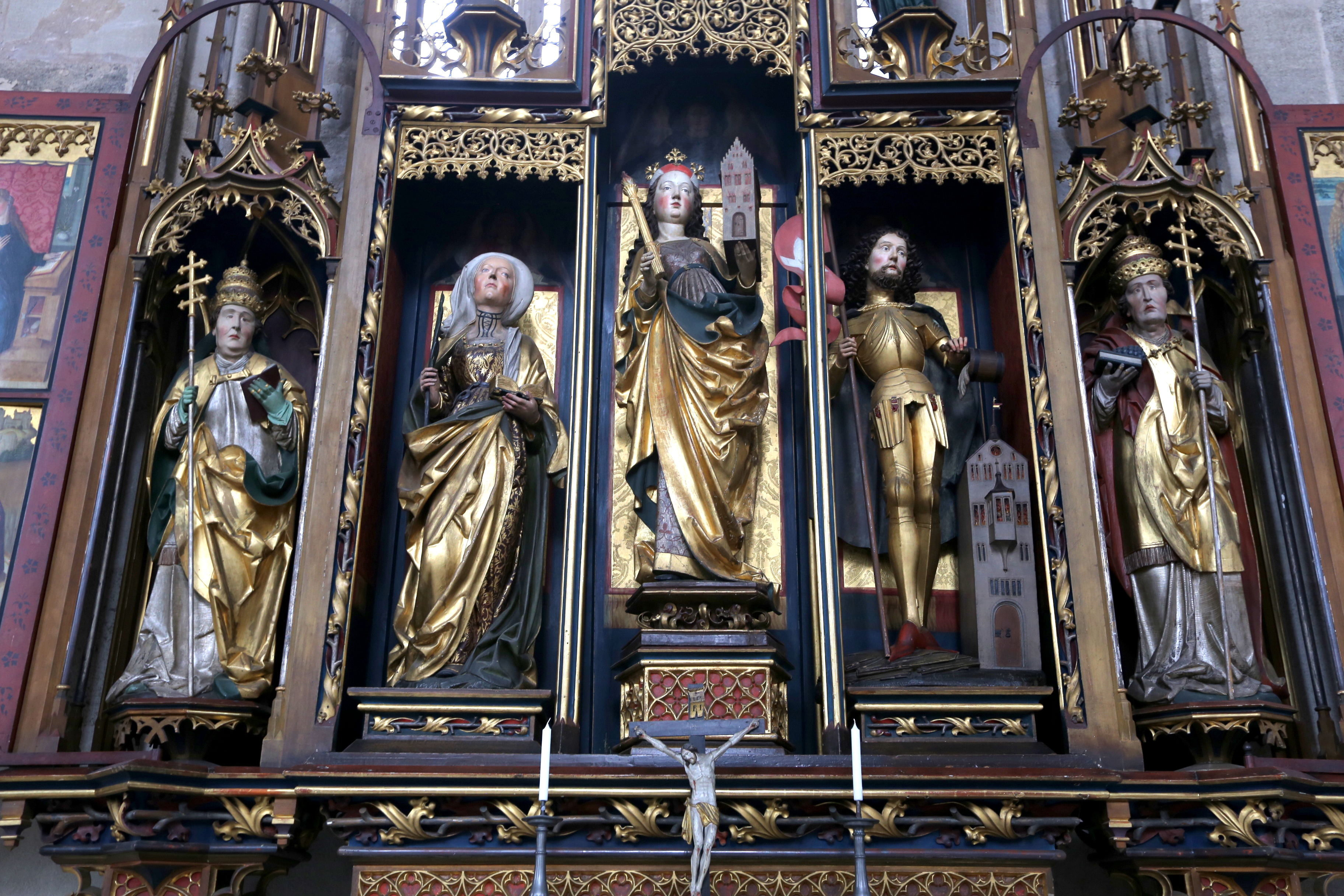
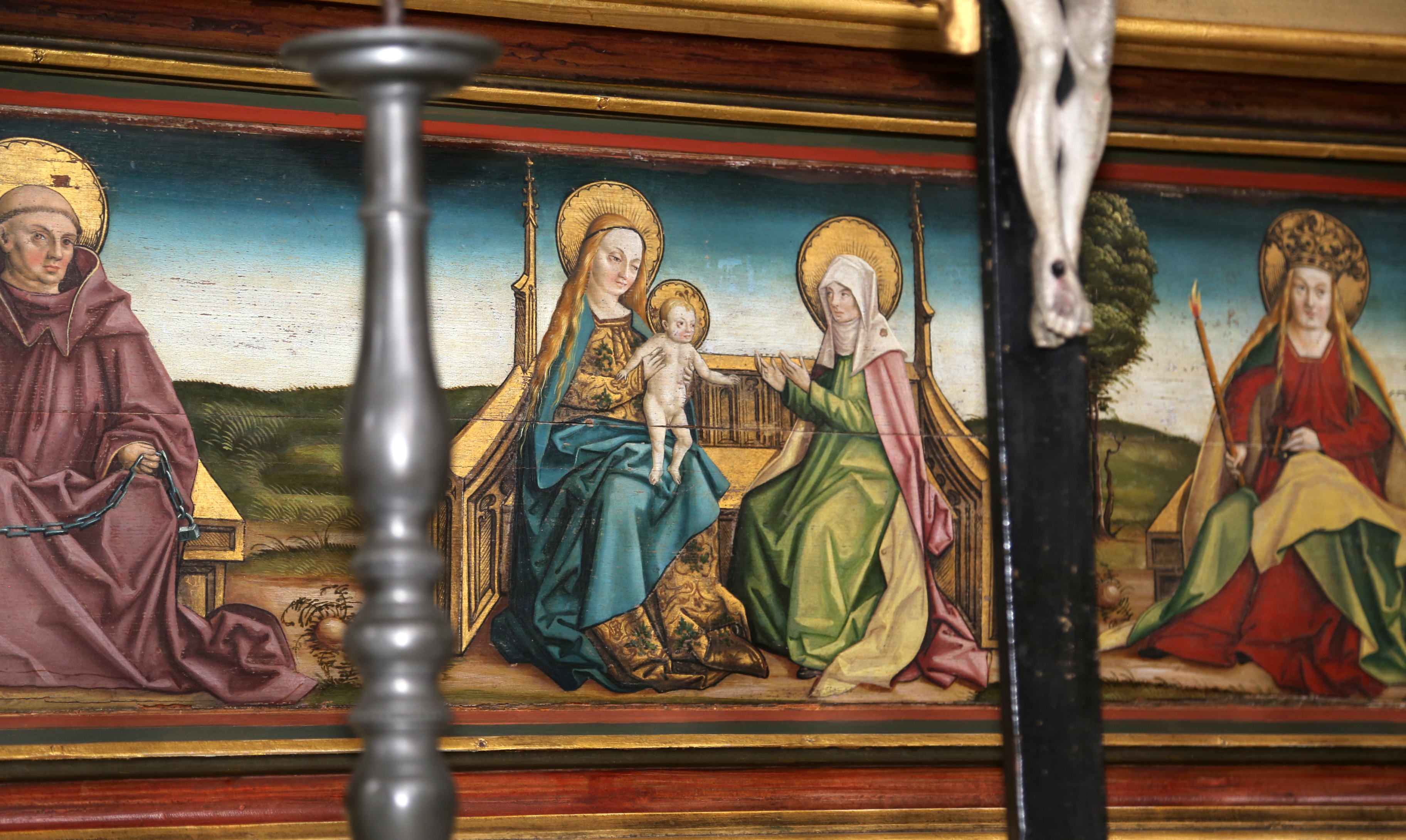
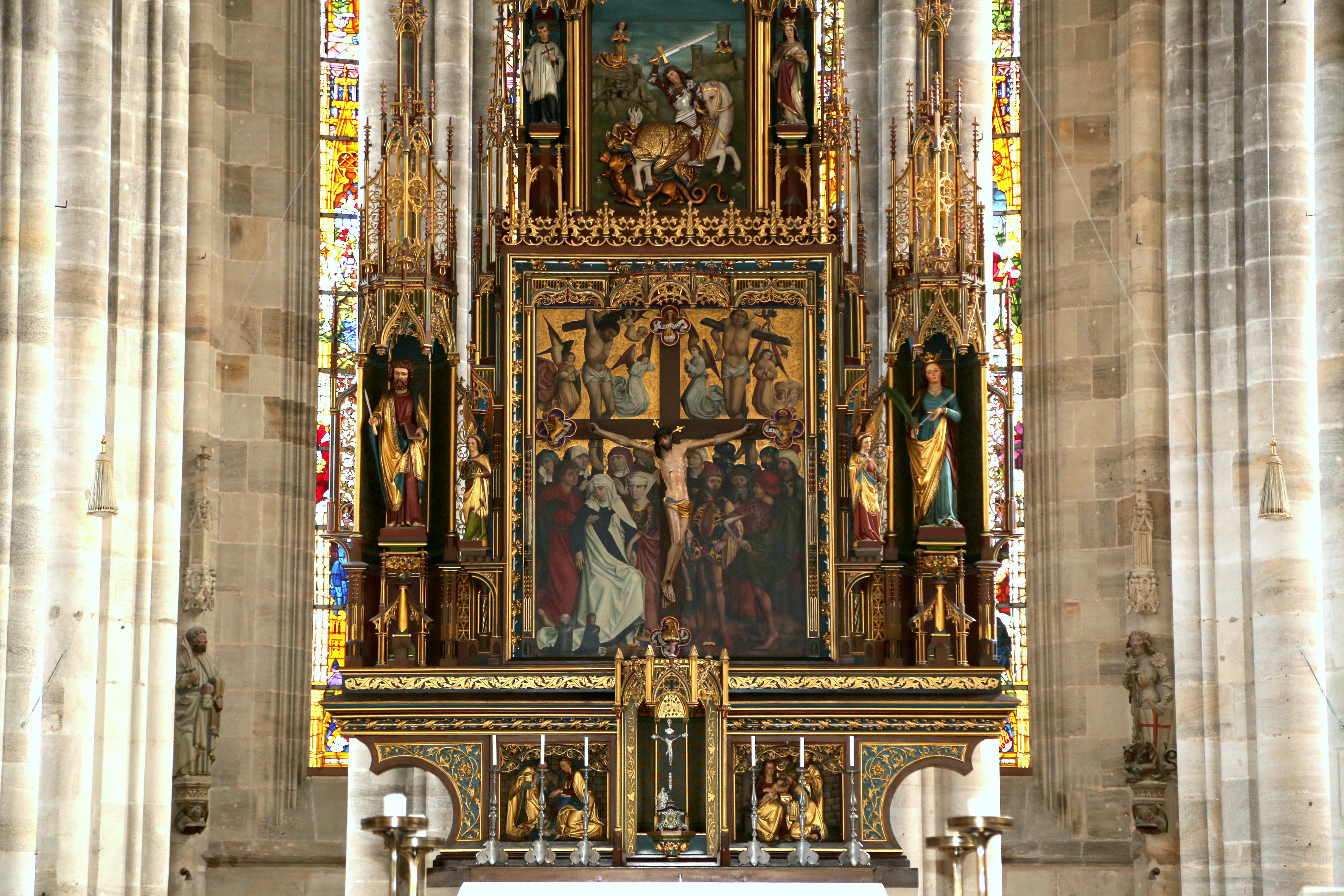
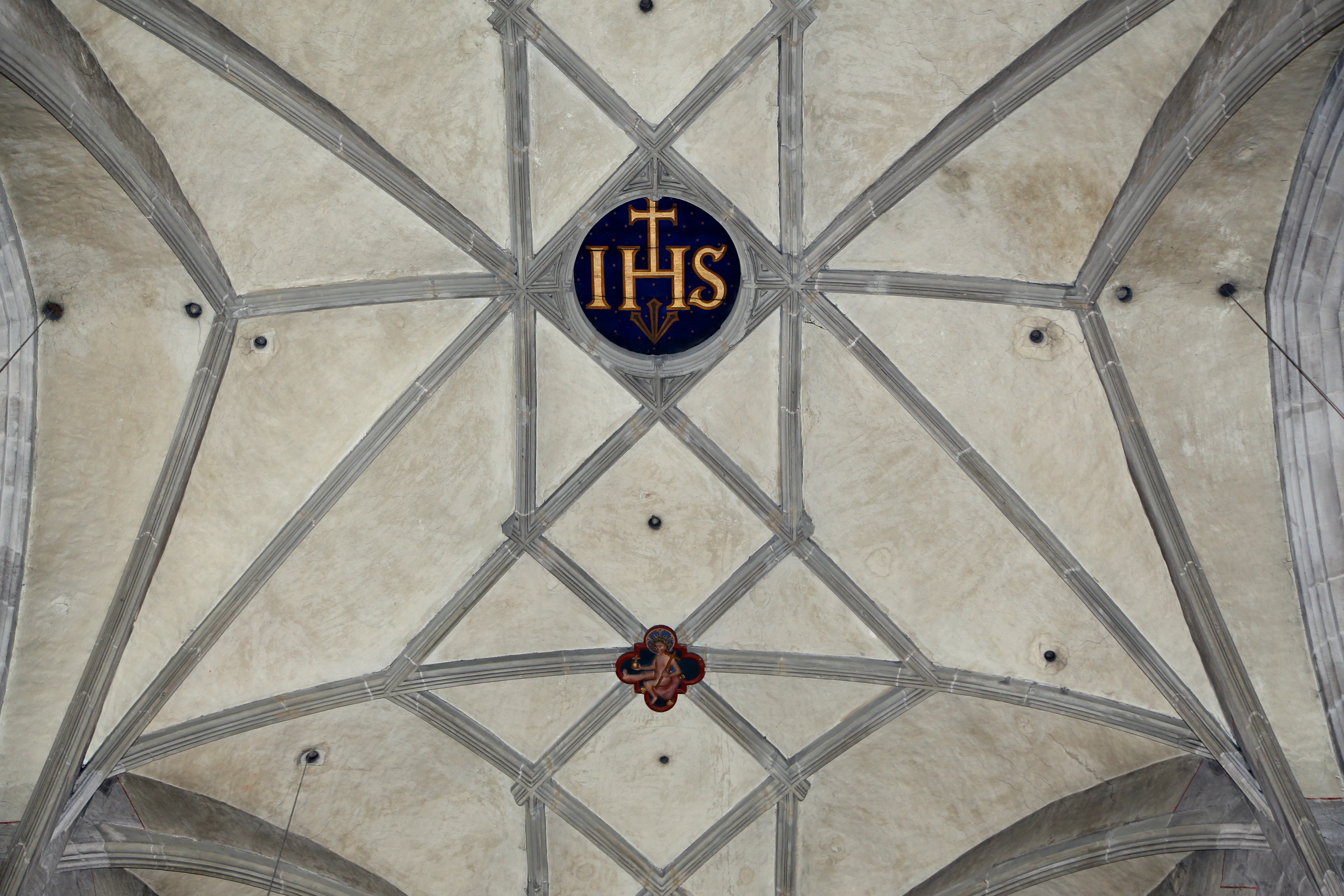
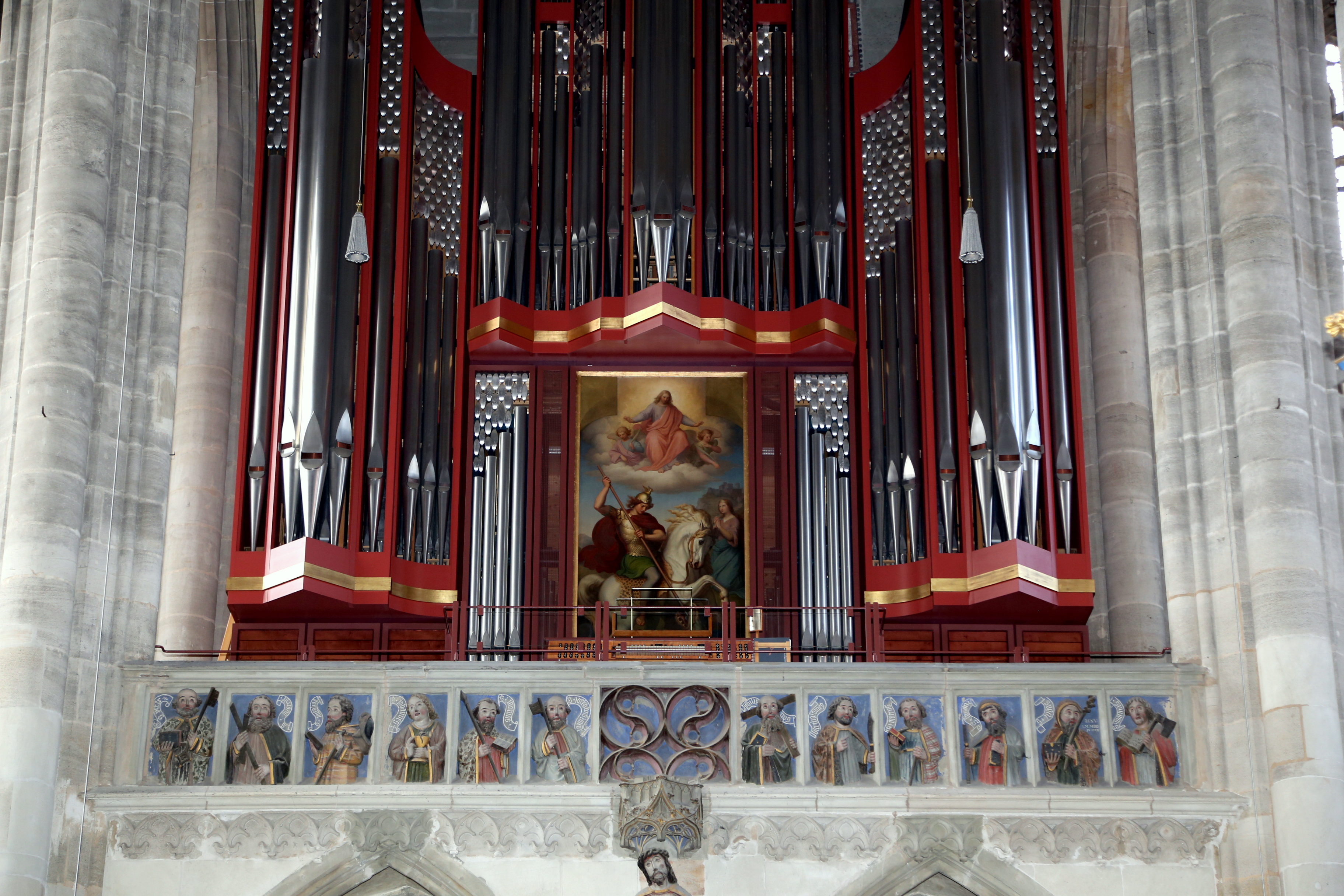
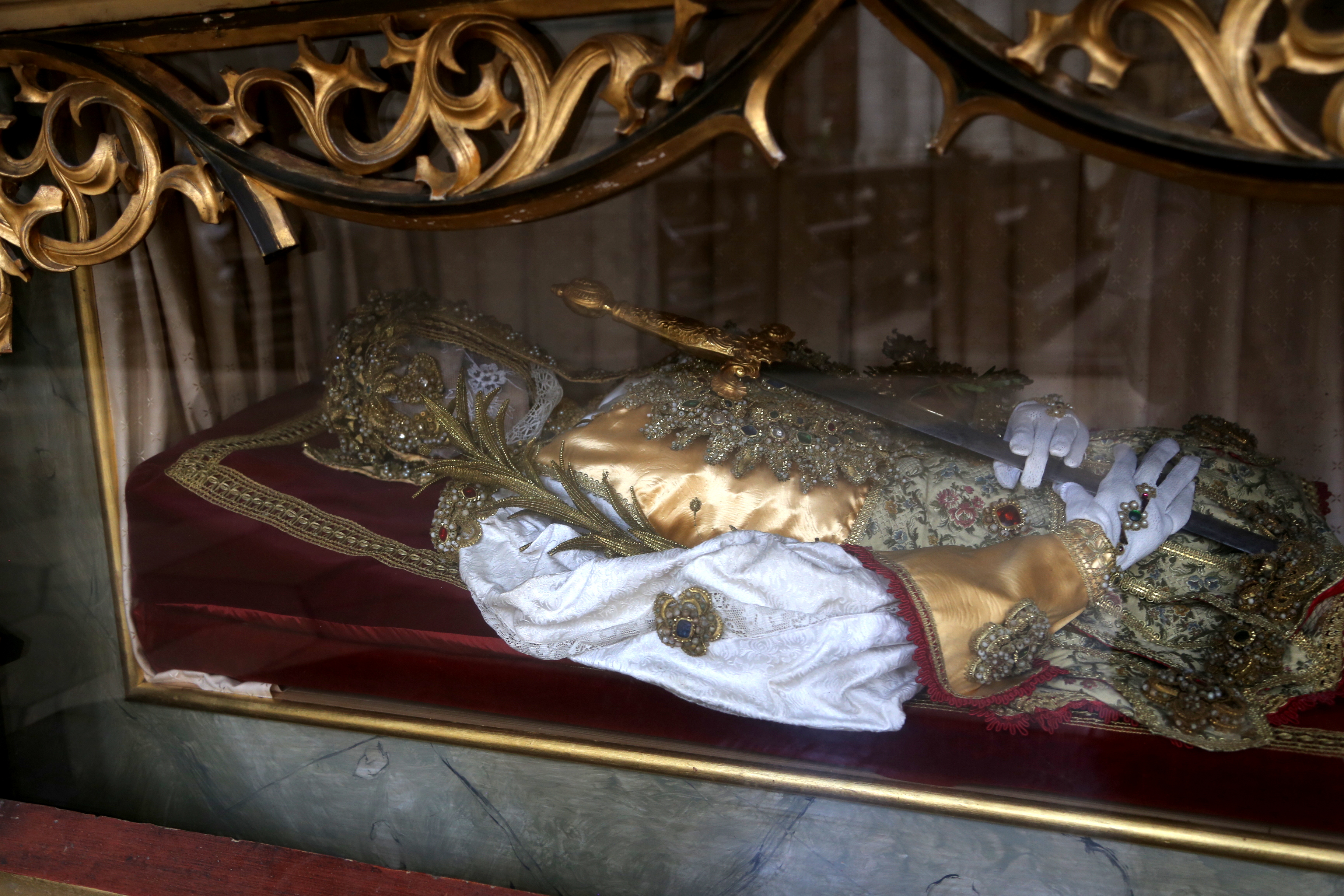
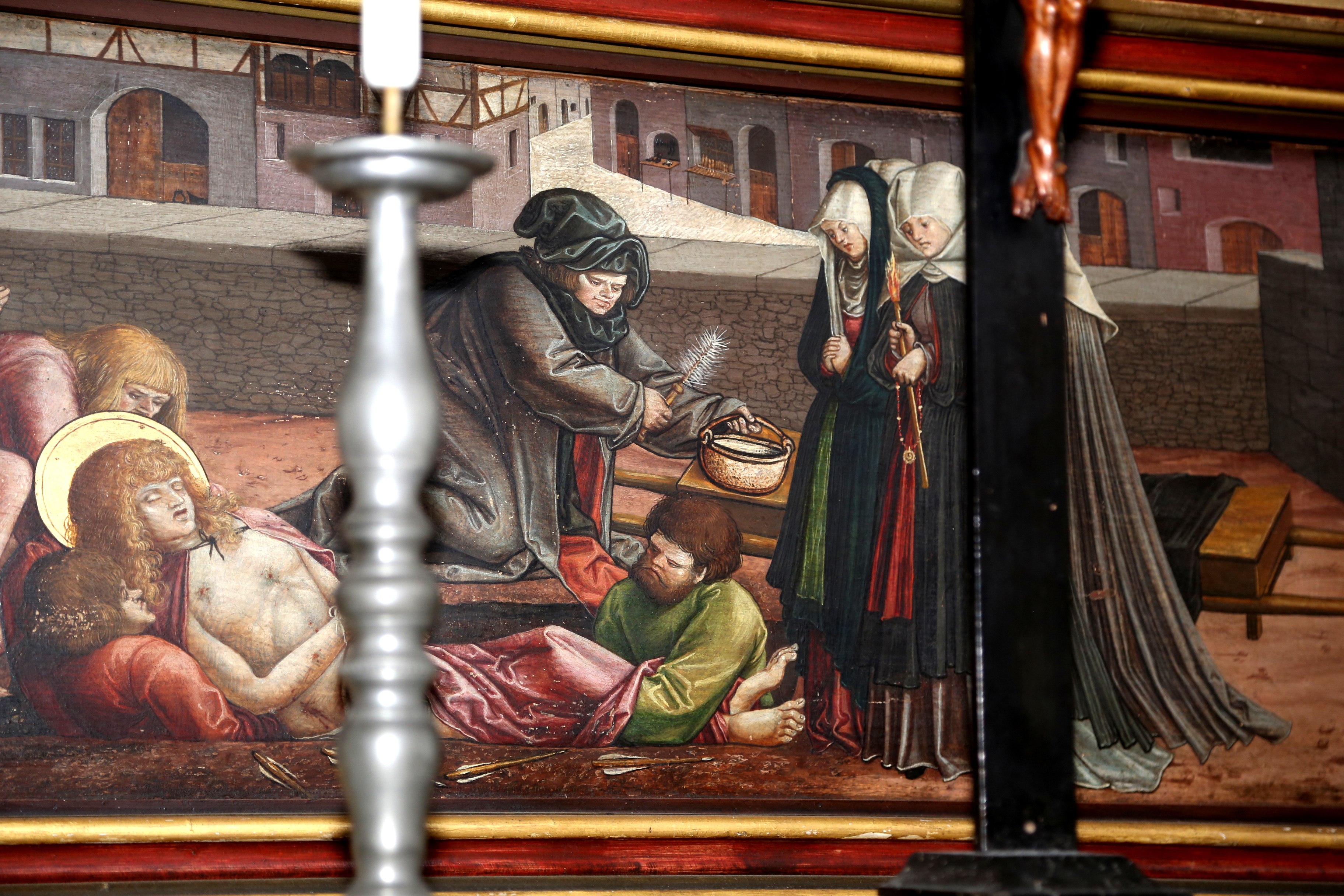
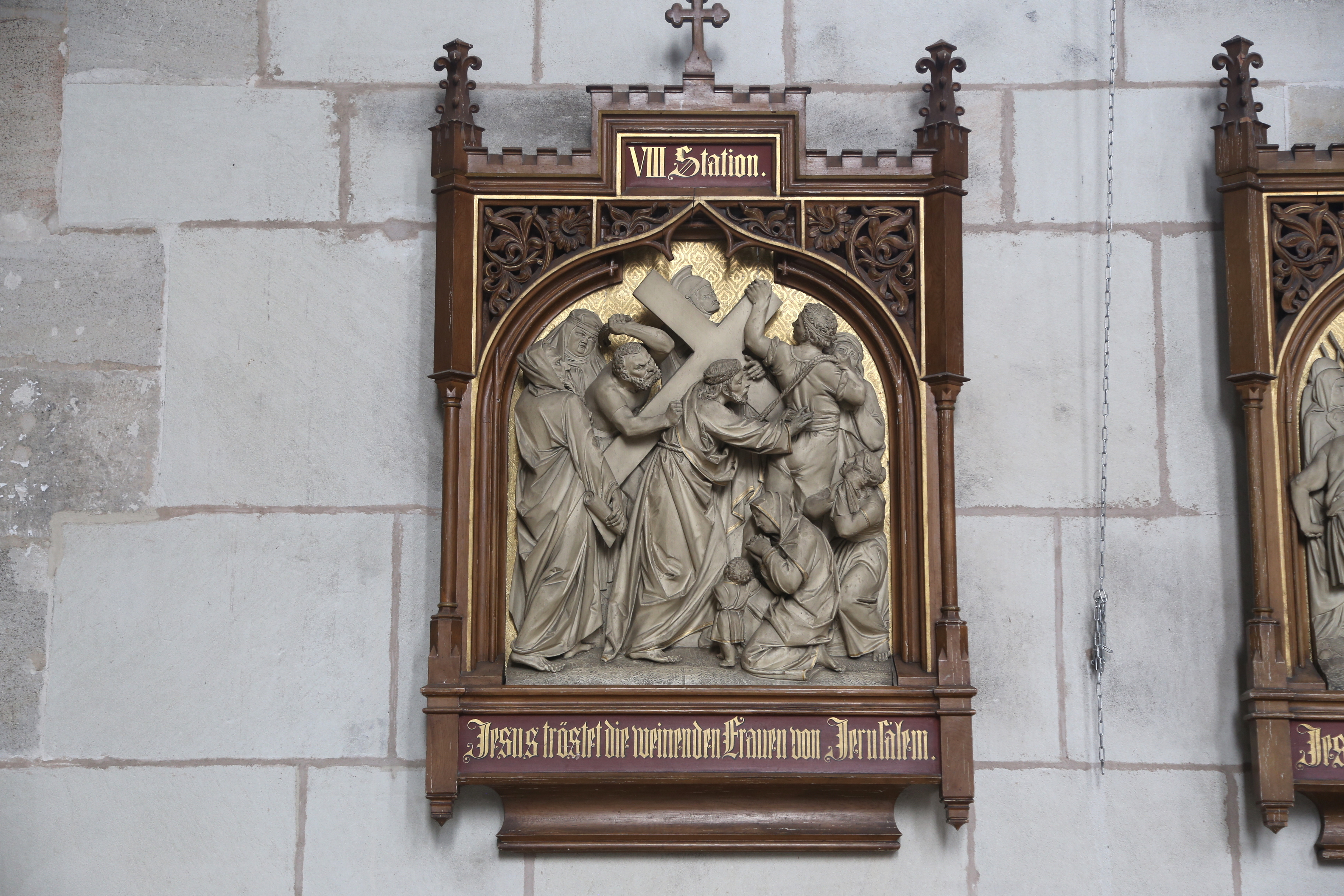
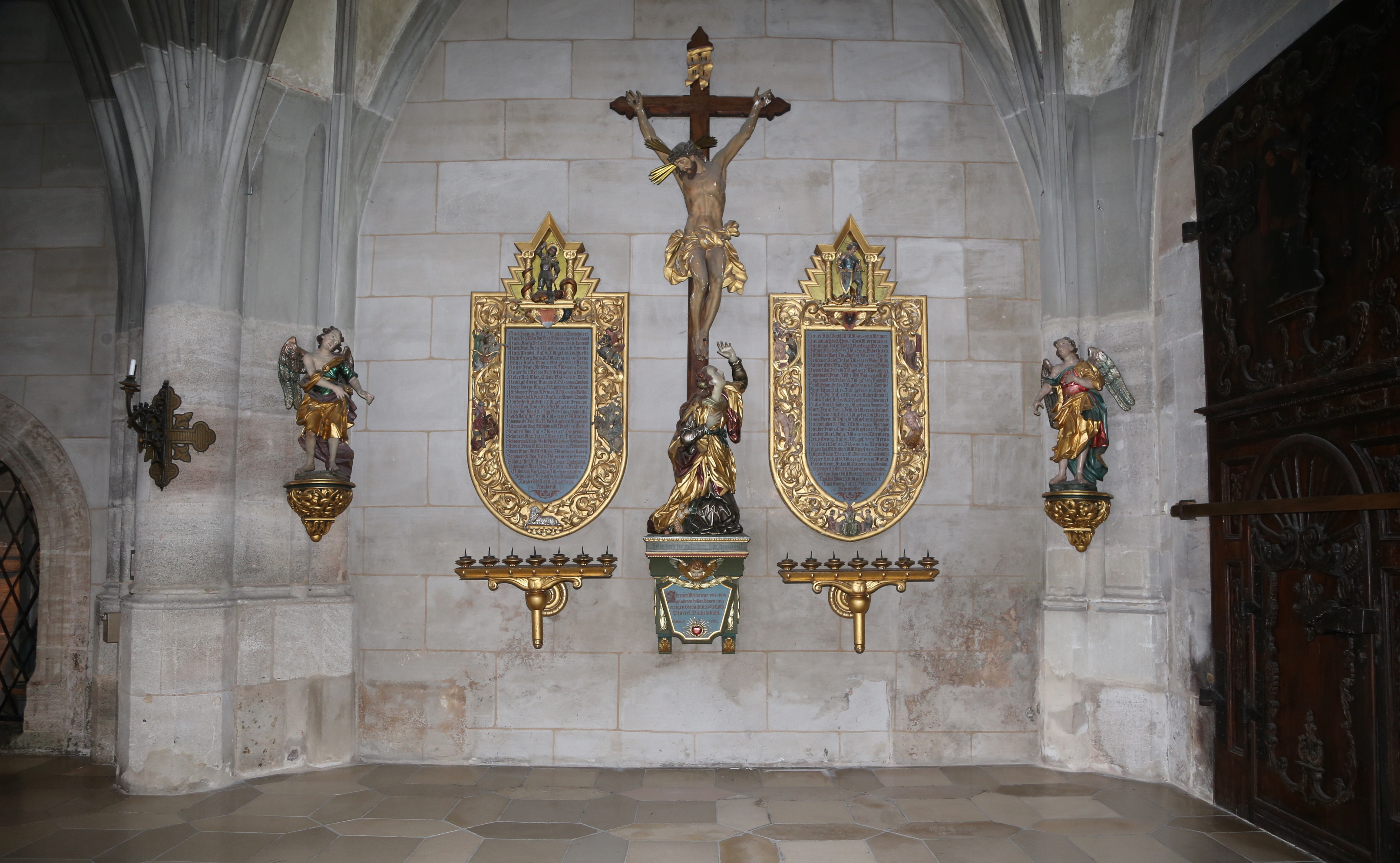
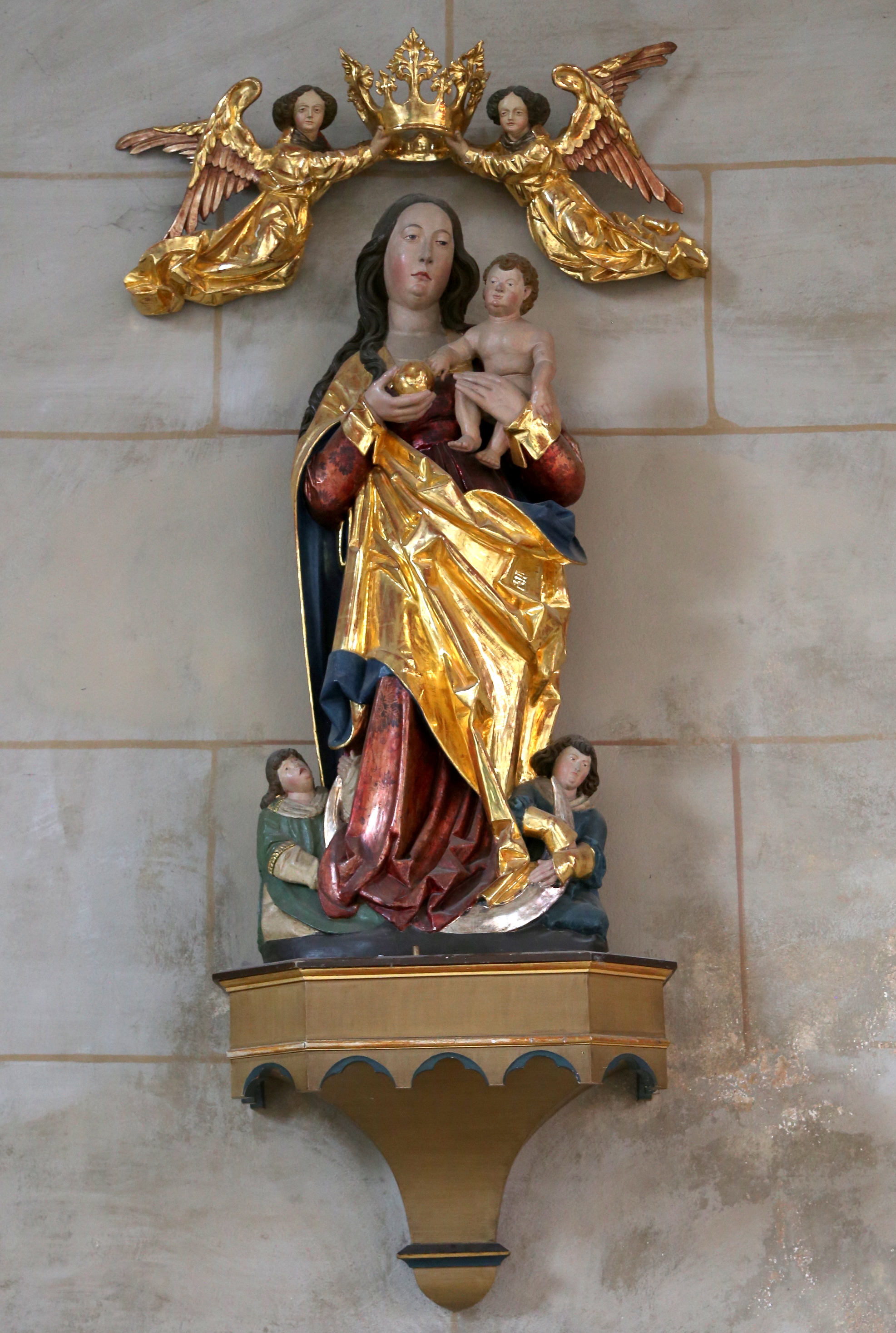
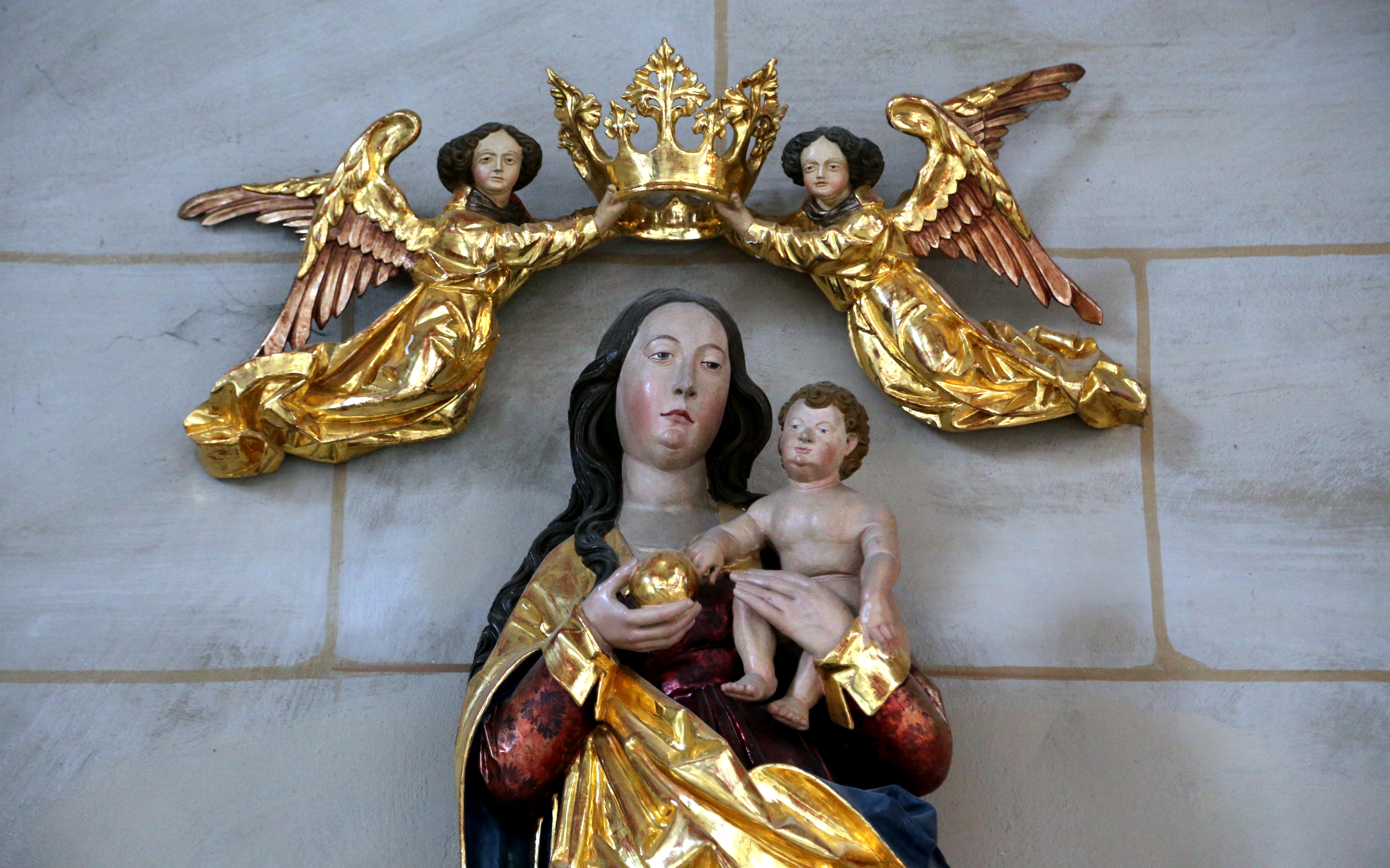
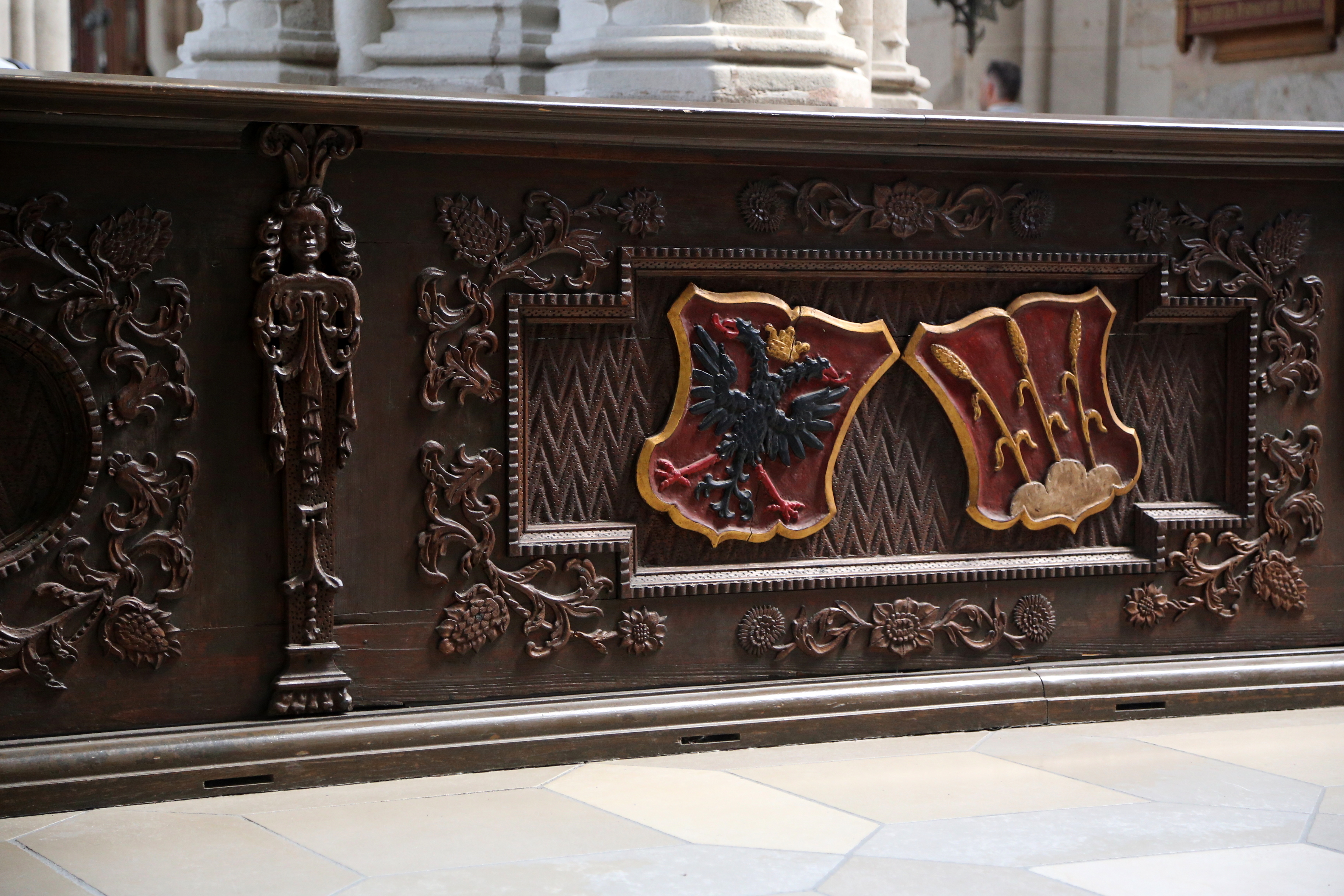
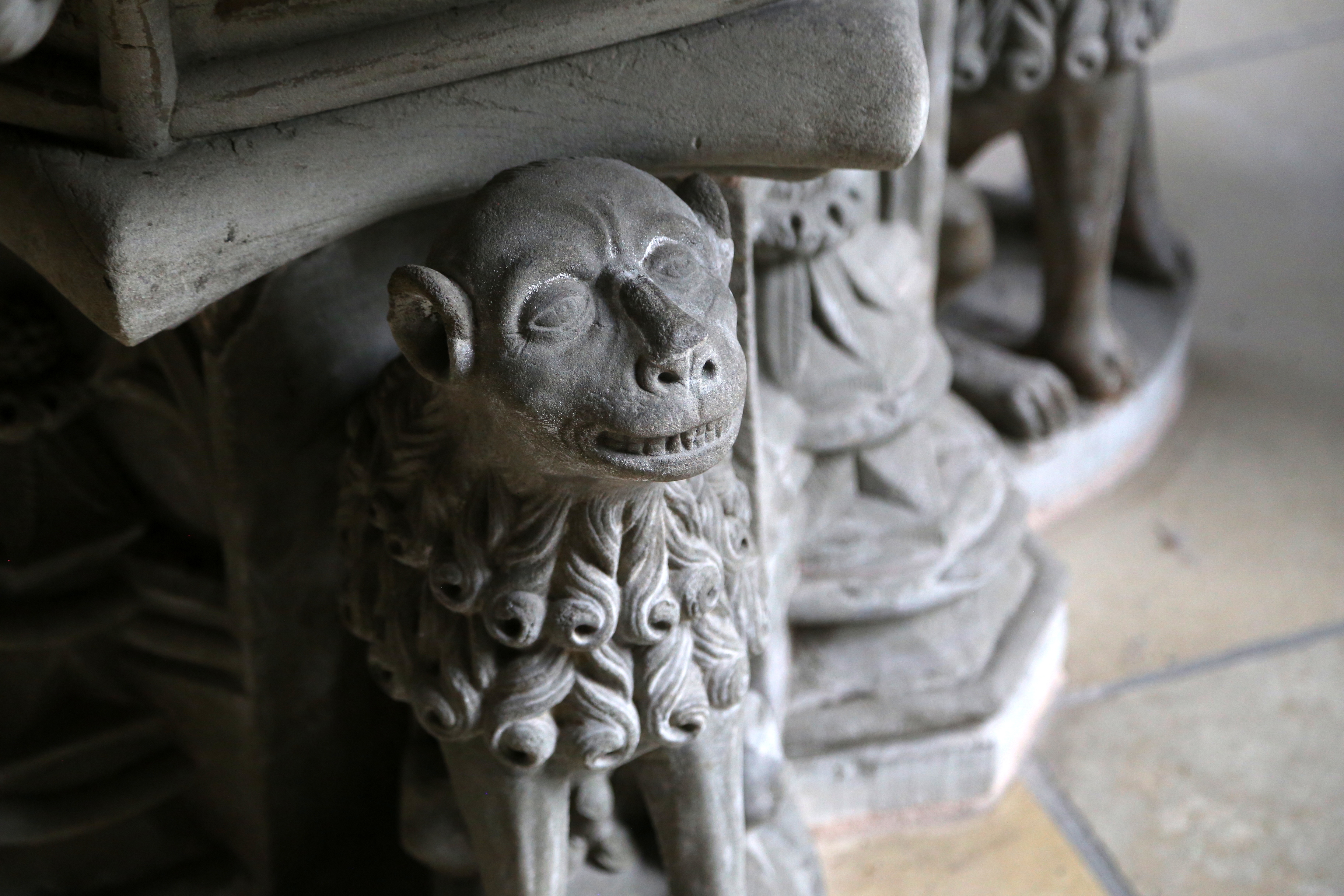
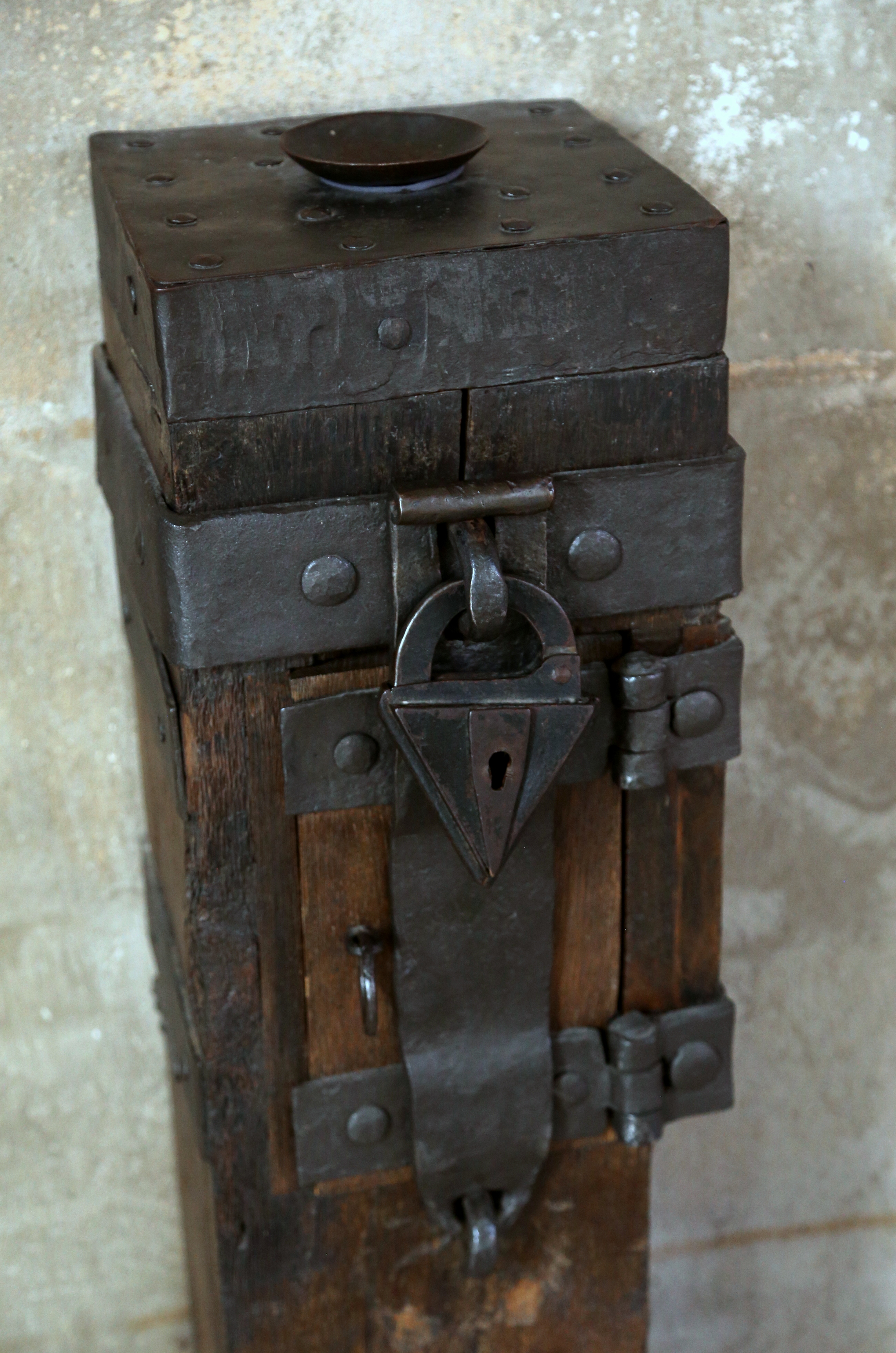
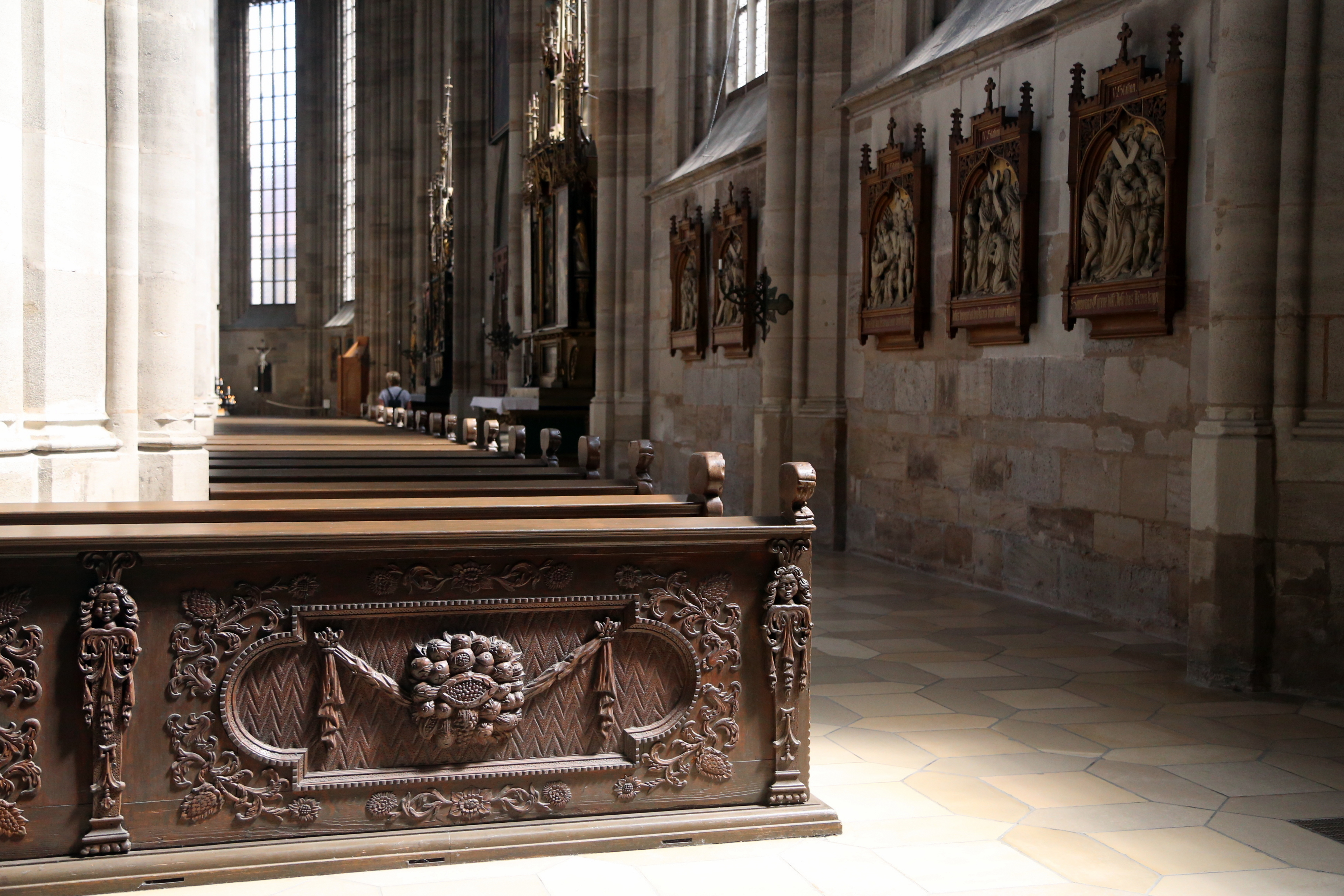
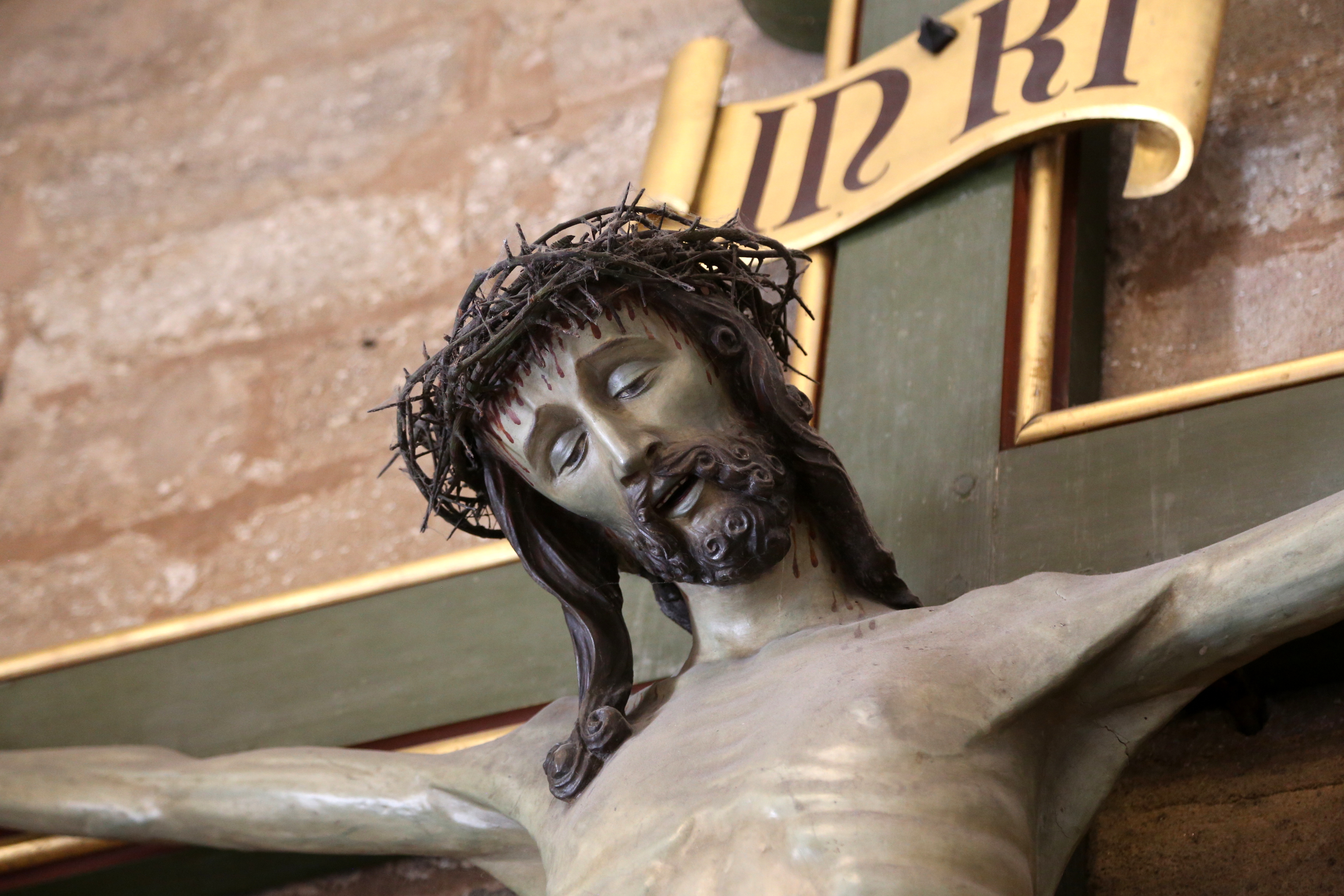
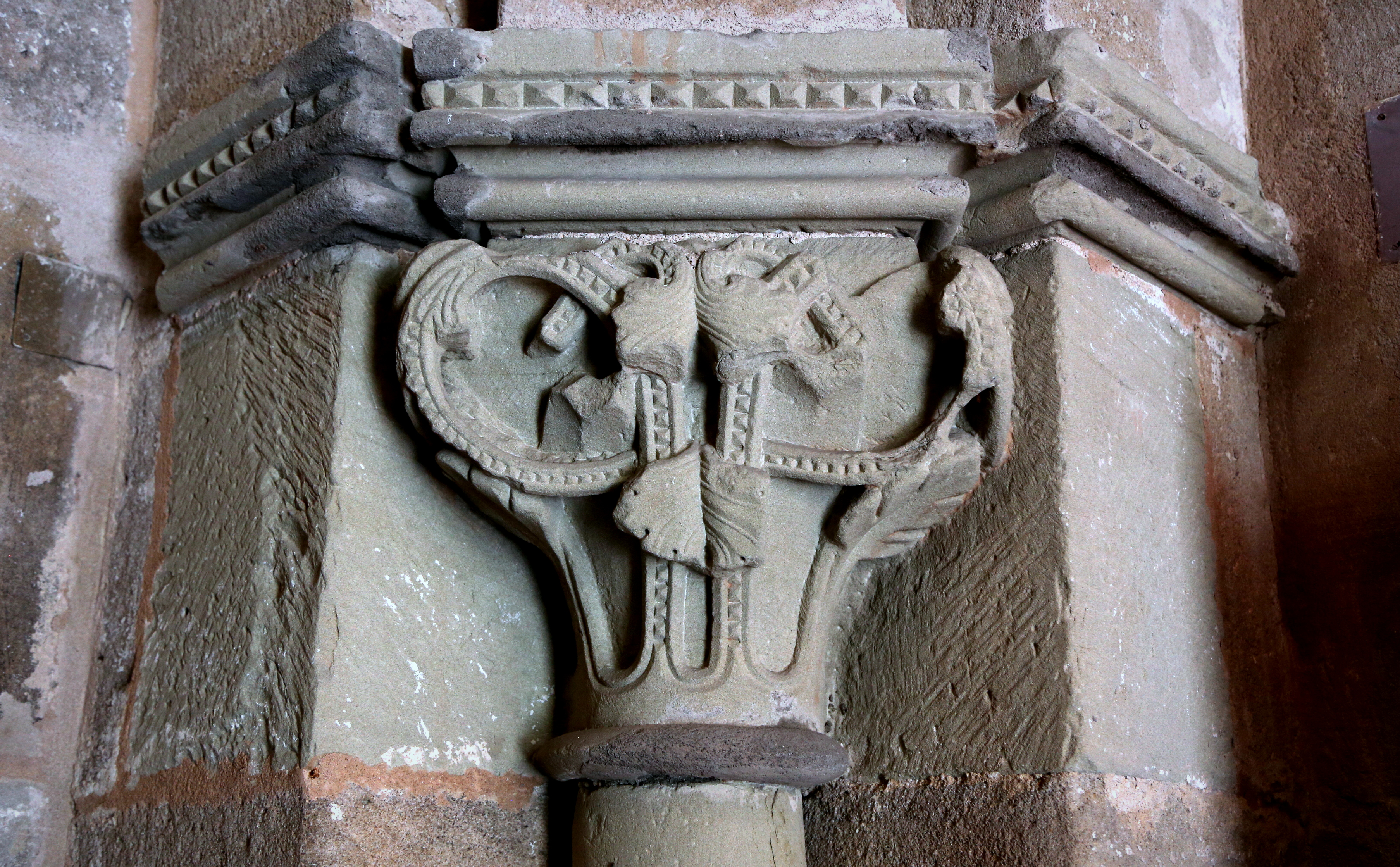
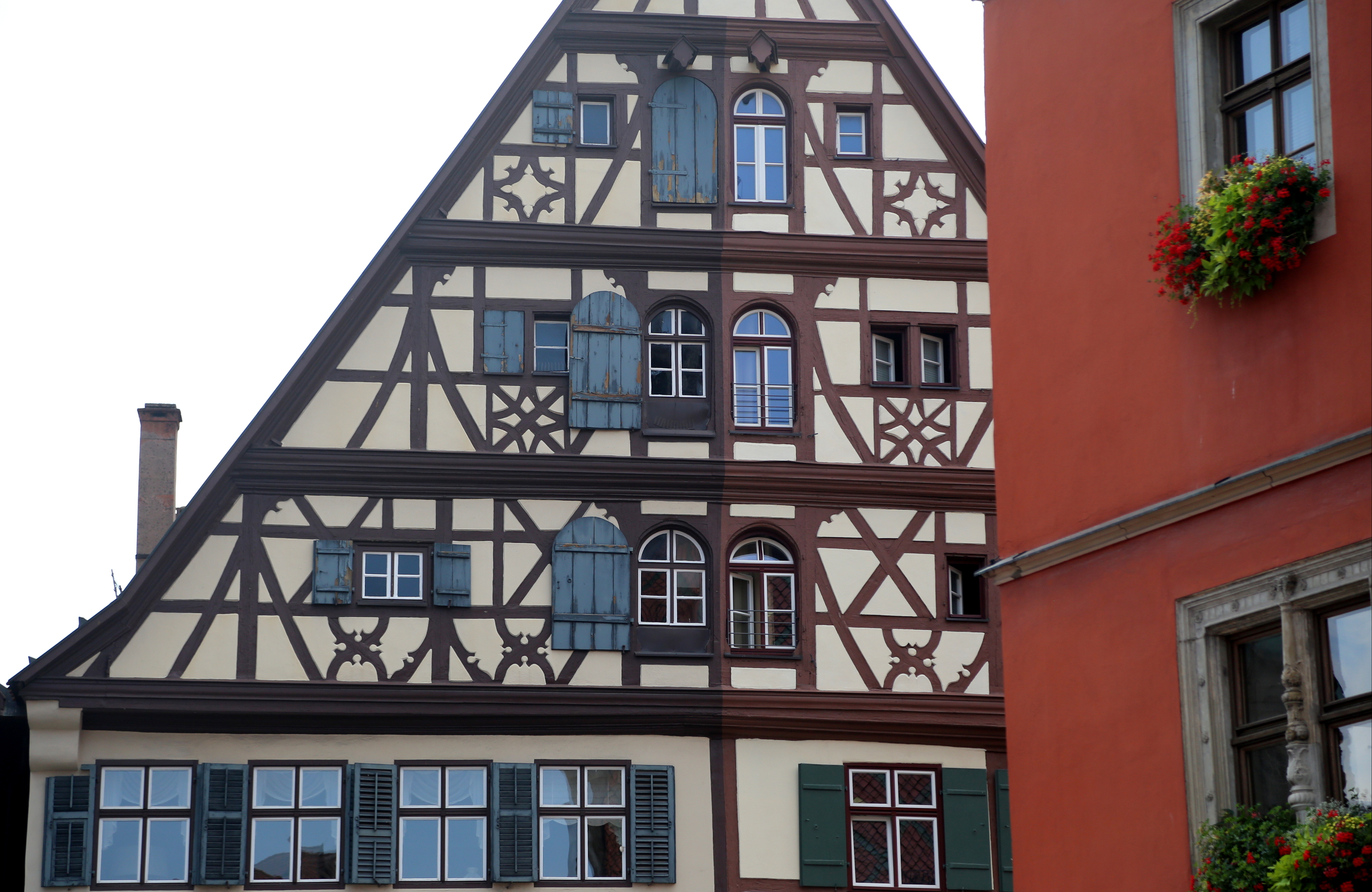
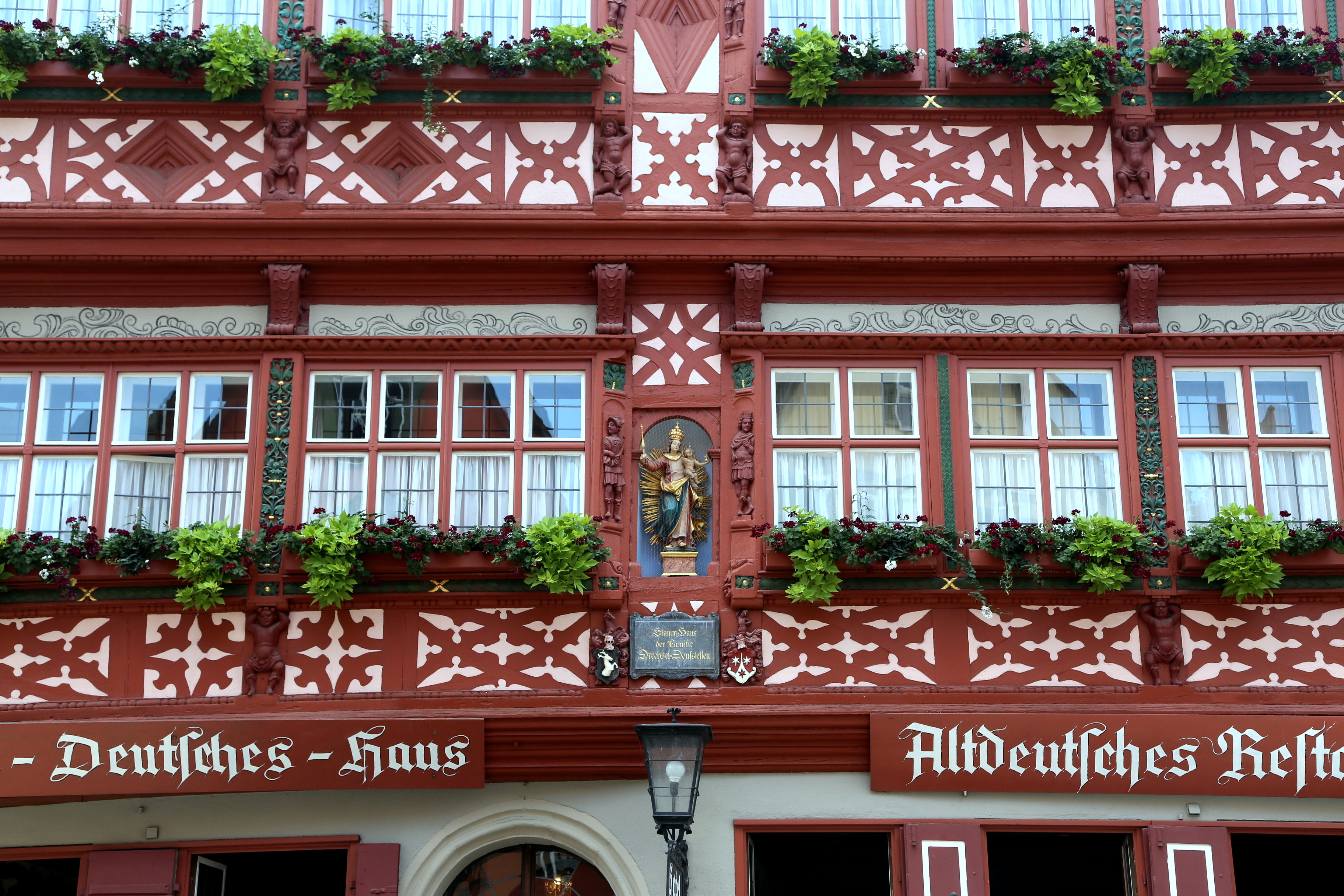
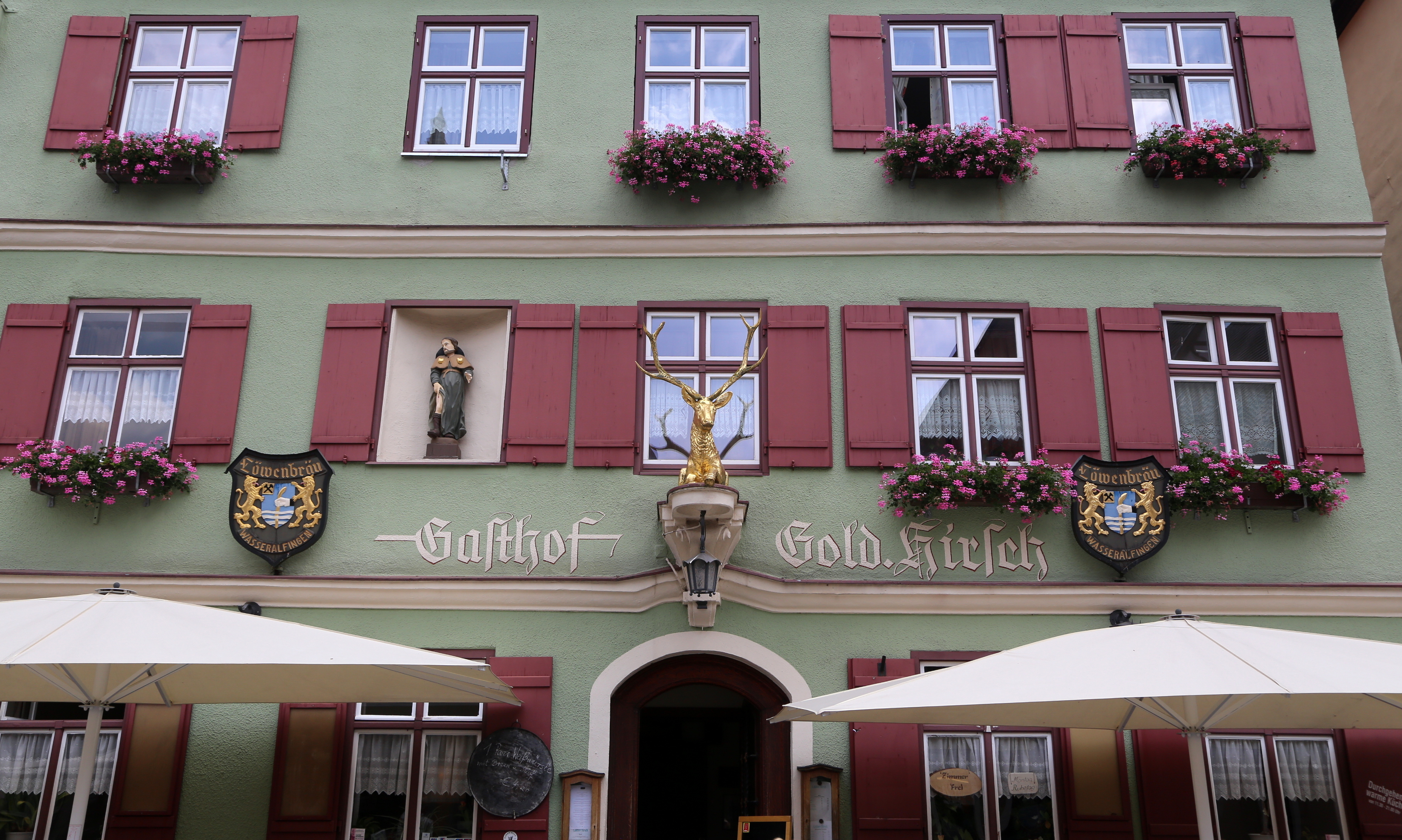
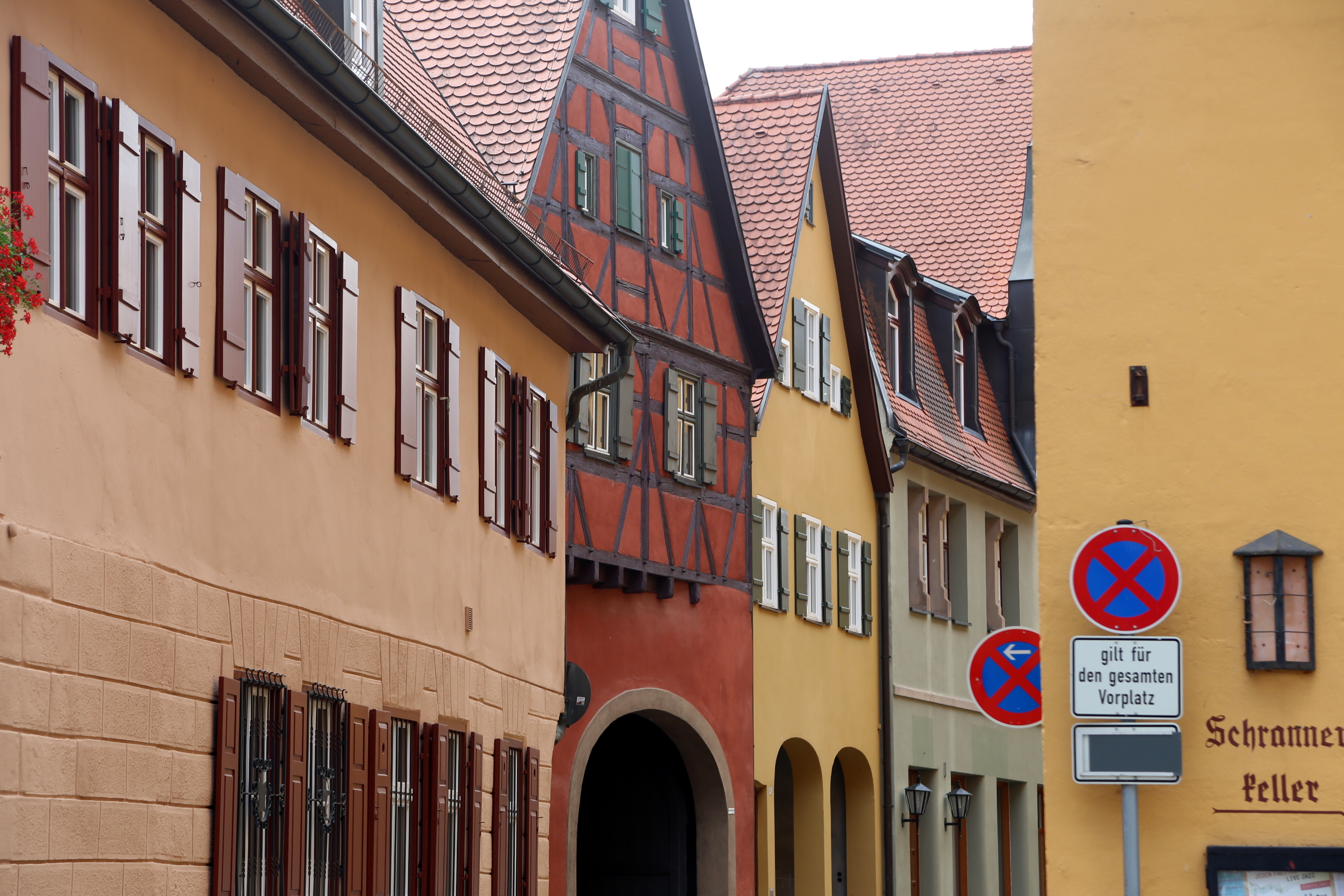
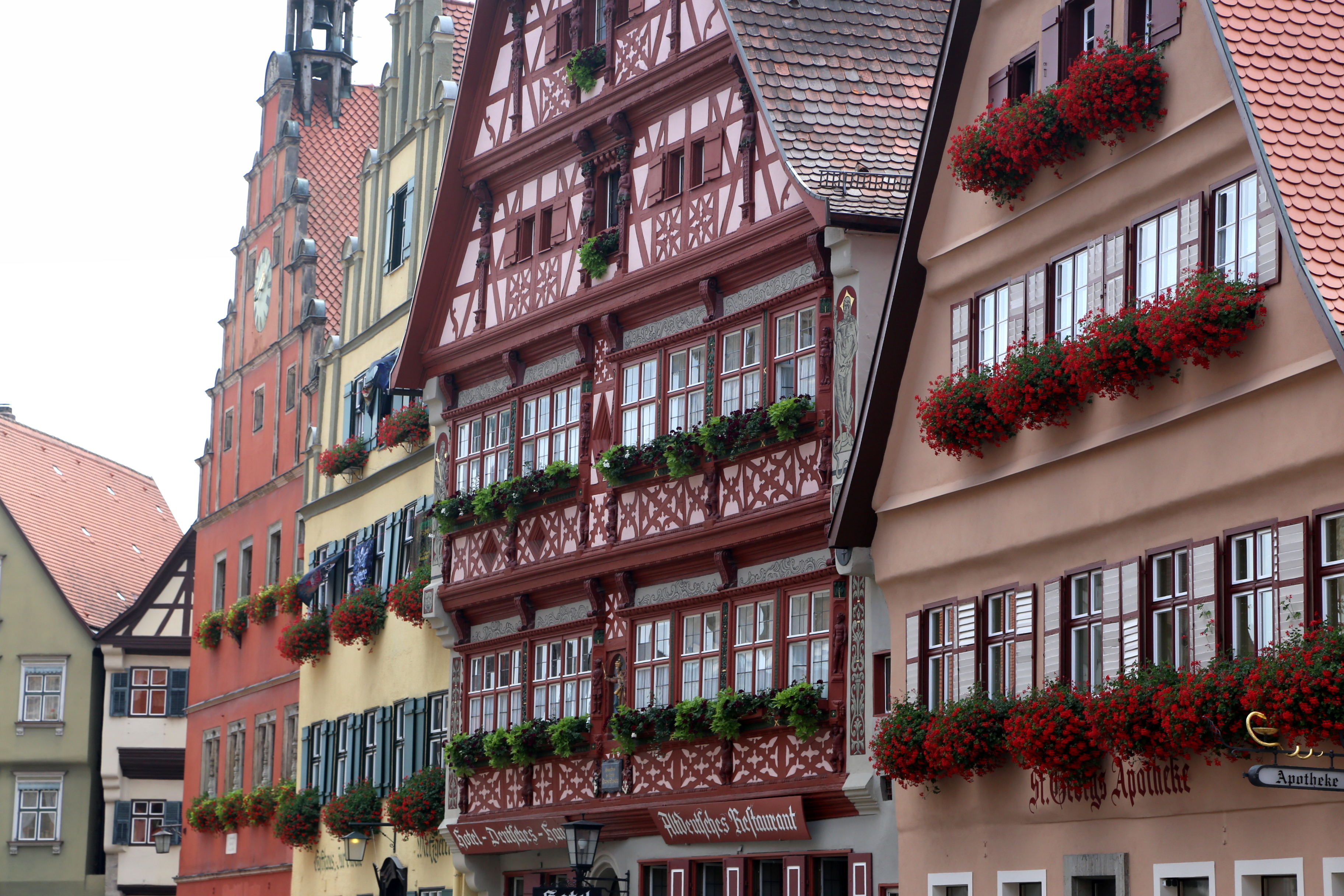
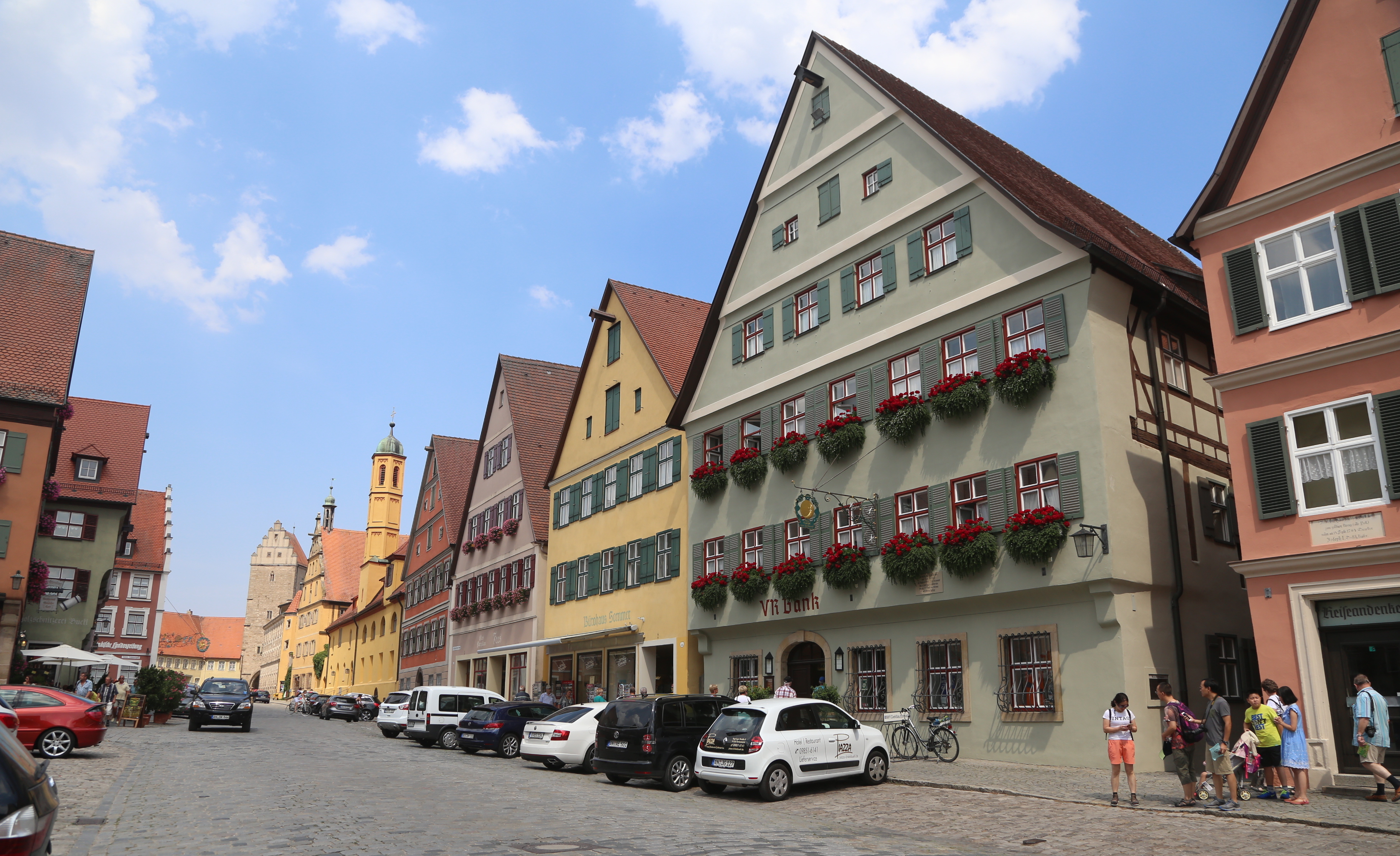
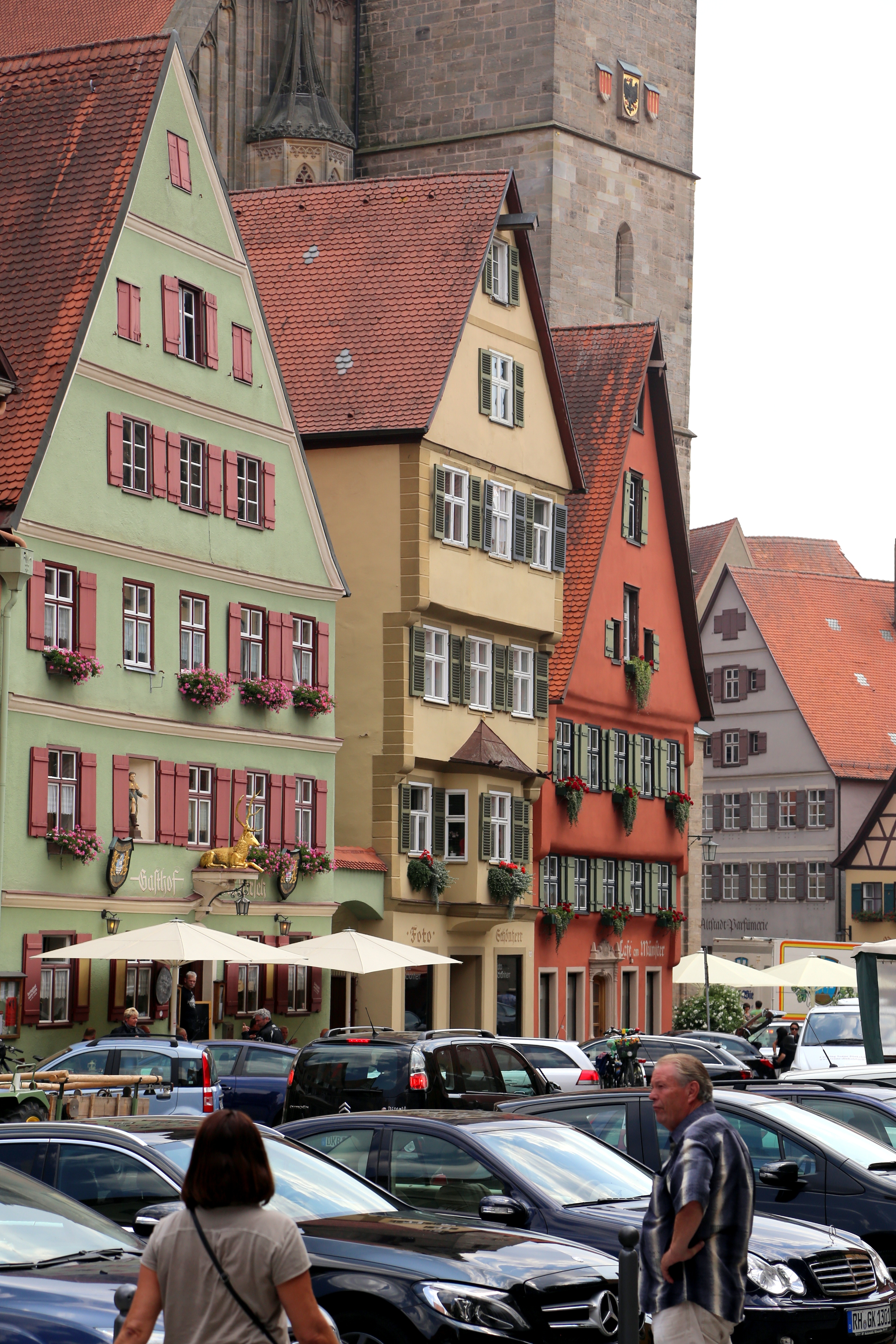
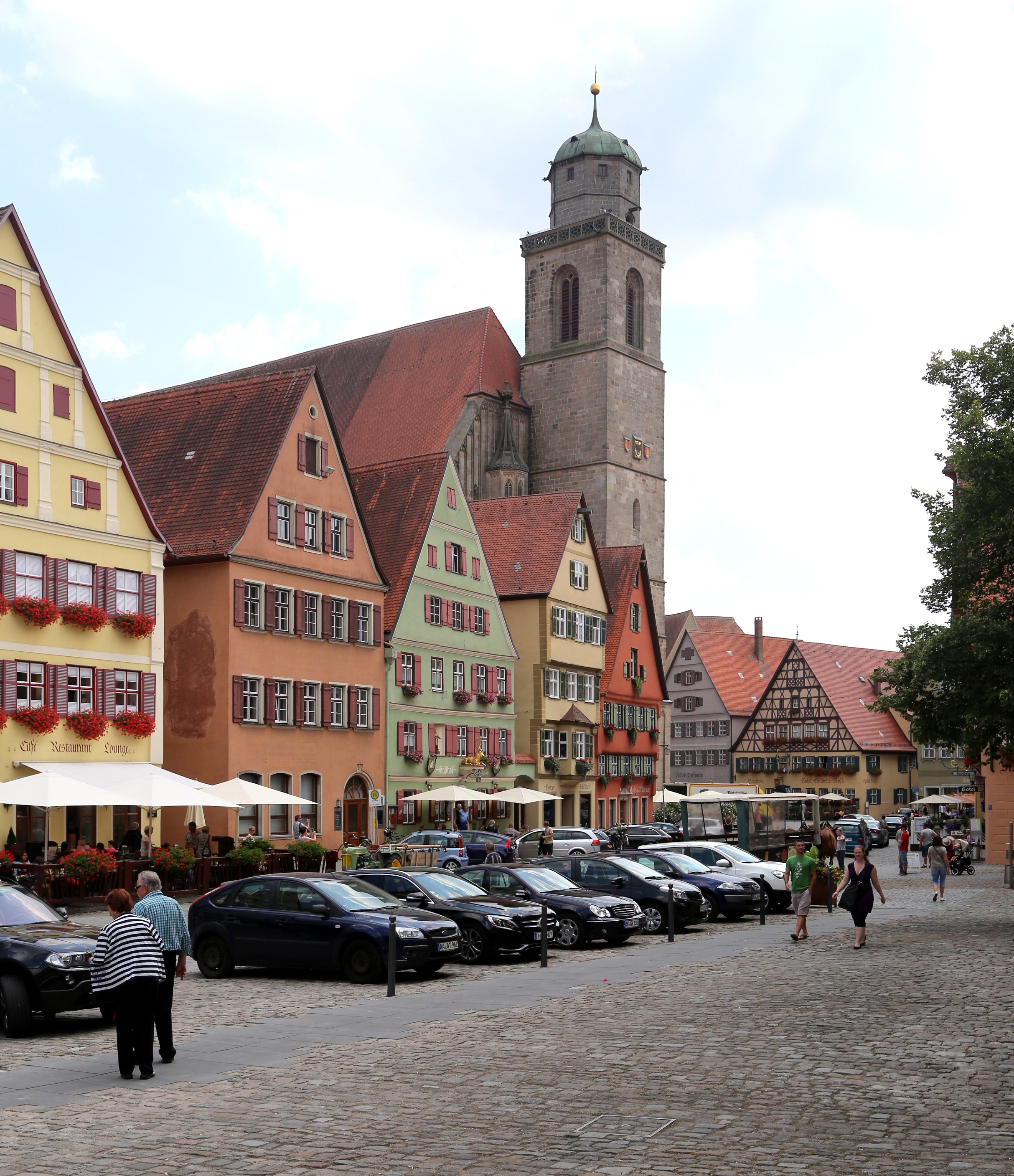
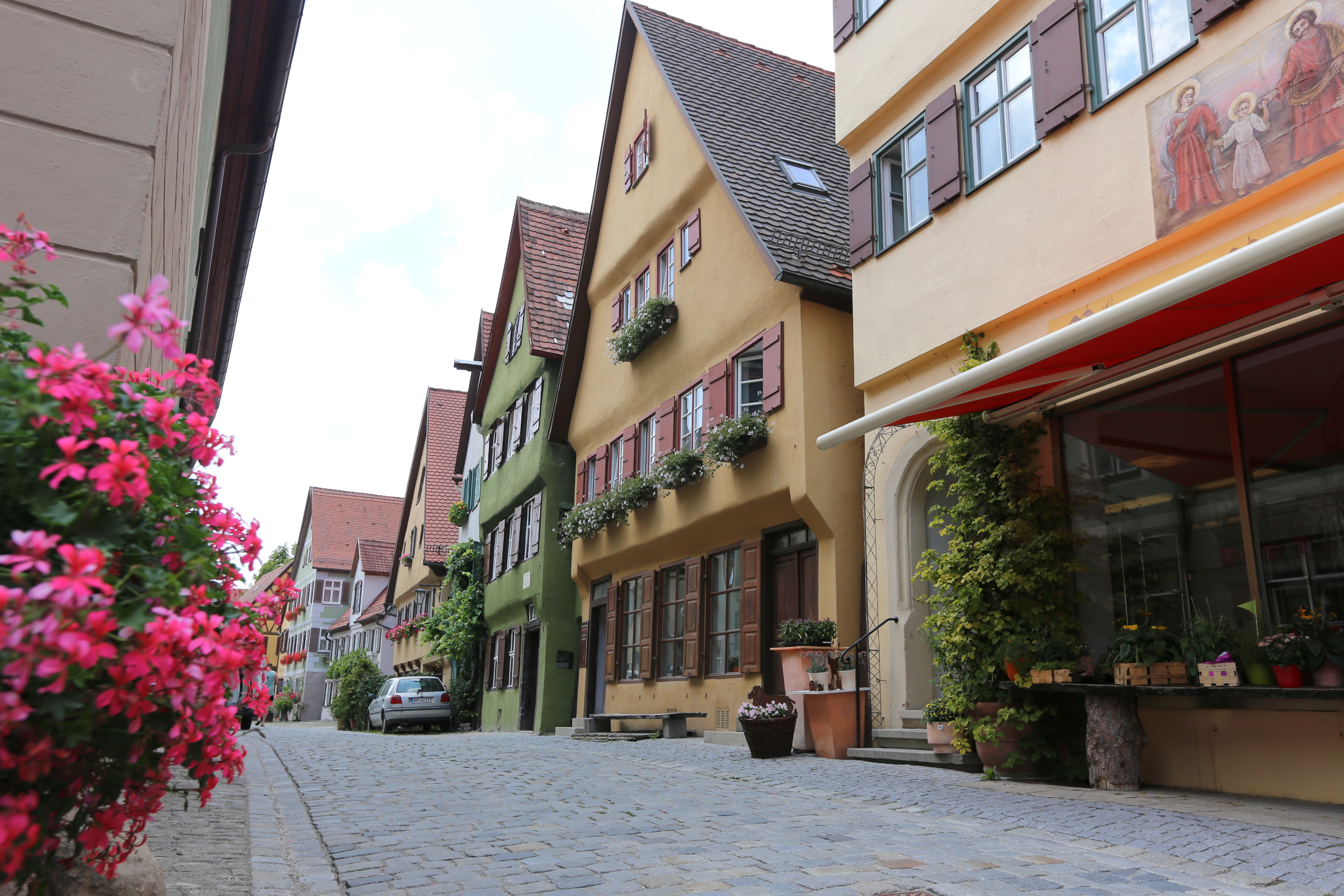
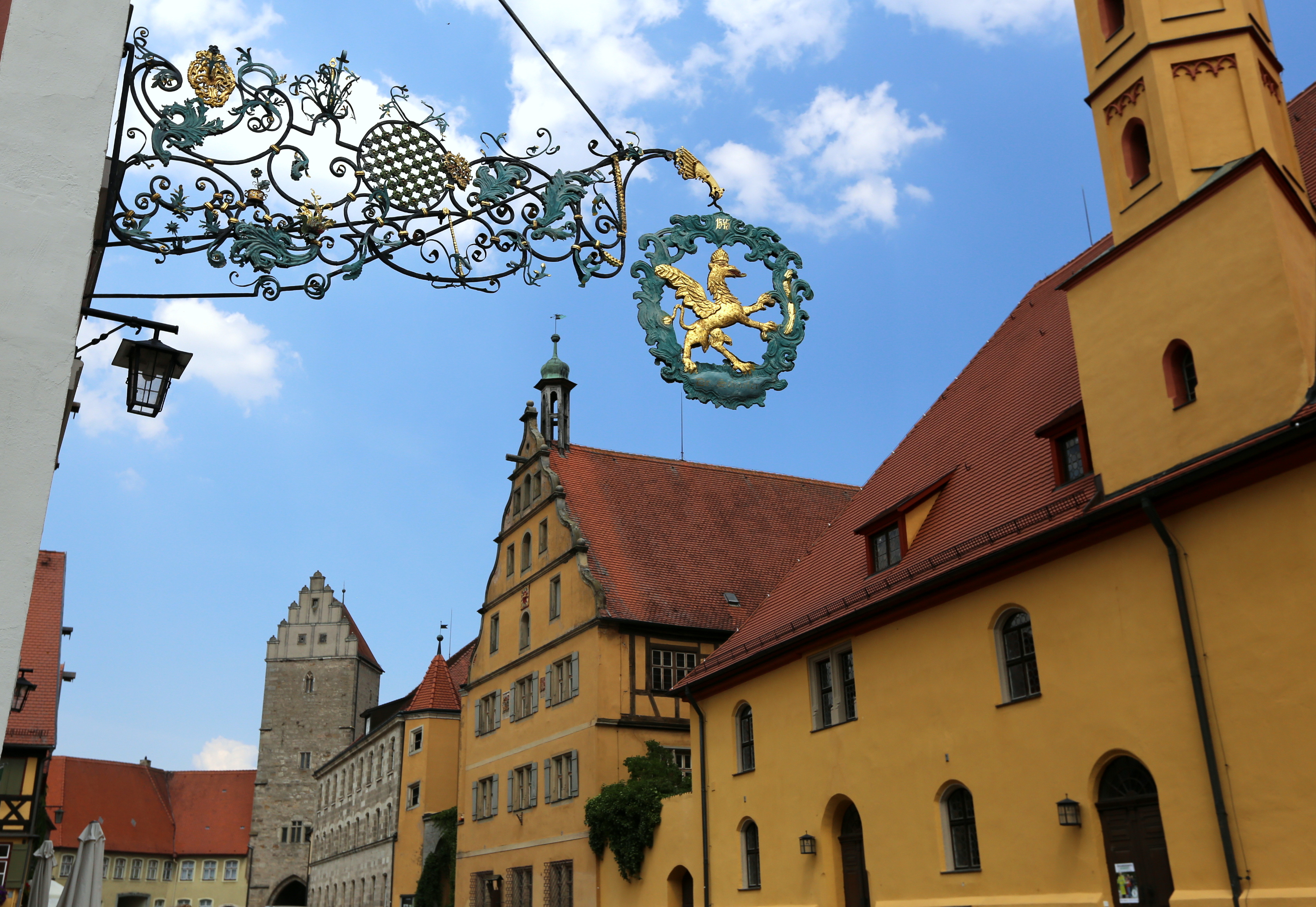
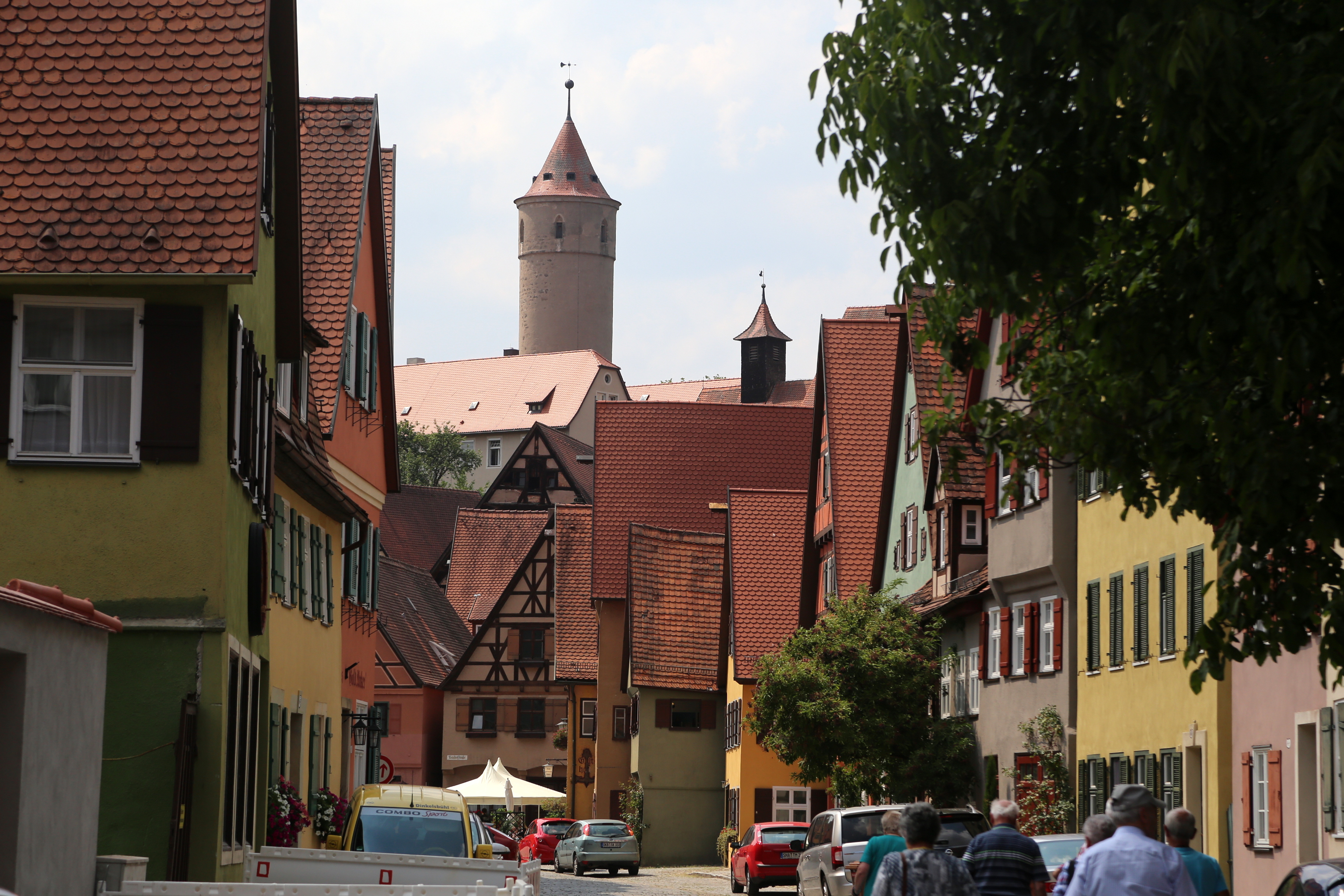
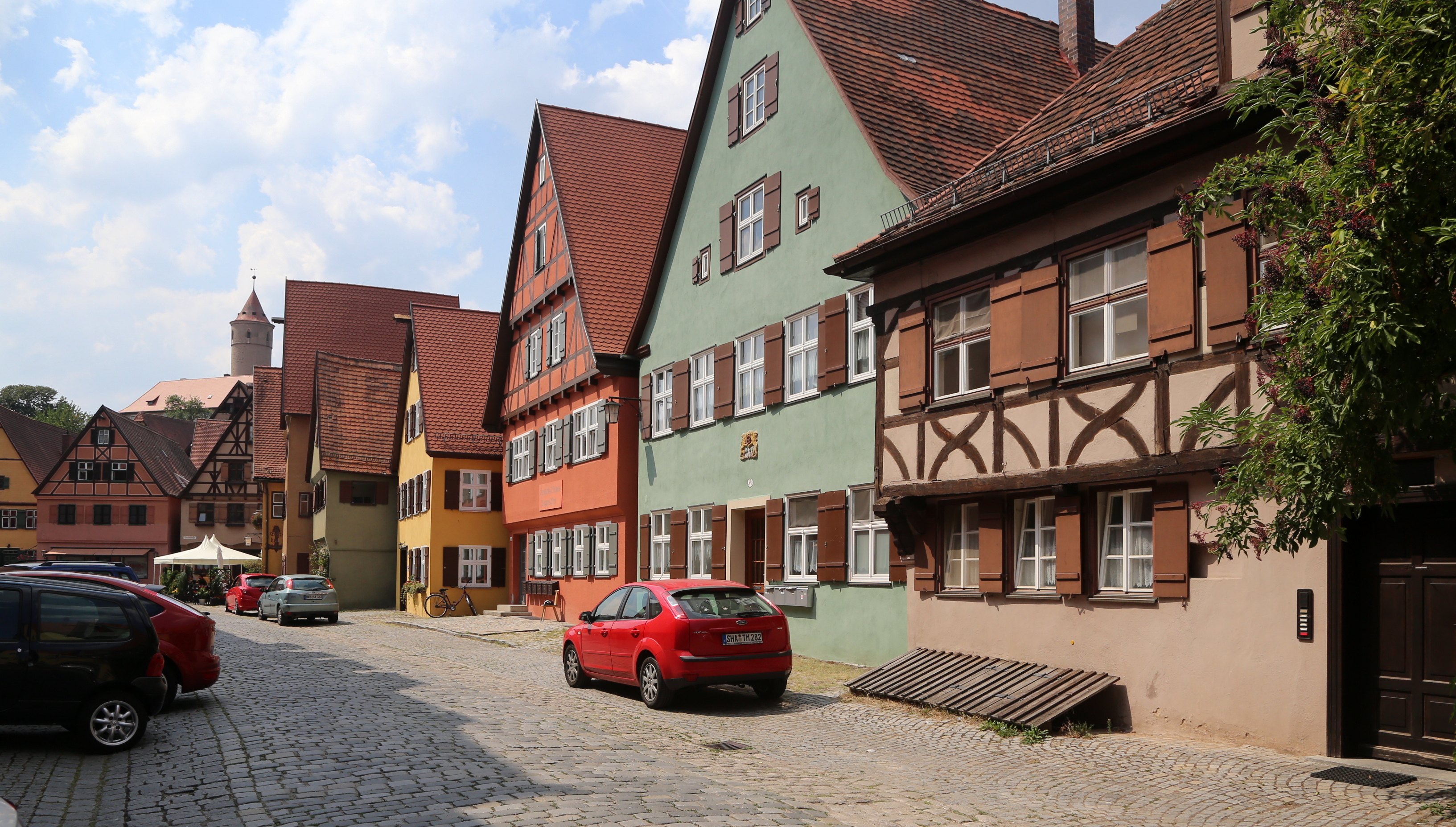
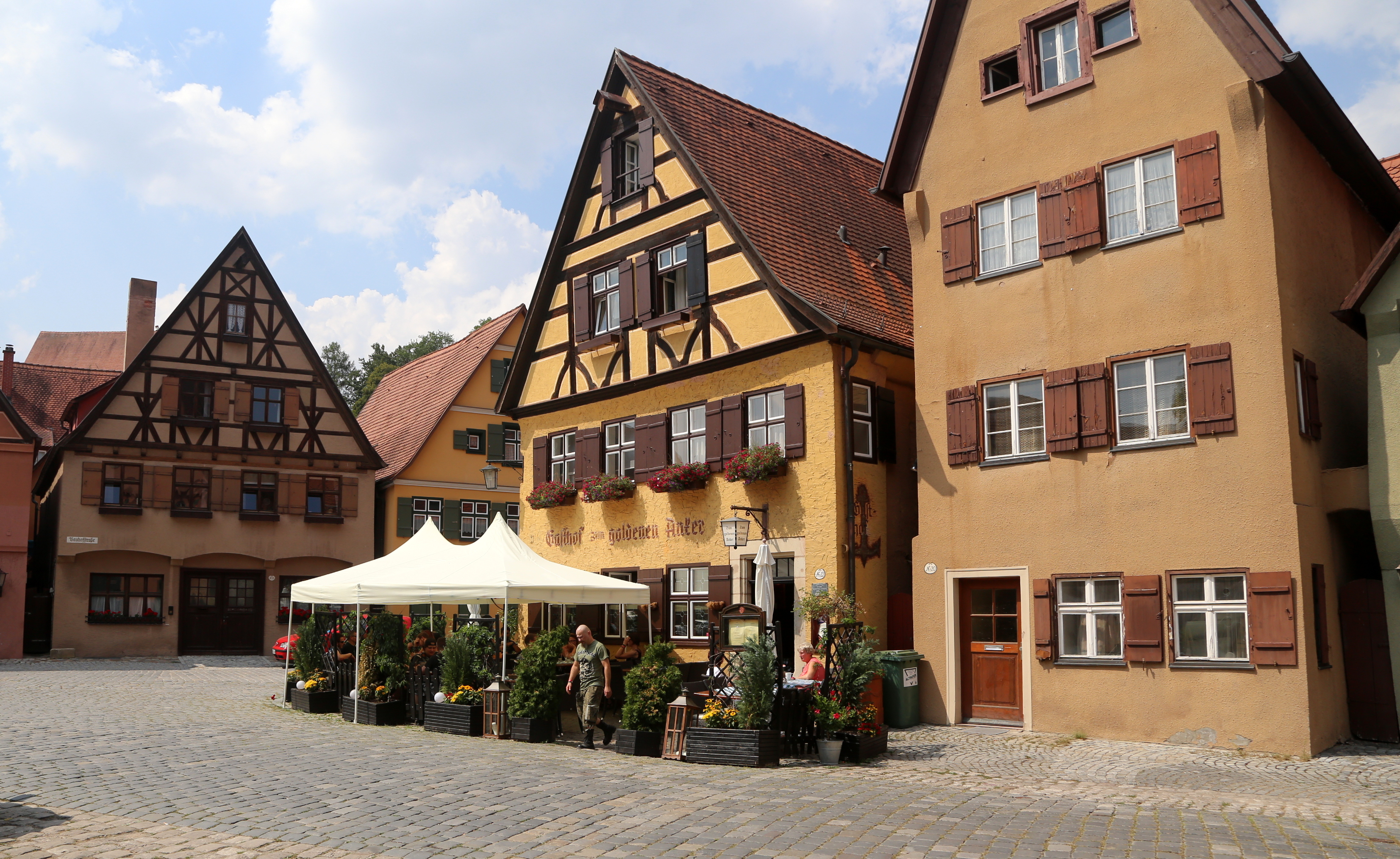
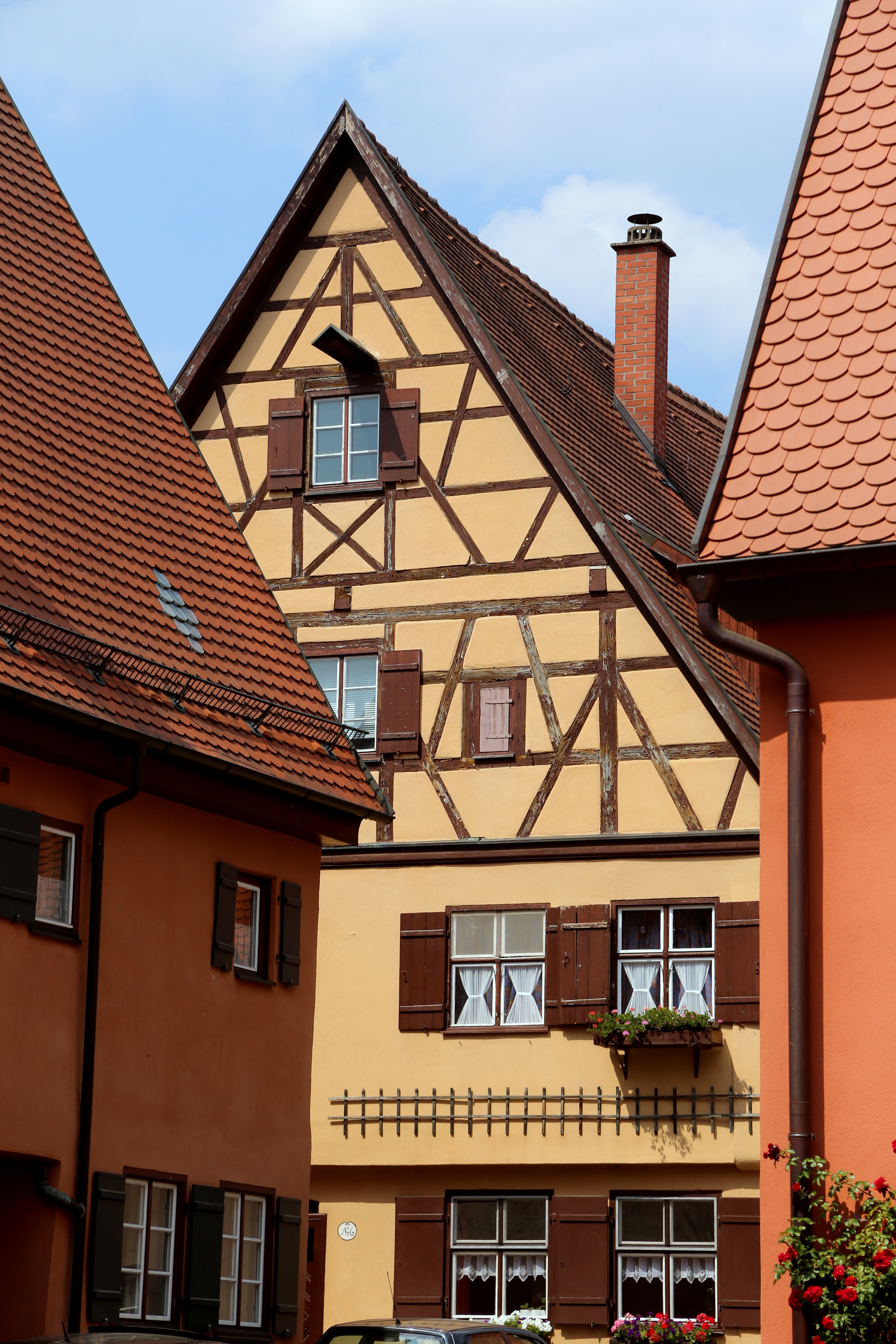
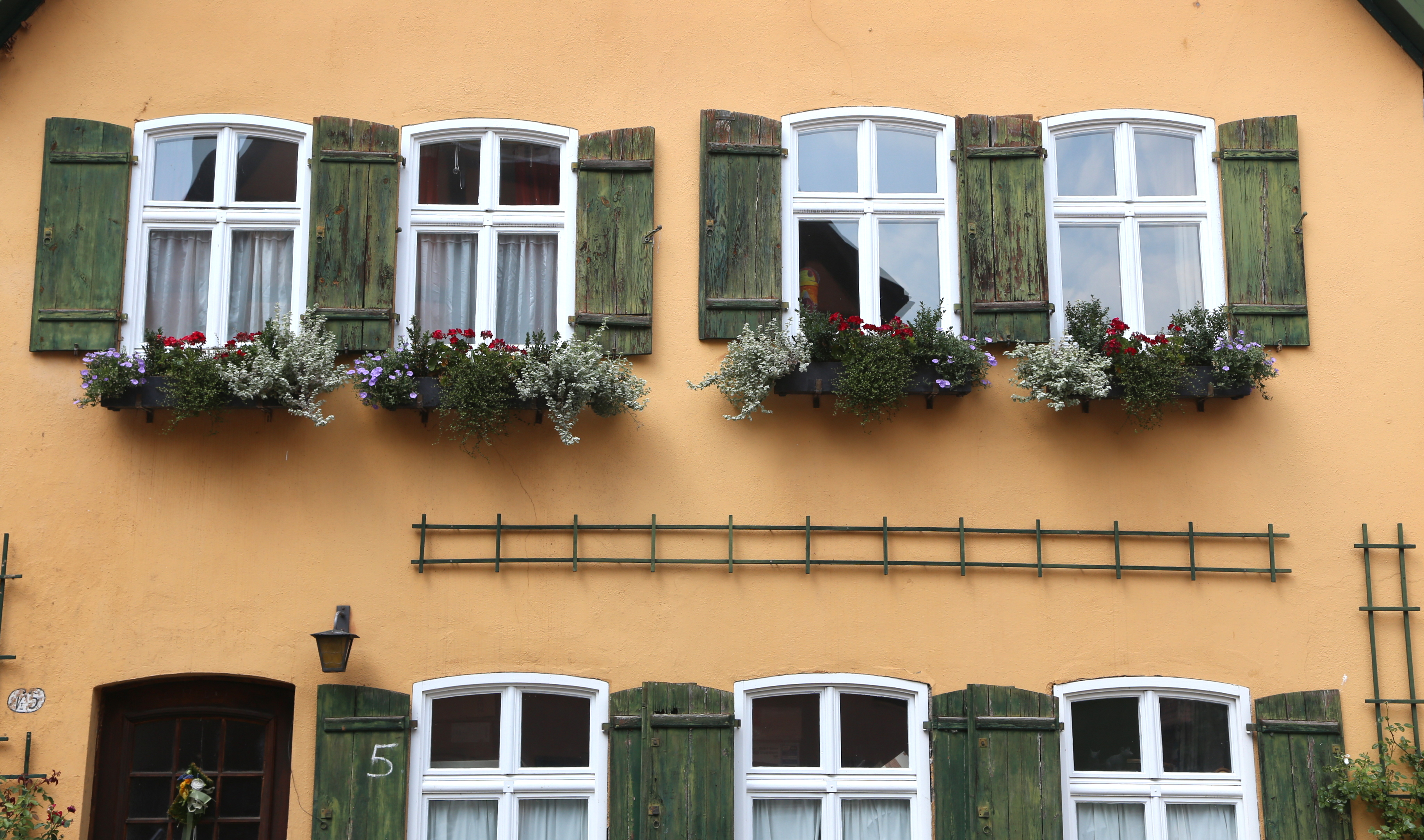
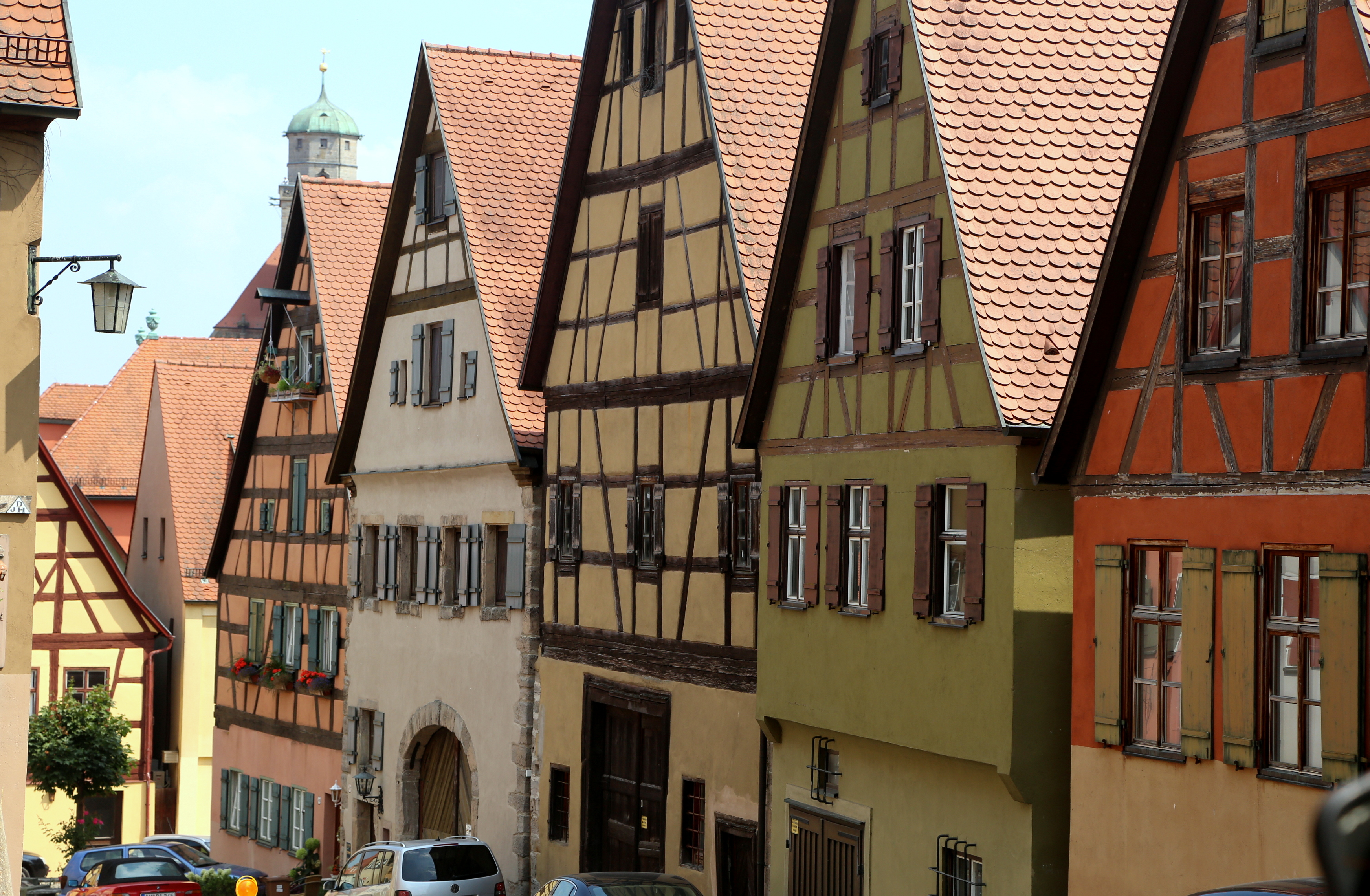
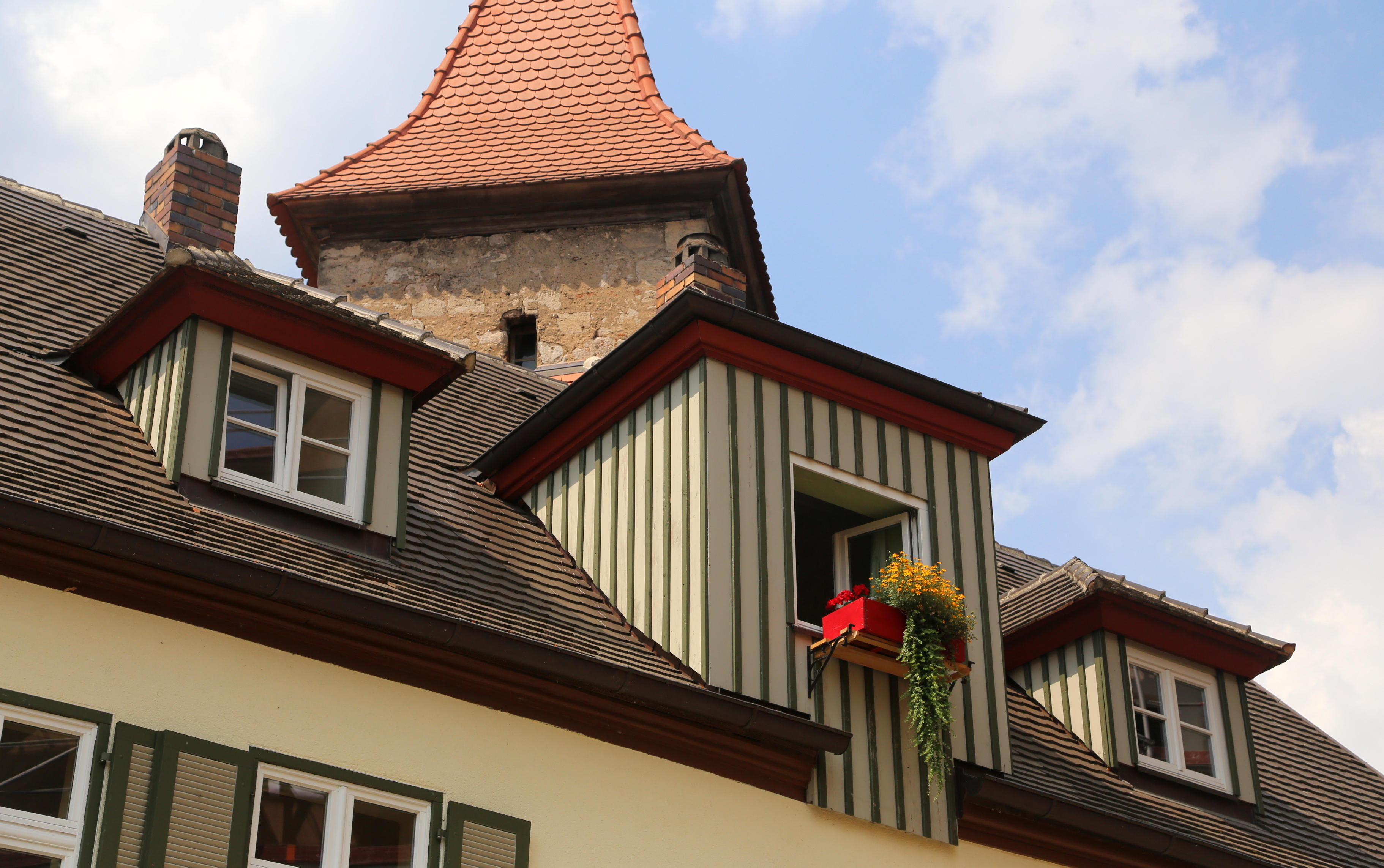
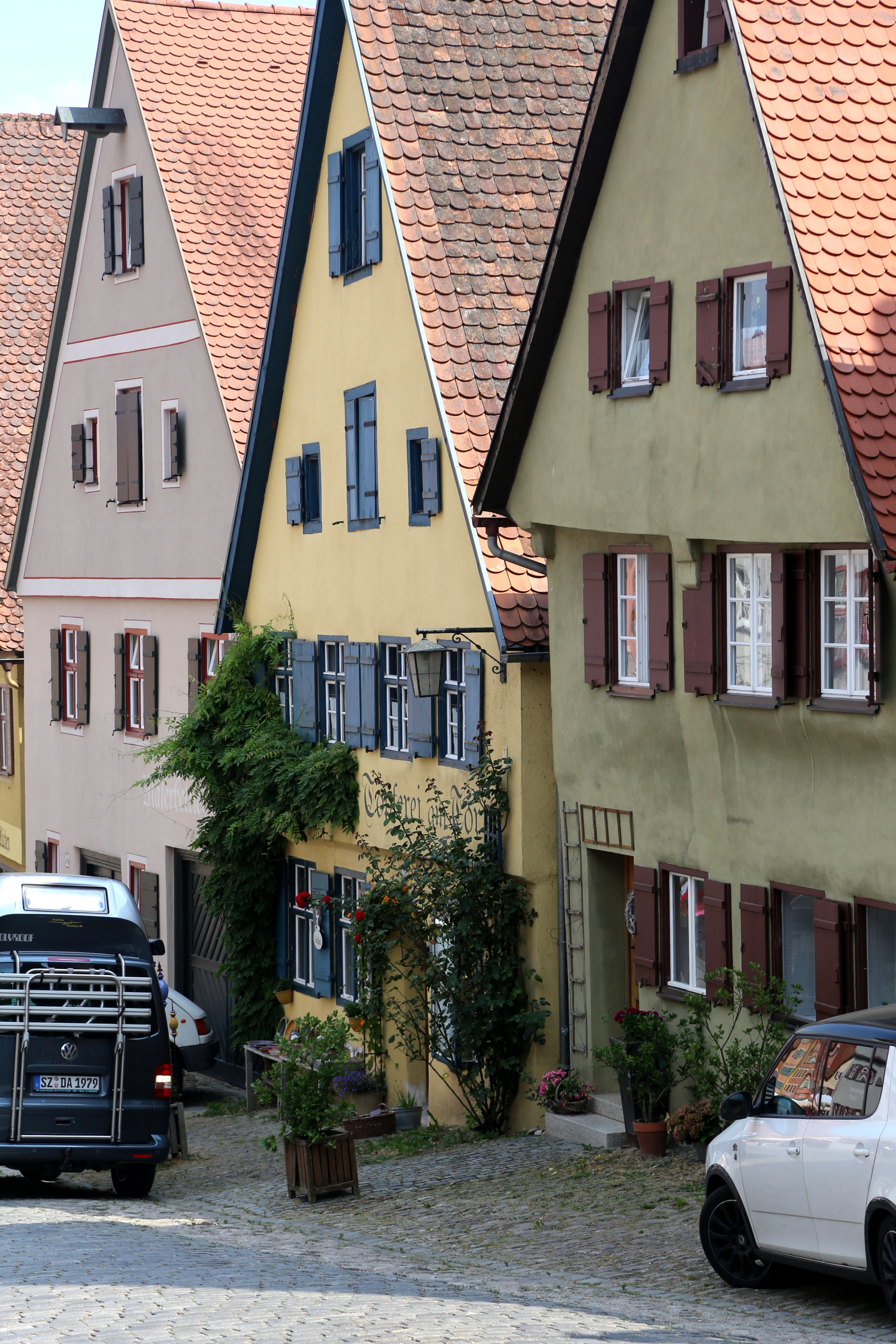
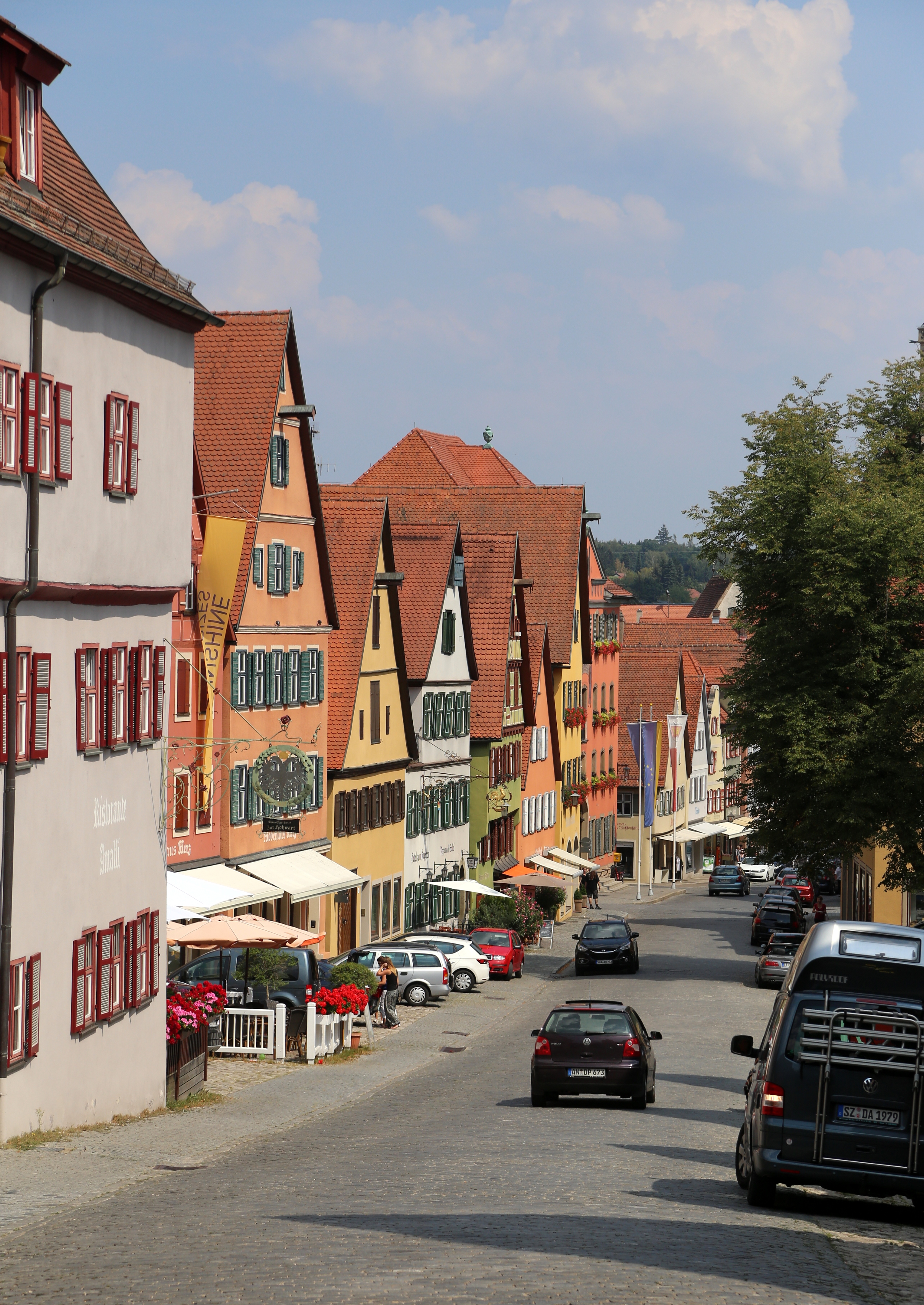
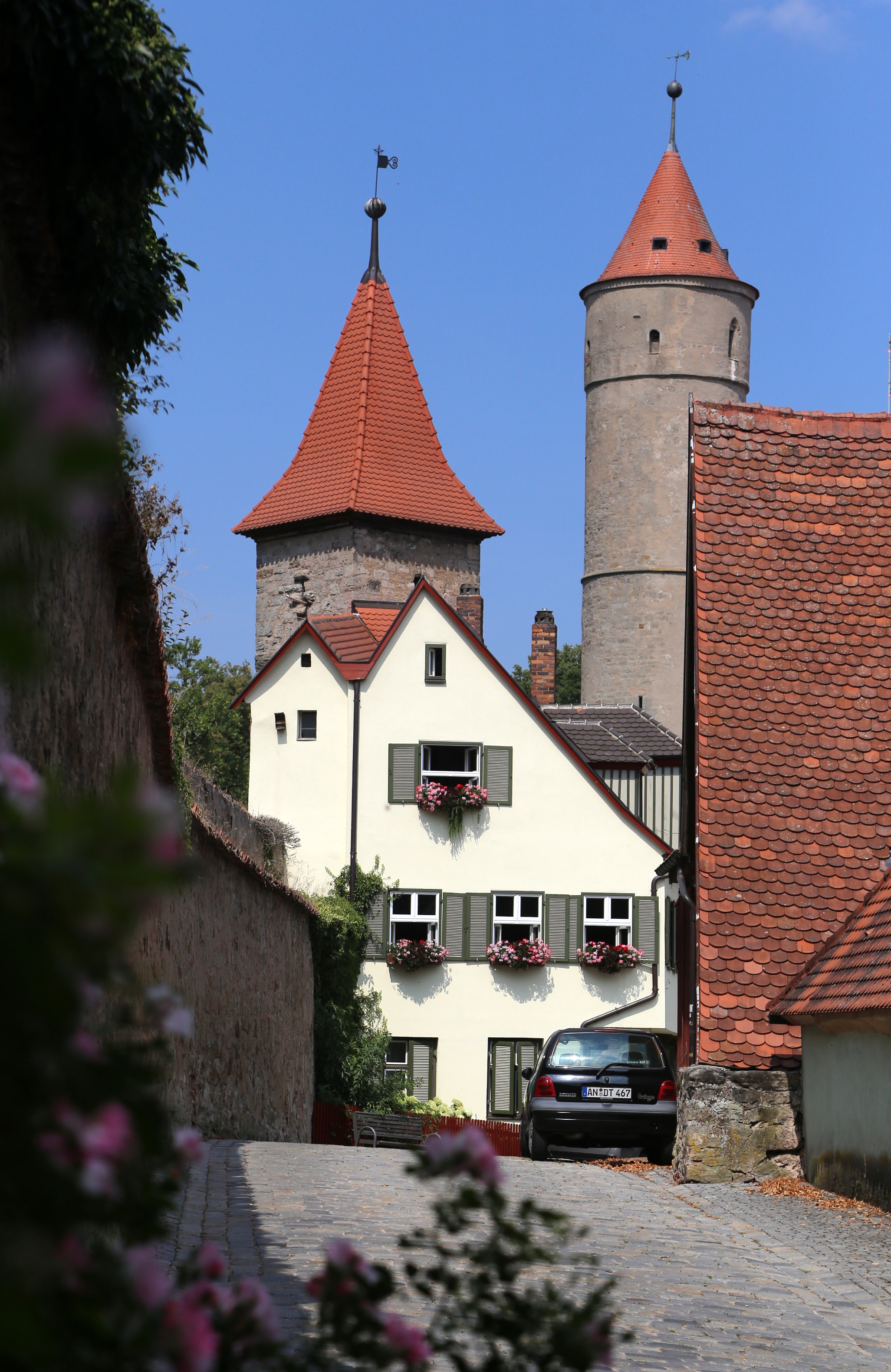
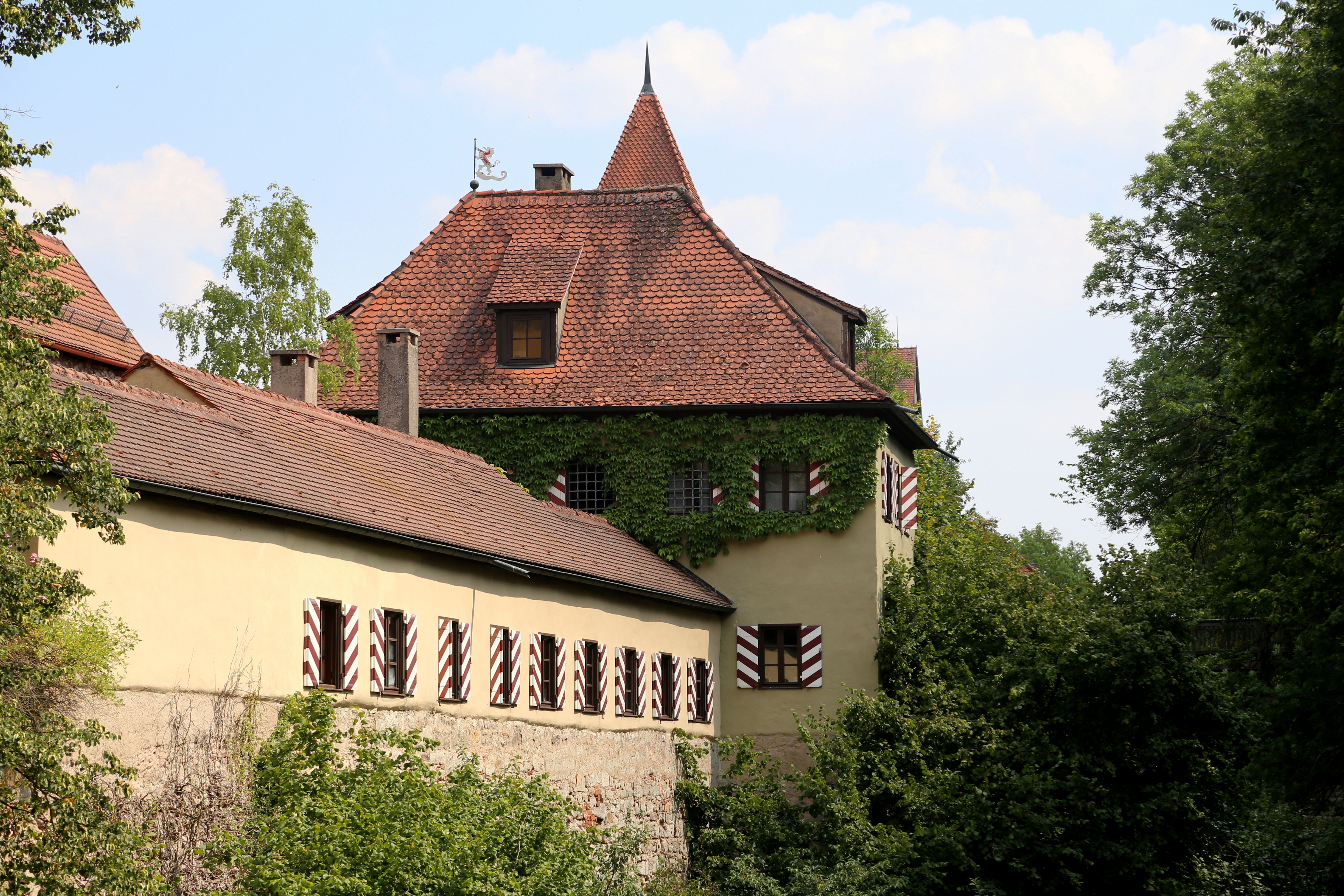
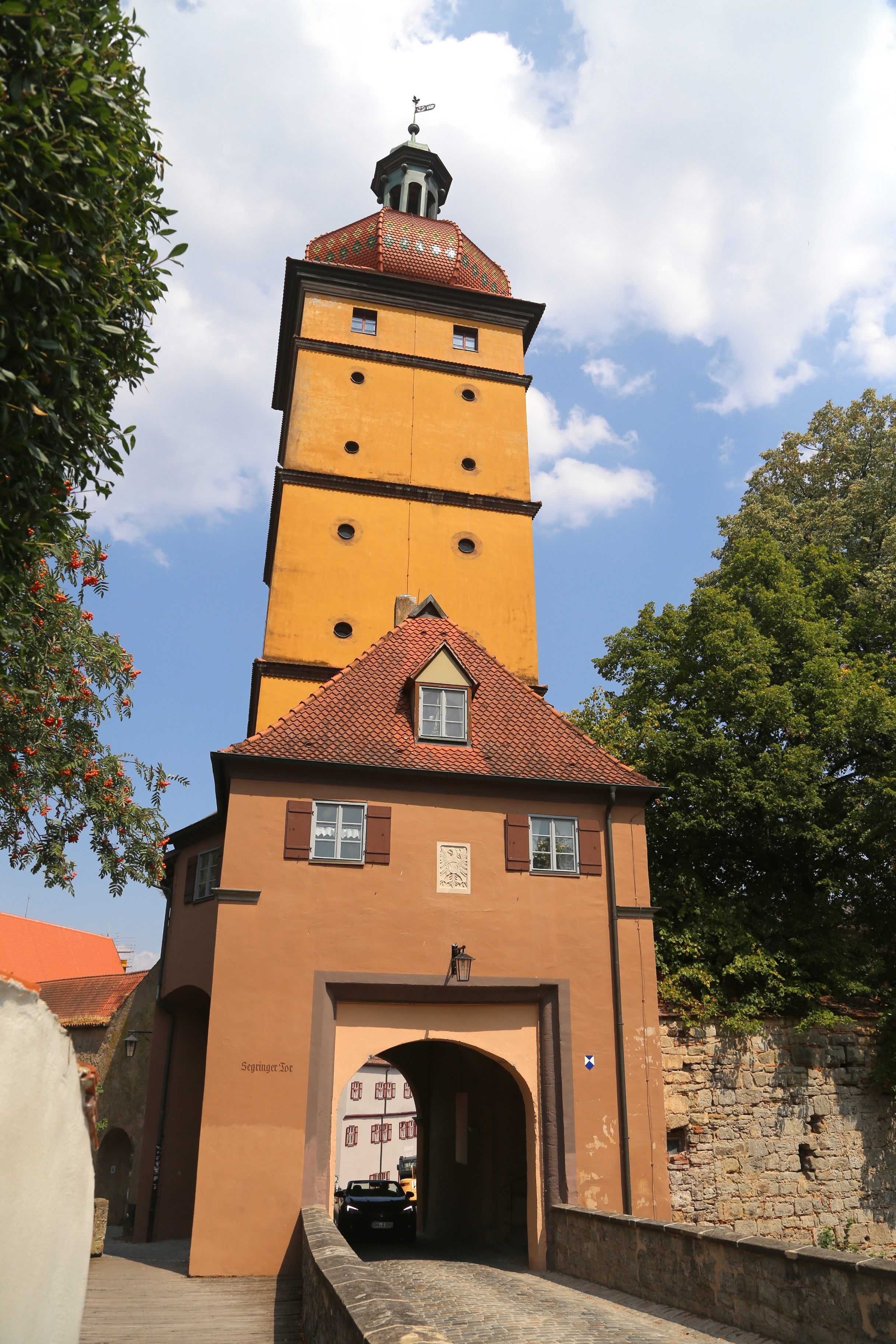
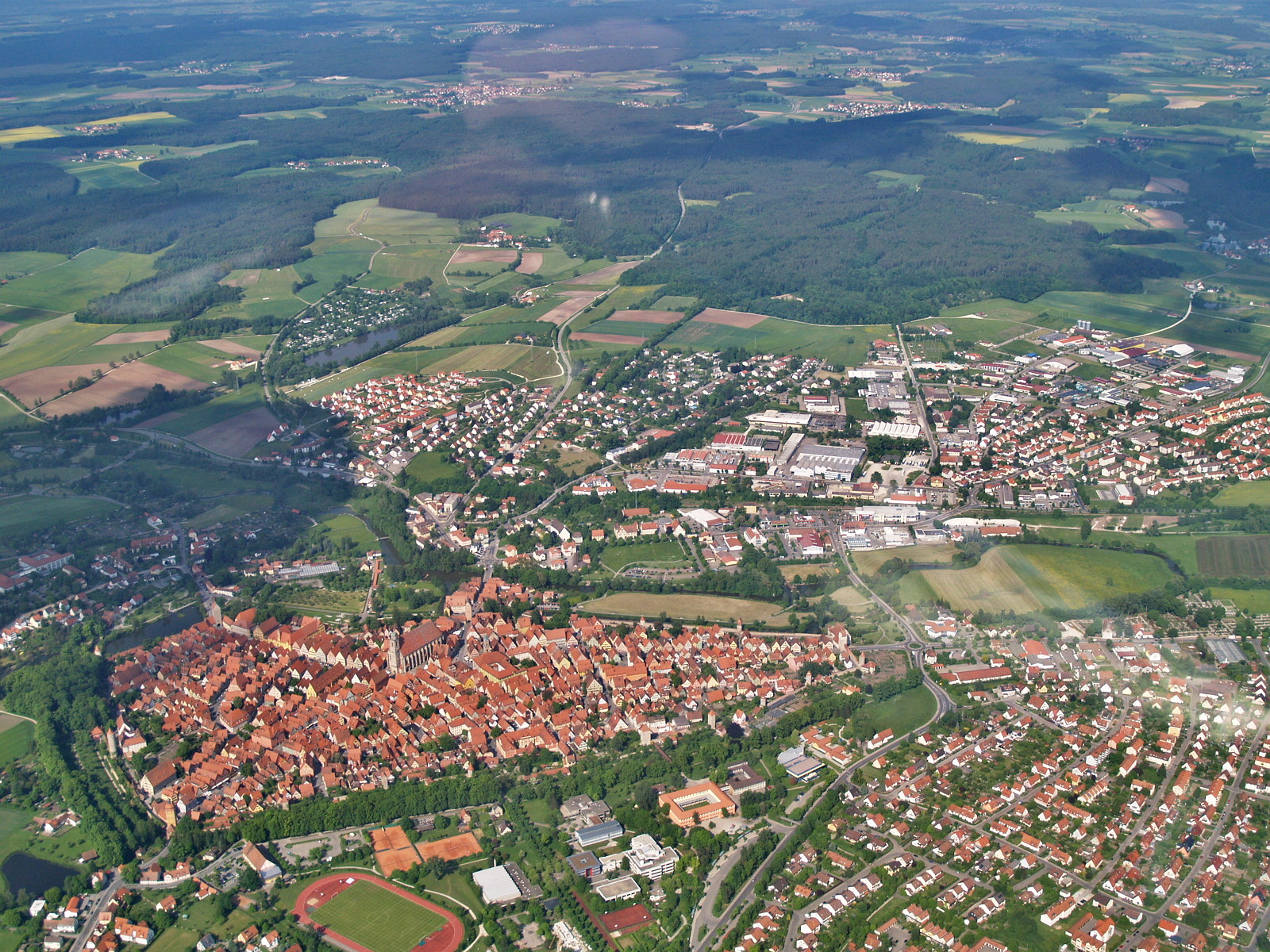